# Tranvía

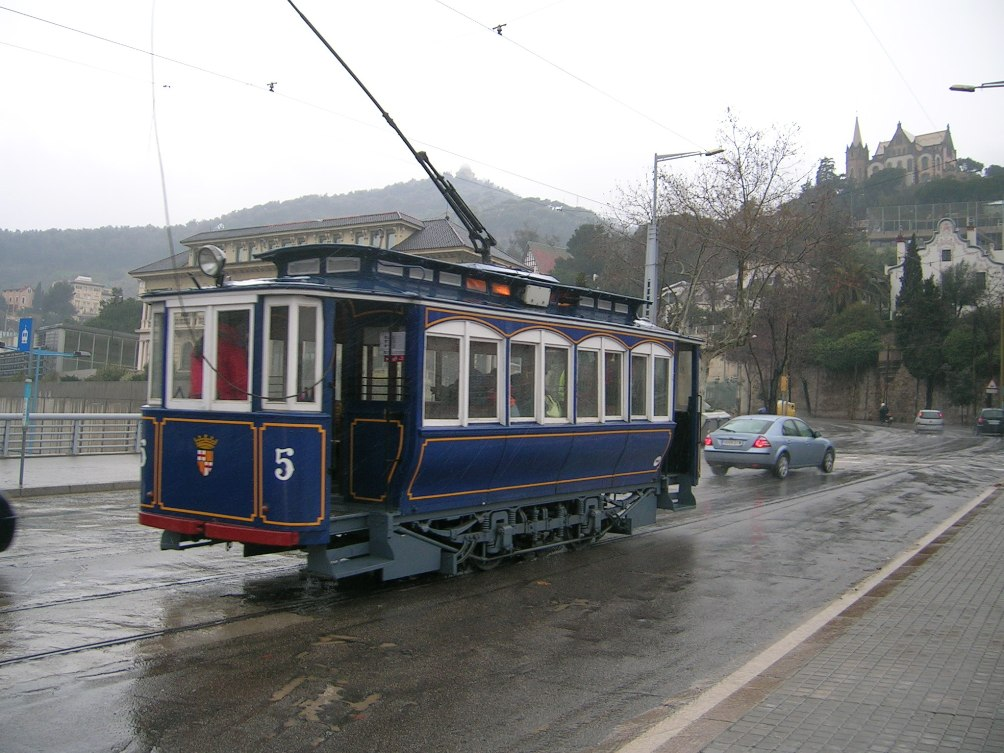
Automotor del Tranvía Azul, Barcelona.

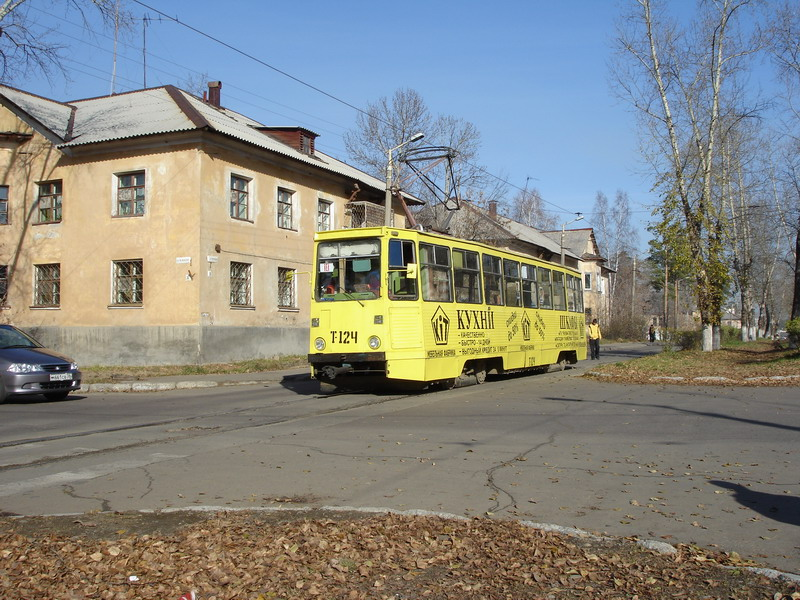
Automotor 71-605 del tranvía de Angarsk, Rusia.

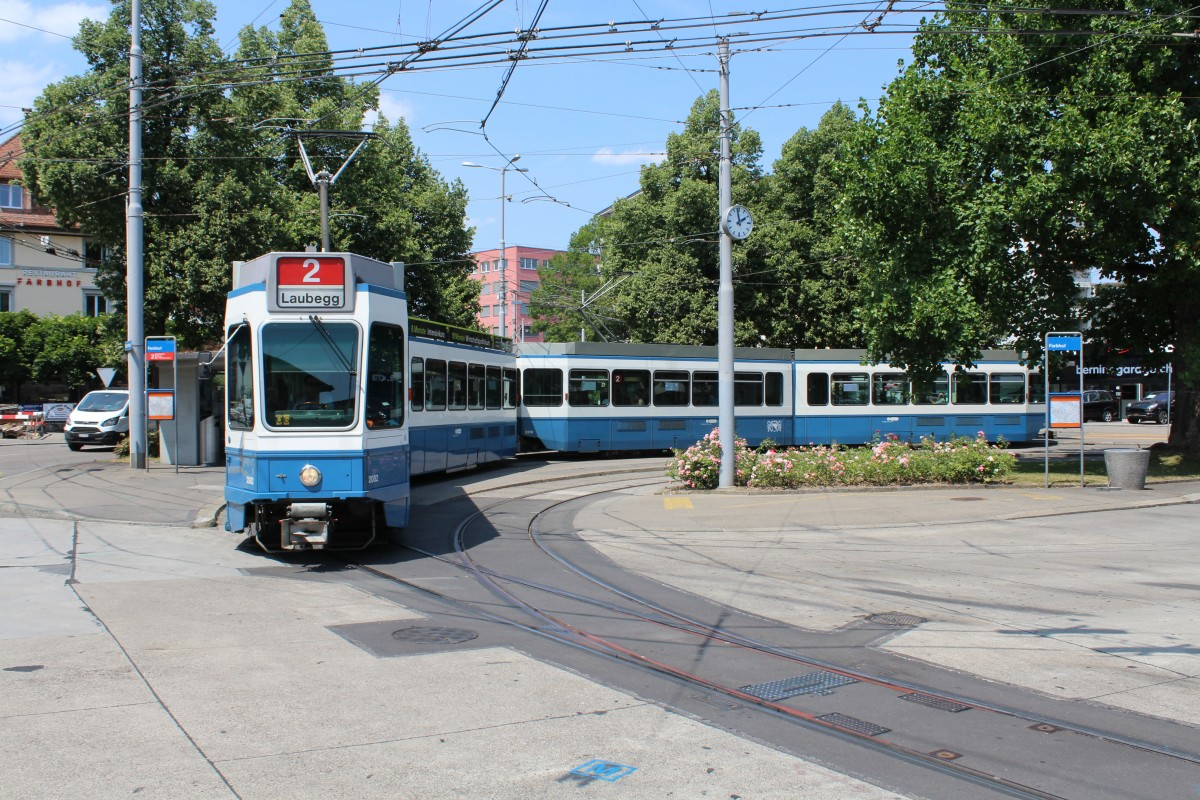
Unidad de tren múltiple VBZ Tram 2 del tranvía de Zúrich, Suiza.

El tranvía es un sistema de transporte ferroviario urbano que emplea vehículos, ya sean automotores individuales o trenes autopropulsados acoplados mediante unidades múltiples, que se desplazan sobre rieles, generalmente a nivel de superficie y en entornos urbanos.
A diferencia de otros modos ferroviarios como el tren de cercanías o el ferrocarril metropolitano, los tranvías suelen utilizar unidades más ligeras, con recorridos más cortos y velocidades reducidas. Es habitual que circulen integrados al entorno vial, por ejemplo sobre las calles, sin separación física del resto del tráfico, aunque en ciertos casos pueden hacerlo por vías exclusivas o segregadas, como sucede en el tranvía de Tenerife o el tranvía de Zaragoza.
Actualmente, la mayoría de los tranvías funcionan con energía eléctrica, que suele suministrarse mediante un pantógrafo conectado a una catenaria. Los sistemas más antiguos empleaban troles de pértiga para la captación de corriente.
En los sistemas contemporáneos, los tranvías suelen agruparse bajo el término genérico de tren ligero, aunque se diferencian de este por su integración más frecuente en la vía urbana, la menor prioridad semafórica y la posible convivencia con otros vehículos.
También existen variantes como el tren-tranvía, cuyas unidades pueden circular tanto por calles urbanas como por líneas ferroviarias convencionales, lo que permite la conexión directa entre zonas urbanas e interurbanas.

## Historia

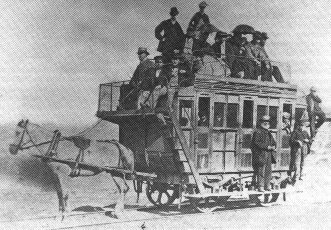
El Swansea and Mumbles Railway galés fue el primer servicio de tranvía para pasajeros del mundo.

Los primeros servicios ferroviarios de pasajeros en el mundo se iniciaron en 1807 por la Oystermouth Railway (Ferrocarril Oystermouth) en Gales, usando carruajes especialmente diseñados en una línea sobre carriles, tirado por caballos, construida para el transporte de mercancías. Los pasajeros que pagaban tarifa eran transportados en una línea entre Oystermouth, Mumbles y los muelles de Swansea. Esta técnica no tardó en llegar al Nuevo Mundo, ya que para 1832 se introduce en Nueva York, y en 1858 se inauguran las primeras líneas en Ciudad de México, La Habana y Santiago de Chile, además de Río de Janeiro, Buenos Aires, Callao, Lima y Montevideo, donde se inauguraron entre 1859 y 1868. Volviendo al Viejo Mundo, empezó a circular por París en 1854, a España peninsular llegó en el año 1871 y a Düsseldorf, Alemania, en 1876.

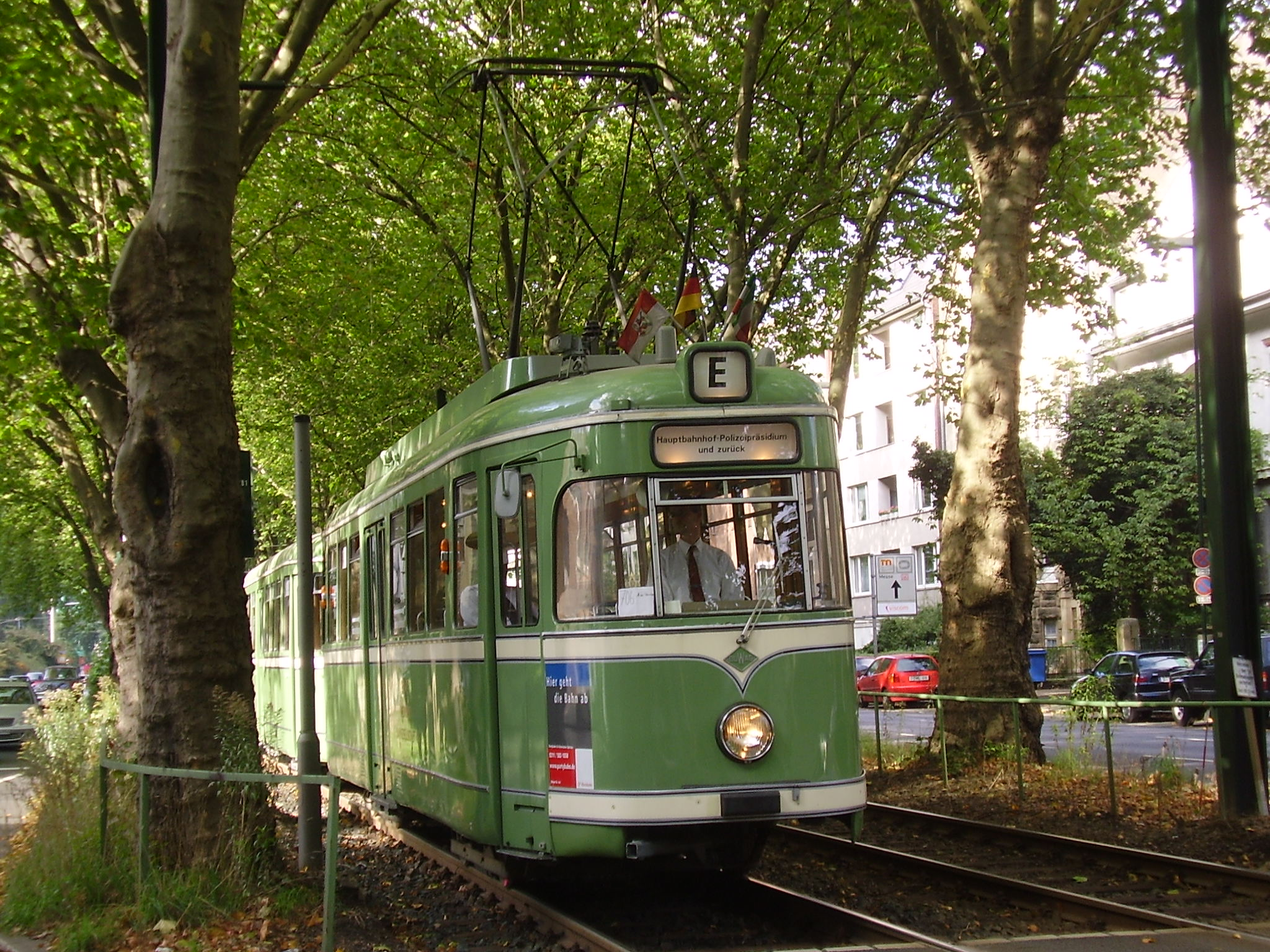
El Düsseldorfer Straßenbahn, en Düsseldorf, Alemania, fue inaugurado en 1876. Es una de las redes de tranvía más antiguas en el mundo que continúa hasta el día de hoy.

El tranvía se popularizó por dos características principales:
- La tracción animal (caballos o mulas) podía arrastrar más peso gracias a la característica básica que posibilitó el desarrollo del transporte por ferrocarril: el bajo coeficiente de rozamiento entre carril y rueda que permite un consumo energético mucho menor respecto a los transportes sobre pavimento con ruedas, aunque fuera con llanta de goma y, más adelante, sobre neumáticos.
- La superficie de los carriles era mucho más lisa que la de las calles y carreteras de entonces (pavimentadas con adoquines), haciendo mucho más suave la marcha que la de los carruajes corrientes.

Tras la tracción a sangre, se intentó la tracción por vapor, como la de los ferrocarriles, mediante una pequeña máquina de vapor, pero las molestias causadas por los humos y el vapor en medio de la ciudad, no hicieron popular este sistema, salvo en tranvías que circulaban prácticamente por el campo. Louis Mékarski propuso con cierto éxito la tracción por aire comprimido y los coches motores recargaban aire comprimido en una parada específica. La primera línea que funcionó de este modo fue en 1879 en Nantes y hasta 1917 otras líneas utilizaron este sistema. 
El primer tranvía eléctrico fue puesto en servicio por Werner von Siemens en Berlín en 1879, lo siguió Budapest en 1887, y la demostración definitiva de la bondad del sistema vino de la mano de Frank J. Sprague con la electrificación de la red de Tranvías de Richmond (Virginia) con la que demostró, desde 1887, que la tracción eléctrica era la forma mejor de propulsar los tranvías. 
En Suiza, la primera línea interurbana electrificada fue la Vevey-Montreux-Chillón (VMC) que se abrió en 1888. En 1890 funcionó el primero de Francia en la ciudad de Clermont-Ferrand. A continuación vinieron Bucarest en 1894, Sarajevo en 1895, Bilbao (1896) y Buenos Aires en 1897 (primera línea tendida por la Compañía Anglo-Argentina).

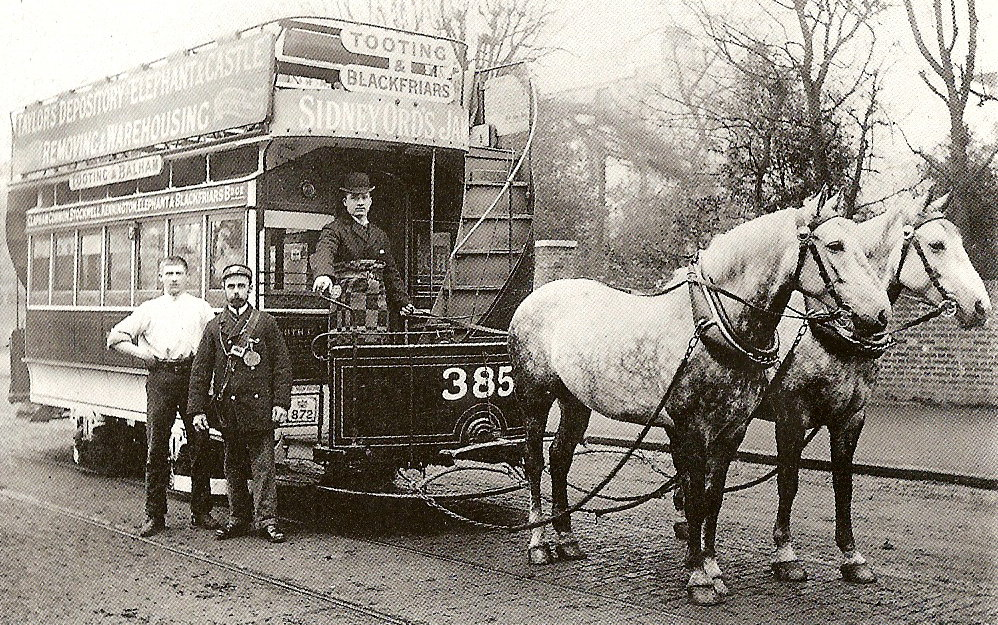
Los primeros tranvías con tracción a caballo se introdujeron en el Reino Unido.
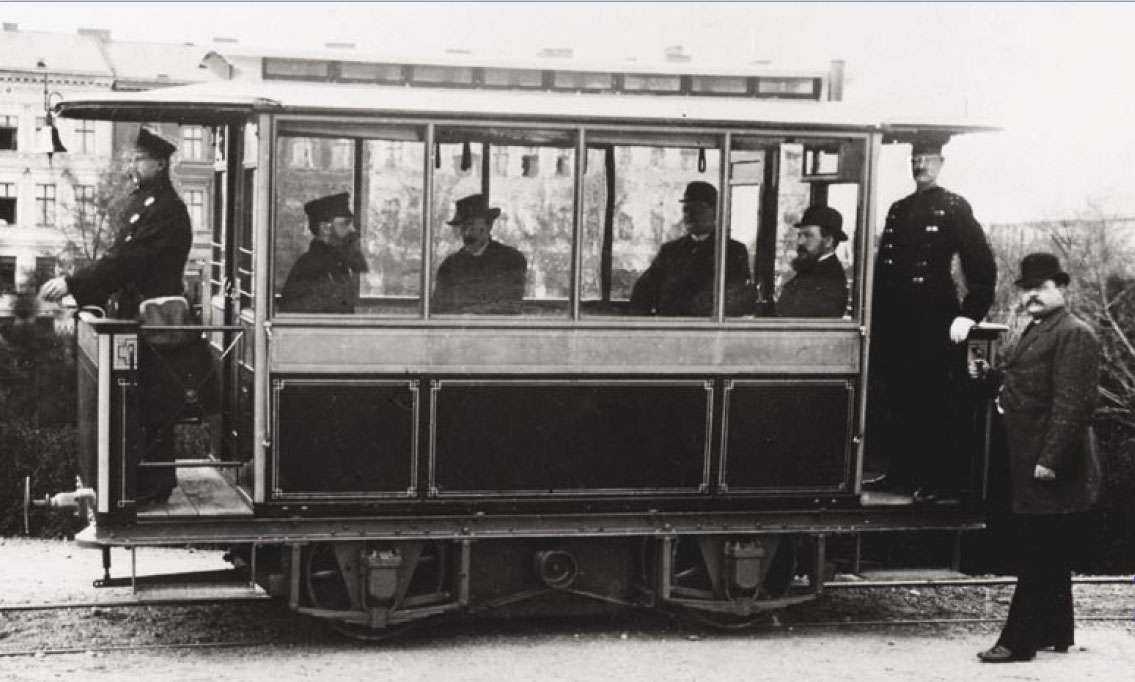
Primer tranvía eléctrico de Ernst Werner von Siemens.

### Edad de oro
El tranvía tuvo un desarrollo considerable entre el comienzo del siglo XX y el periodo de entreguerras con la innovación de tracción eléctrica, la multiplicación de las líneas y el incremento del número de pasajeros, convirtiéndose en el principal transporte urbano. El transporte a caballo había desaparecido prácticamente de todas las ciudades europeas y americanas alrededor de 1910, y los autobuses aún estaban en fase de desarrollo, aumentando su fiabilidad mecánica, pero aún no superaban al tranvía en prestaciones, mientras que el automóvil estaba aún (por poco tiempo) reservado a una clientela limitada.

### Desaparición parcial y temporal

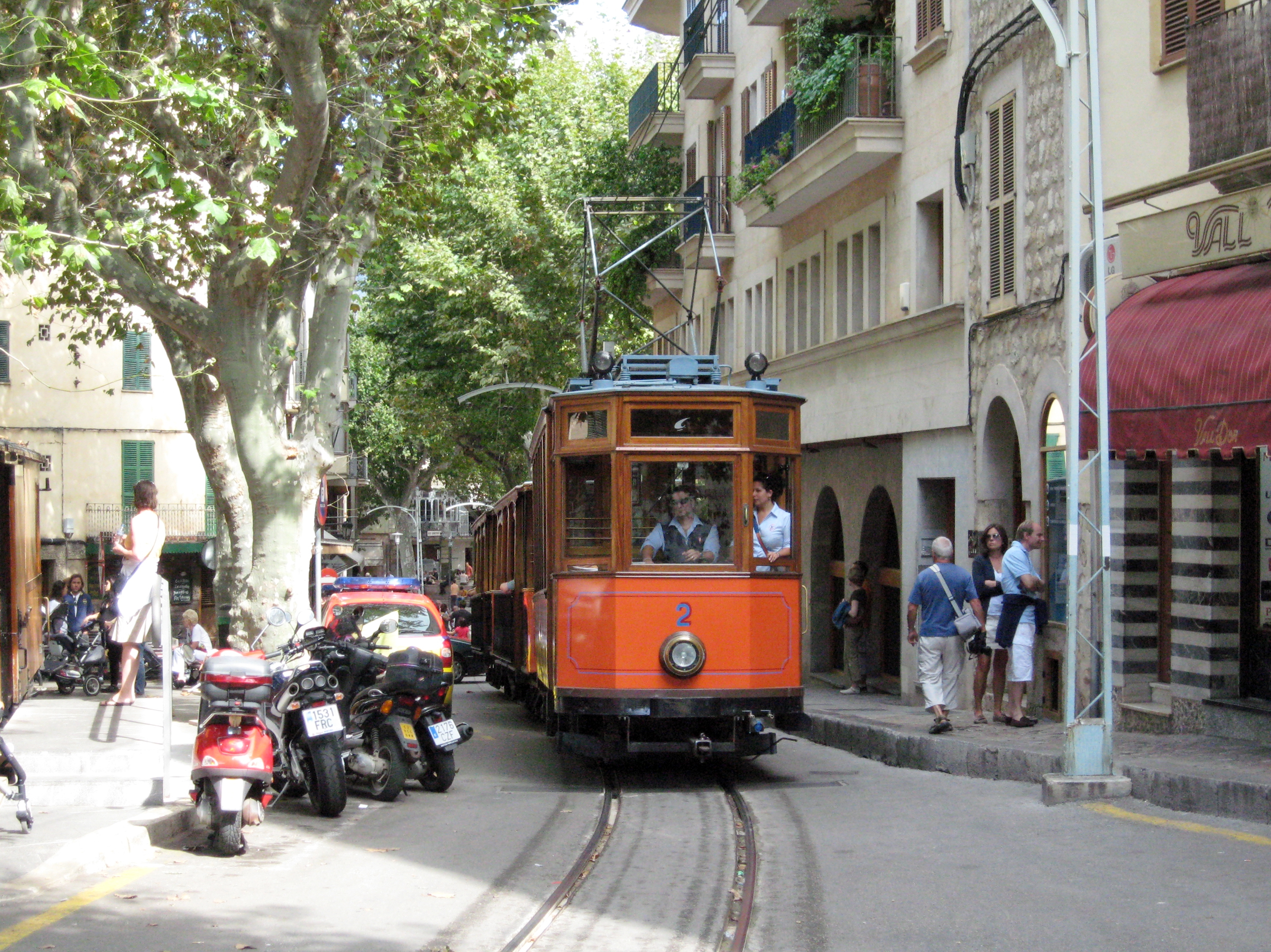
Coche motor del tranvía de Sóller, España.
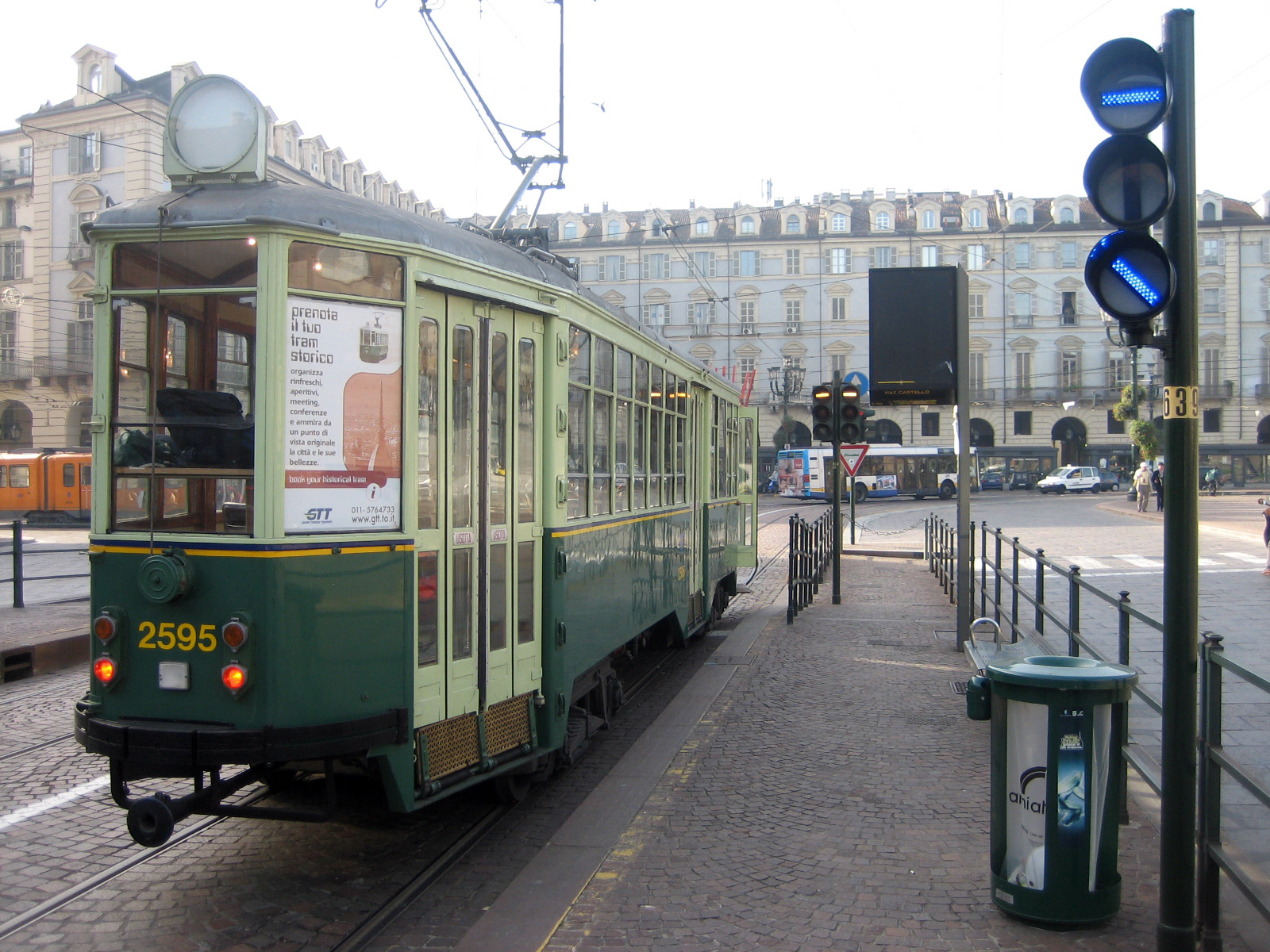
Tranvía en Turín, Italia.
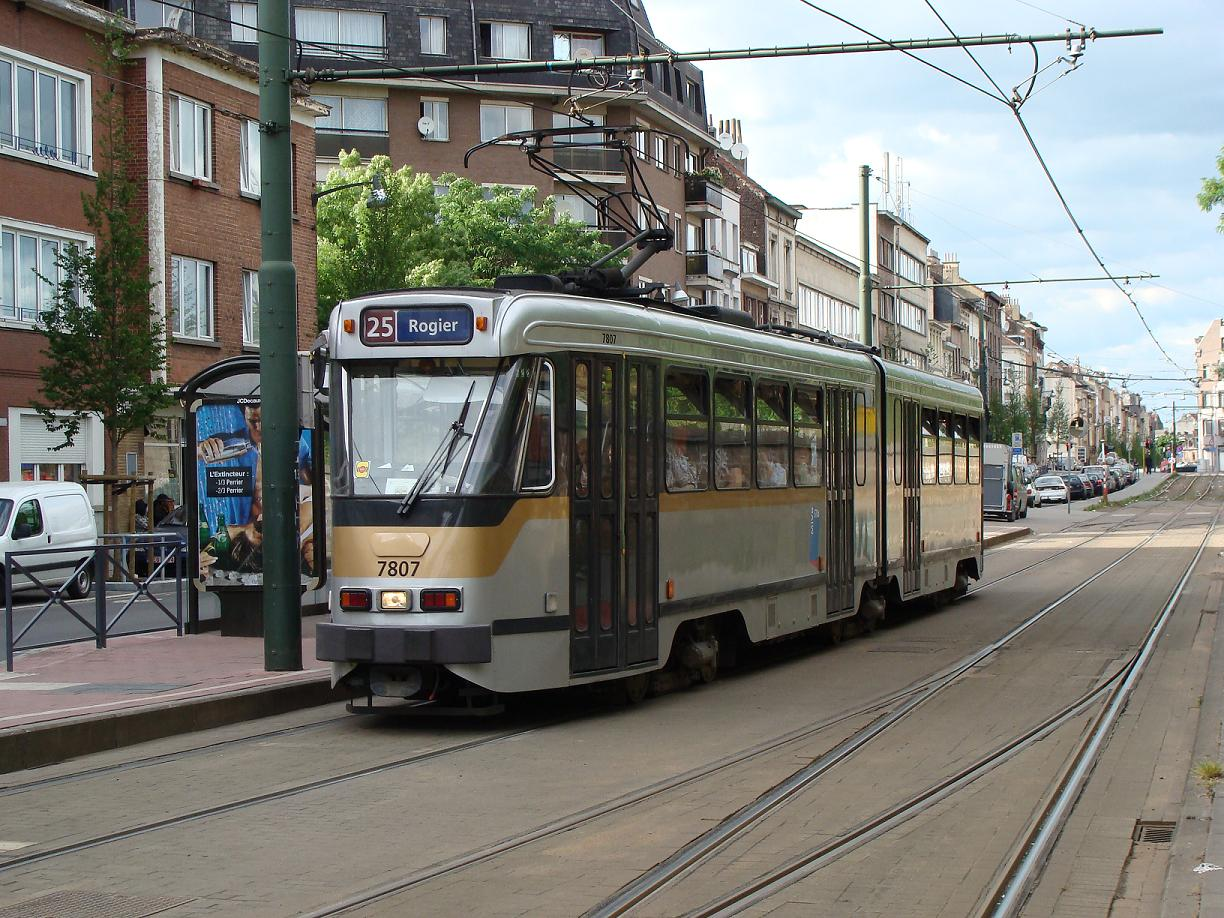
Vieja generación de tranvías articulados en Bruselas, Bélgica.
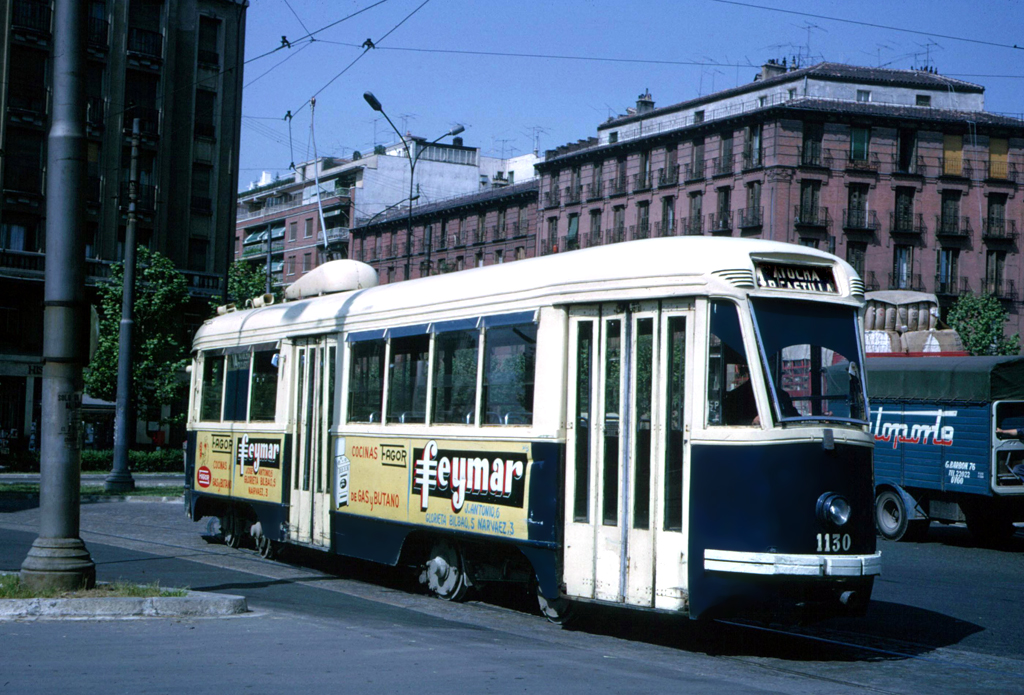
Último modelo que funcionó en Madrid (España) hasta 1972.

El desarrollo de la venta de vehículos con motor de explosión entraña en algunas ciudades la desaparición rápida del tranvía en el paisaje urbano a partir del lustro de 1935. El progreso técnico del autobús, más ágil en el tránsito urbano, ocasiona graves problemas al tranvía por no necesitar una infraestructura costosa, teniendo en cuenta que los costos de la calzada no se cobraban directamente a sus usuarios.
Los poderes públicos invirtieron en infraestructuras destinadas al automóvil, y de paso en el establecimiento de redes de autobús, percibido como símbolo del progreso. A la vez, las redes de tranvía se dejaron de mantener y modernizar, lo que les desacreditaba ante los ojos del público. Como resultado, las antiguas vías se consideraron como arcaicas y se fueron reemplazando por líneas de autobuses.
A la desaparición del tranvía también se le unen en ocasiones motivos menos técnicos. En Estados Unidos una empresa creada por General Motors, Firestone, Standard Oil y otros compró todas las líneas de las ciudades más importantes de Estados Unidos para sustituirlas por redes de autobuses fabricadas por General Motors, en lo que se conoce como el Gran escándalo del tranvía de Estados Unidos. Se acusó a estas empresas de haberlo hecho para beneficiar a la industria automovilística, aunque finalmente solo se las condenó por favorecer la compra de autobuses y no por eliminar el tranvía.
Las redes de tranvía desaparecieron casi completamente de América del Norte, Uruguay, Argentina, España, Francia y Gran Bretaña. En cambio se mantuvieron (y en algunos casos se modernizaron) en Alemania, Austria, Bélgica, Escandinavia, Italia, Países Bajos, Portugal, Suiza, Japón y en toda la Europa del Este.

### Renacimiento
Desde inicios del siglo XXI el tranvía inició una situación de fuerte recuperación en Europa. El inicio de este renacimiento se dio en Francia gracias a los proyectos surgidos por el proceso de Concurso Cavaillé tras la crisis del petróleo de 1973 y la saturación de las ciudades por parte de los coches. Como resultado a largo plazo de este proceso se construyeron redes tranviarias nuevas en Nantes (1985), Estrasburgo (1994), Ruan (1994), Burdeos (2003), Niza (2007) y Toulouse (2010). El éxito de estos proyectos consiguió que numerosas ciudades europeas estudiaran soluciones parecidas. Los nuevos tranvías, gracias a la aplicación de los avances tecnológicos, se han convertido en un nuevo medio de transporte público con un alto nivel de prestaciones por su accesibilidad, baja acústica, rapidez, regularidad, comodidad y ecología.
El principal objetivo del tranvía es garantizar el transporte urbano en las condiciones más respetuosas posibles con el ambiente. A la vez, constituye una alternativa interesante para los usuarios y una apuesta decidida por el transporte público, claramente en la línea de los criterios de fomento de la economía en el entorno urbano.

Tranvía actual
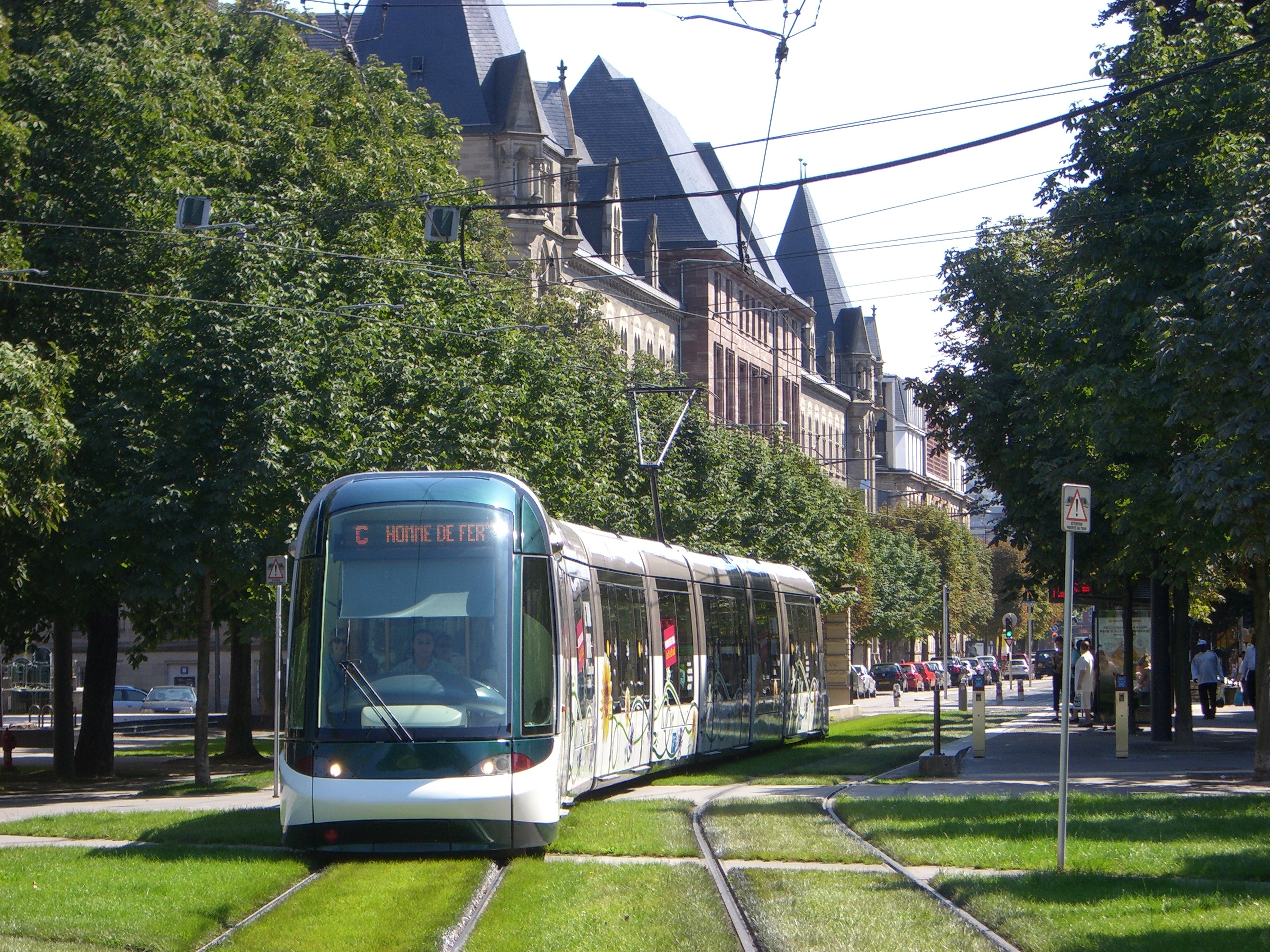
Eurotram en Estrasburgo, Francia, inaugurado en 1994.
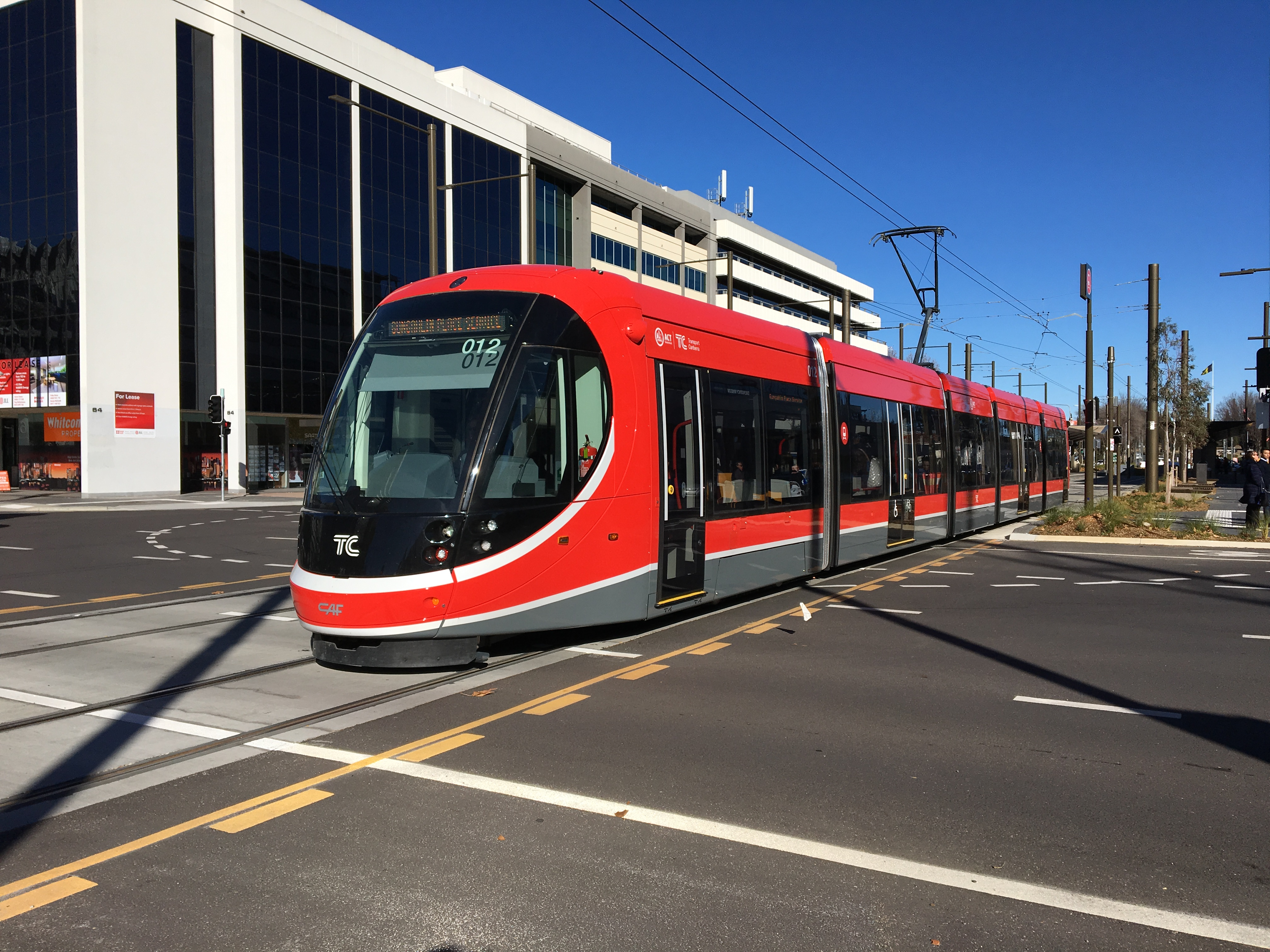
Tranvía Urbos 3 de la red de tranvía de Canberra, Australia.
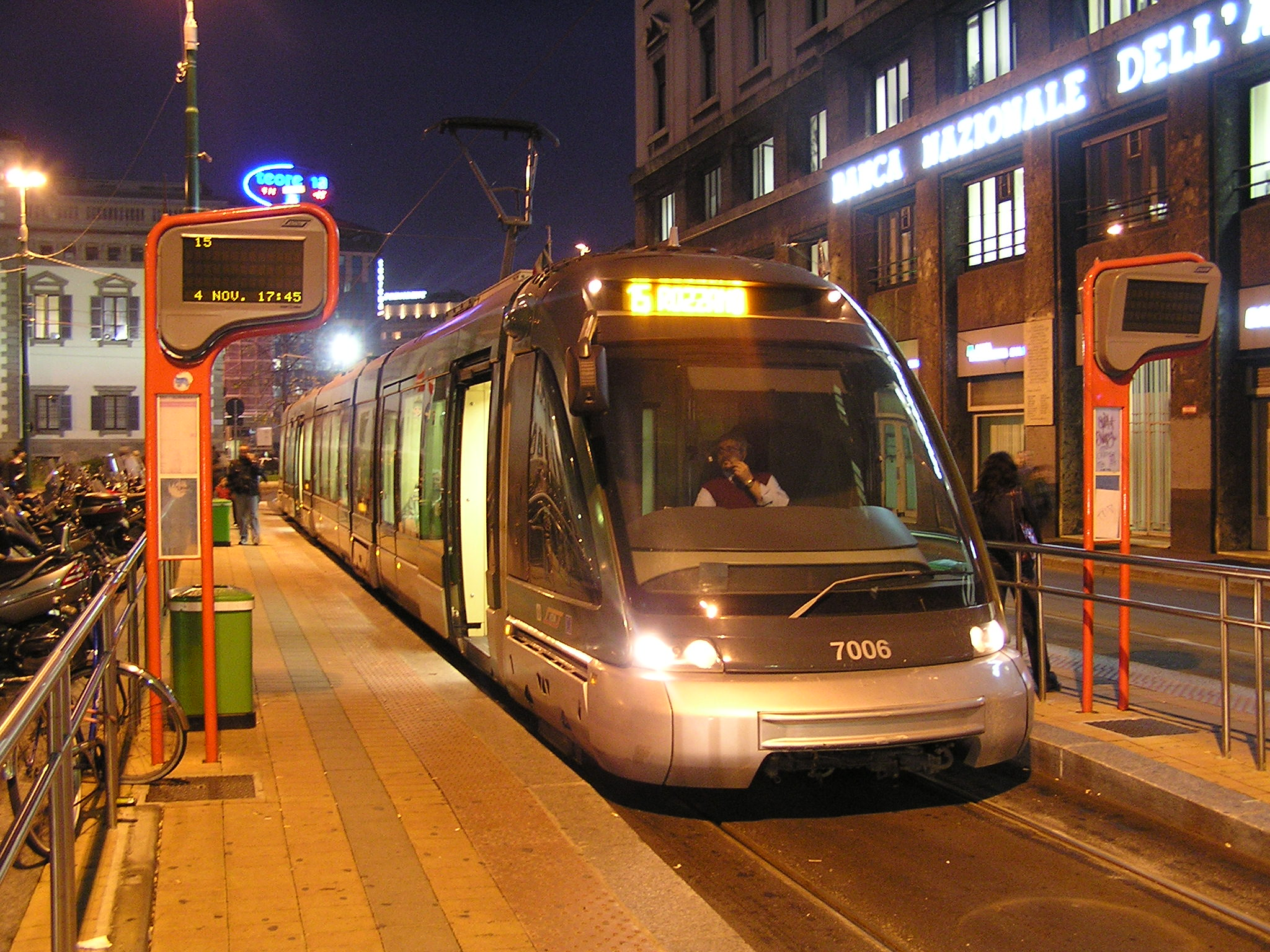
Eurotram en Piazza Fontana, Milán.
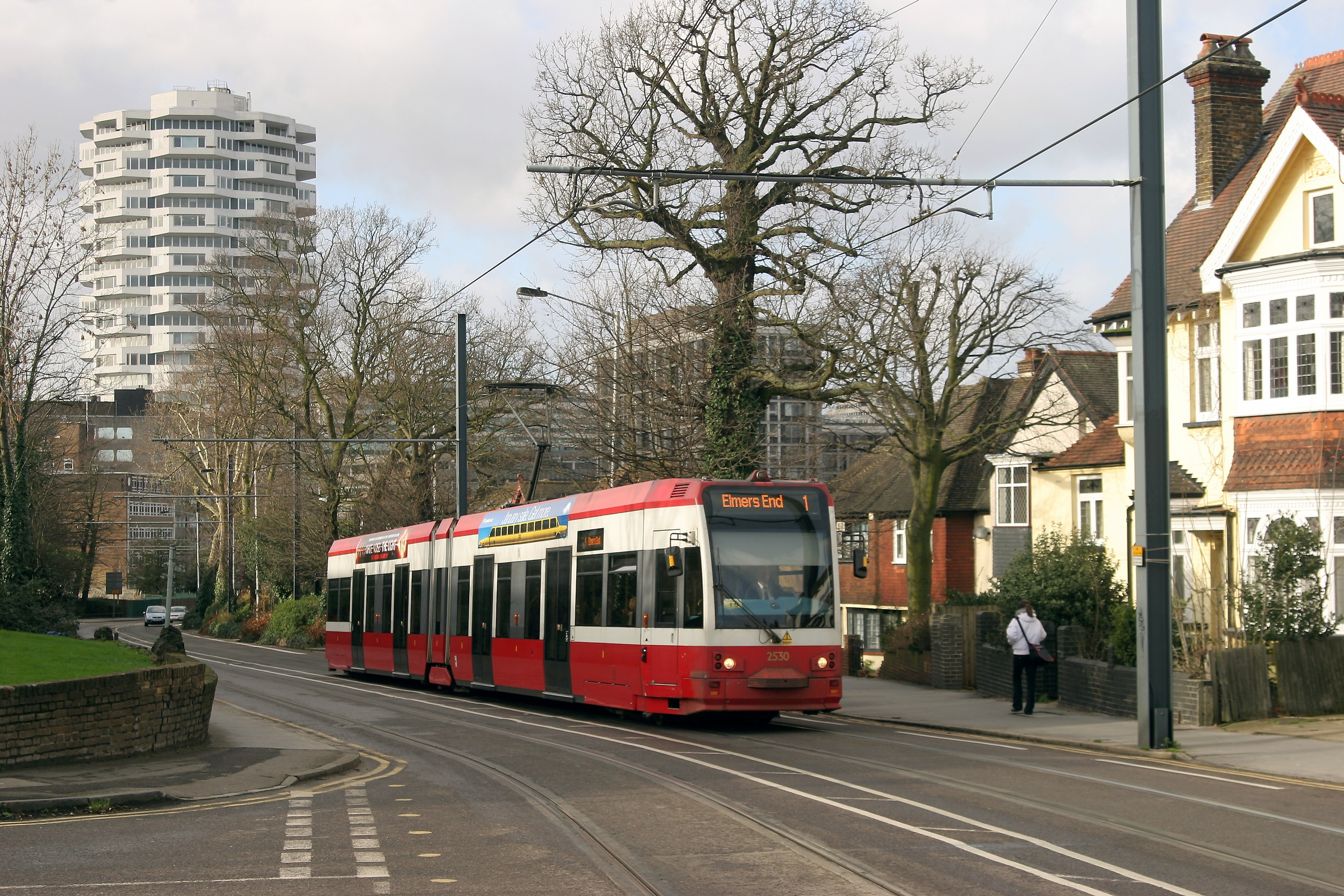
El tranvía Tramlink da servicio al sector sur de Londres.
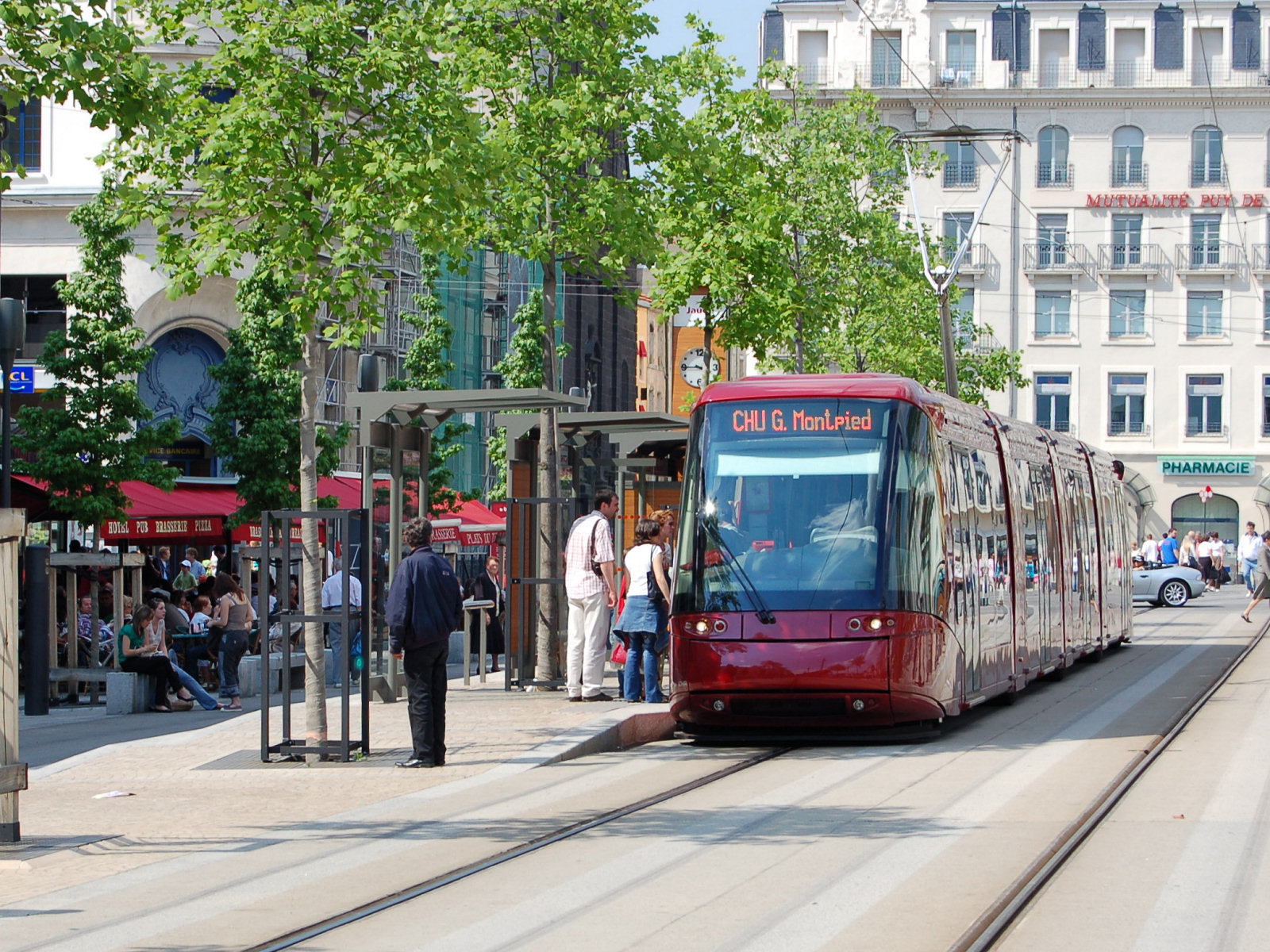
Tranvía sobre neumáticos de tecnología Translohr, en Clermont-Ferrand, Francia.
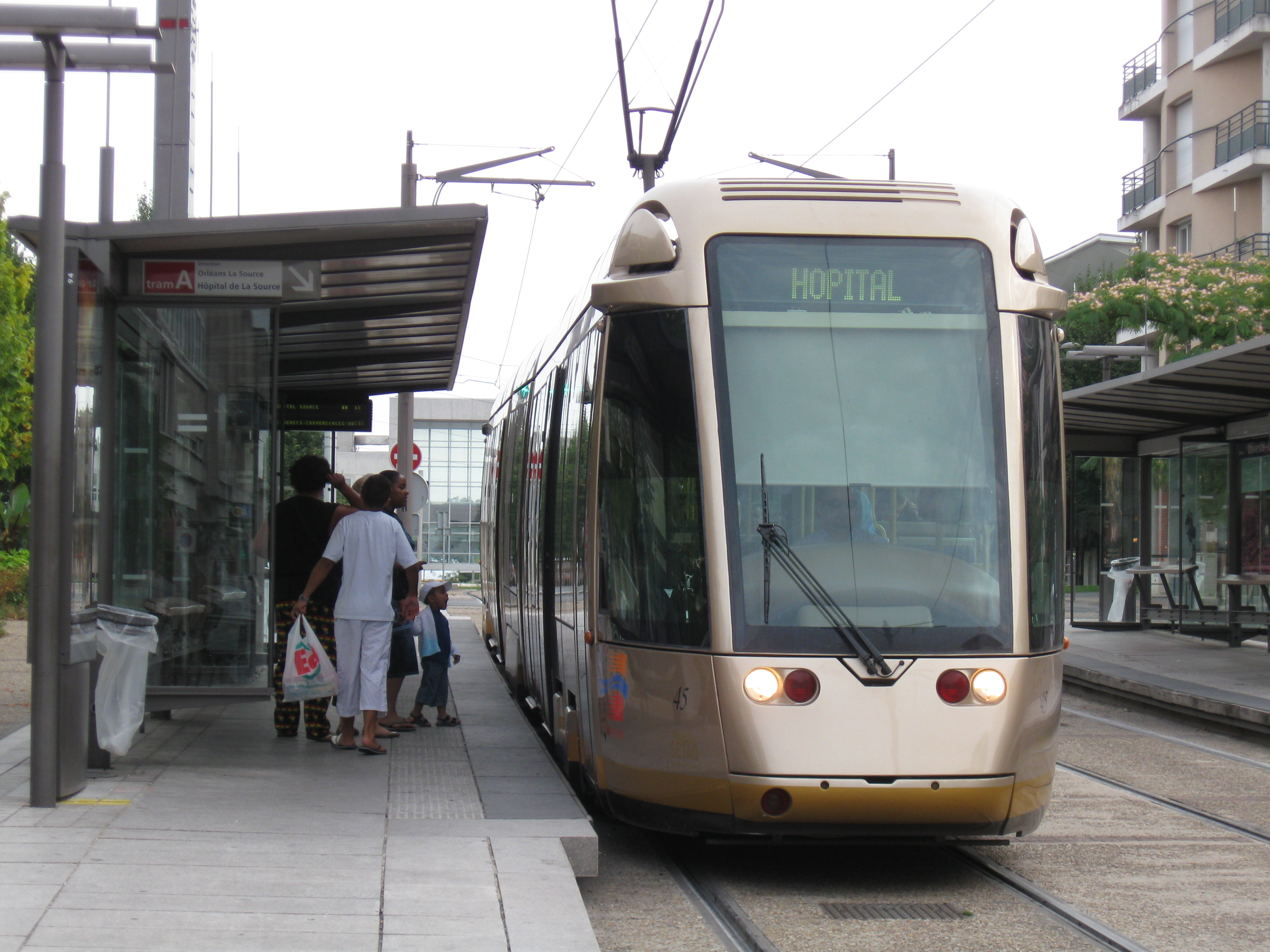
Tranvía Citadis 301 en Orleans, Francia.
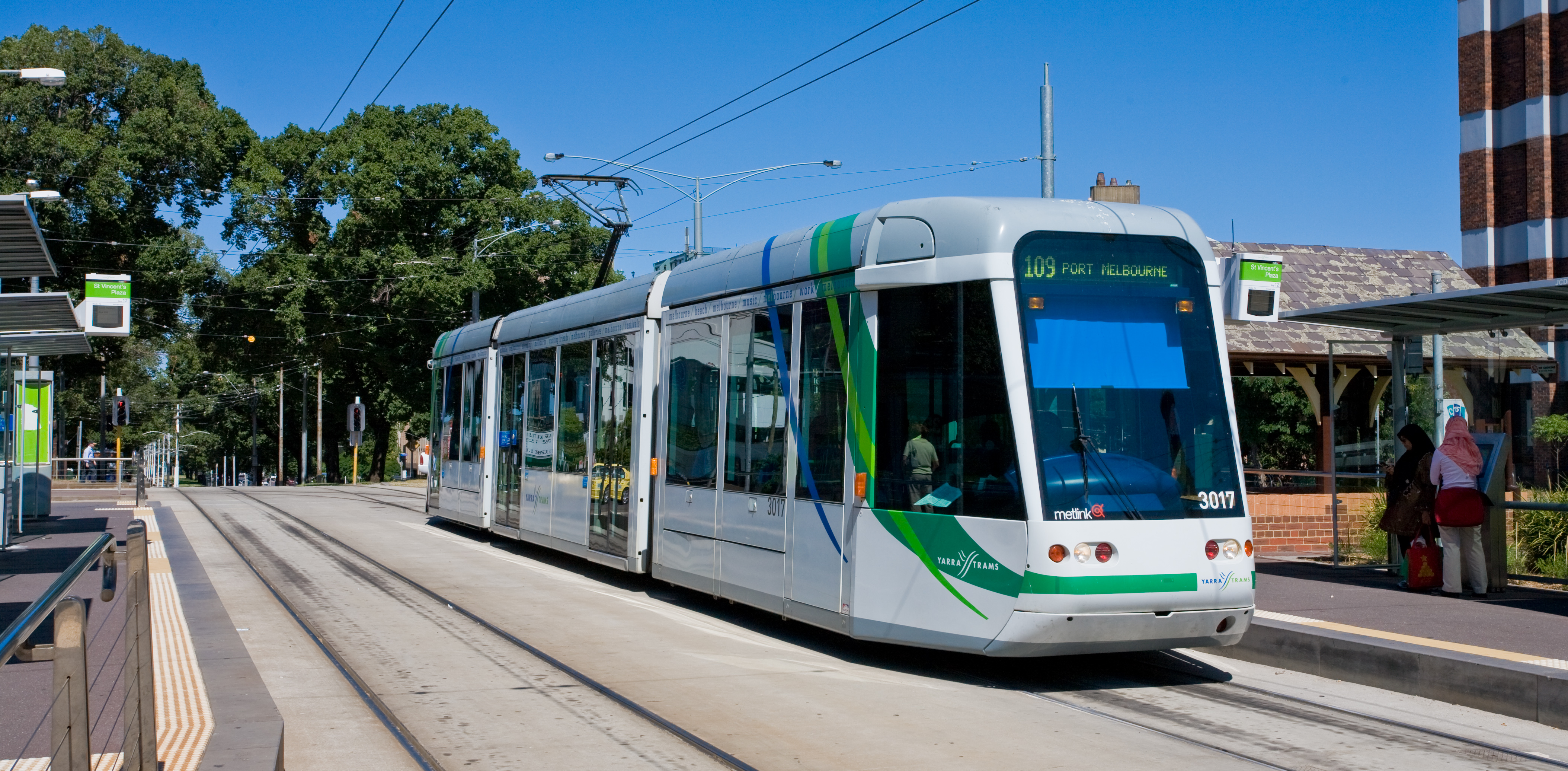
Tranvía Citadis 202 en Melbourne, Australia.
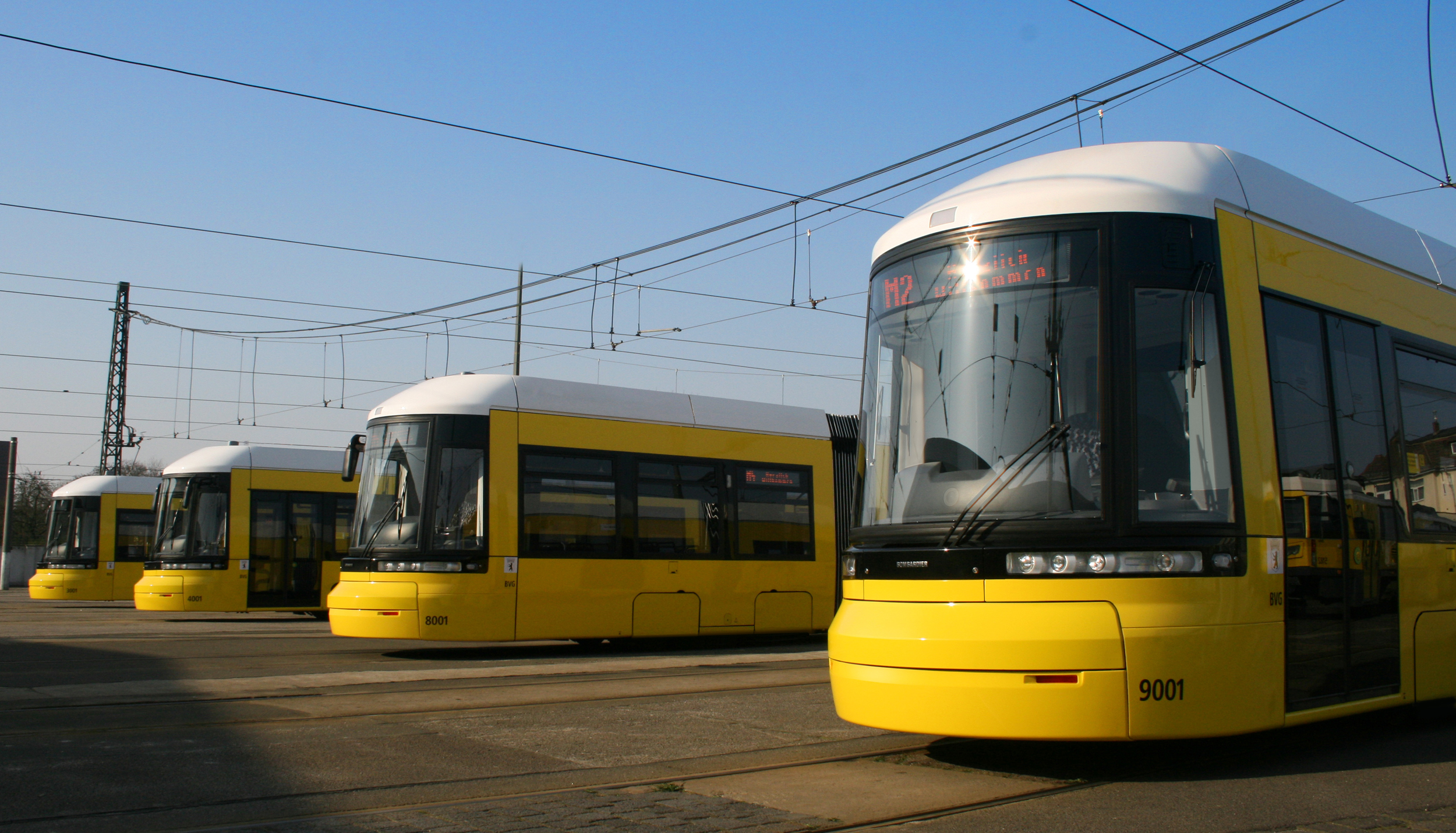
Tranvías en Berlín, Alemania, fabricado por Bombardier.
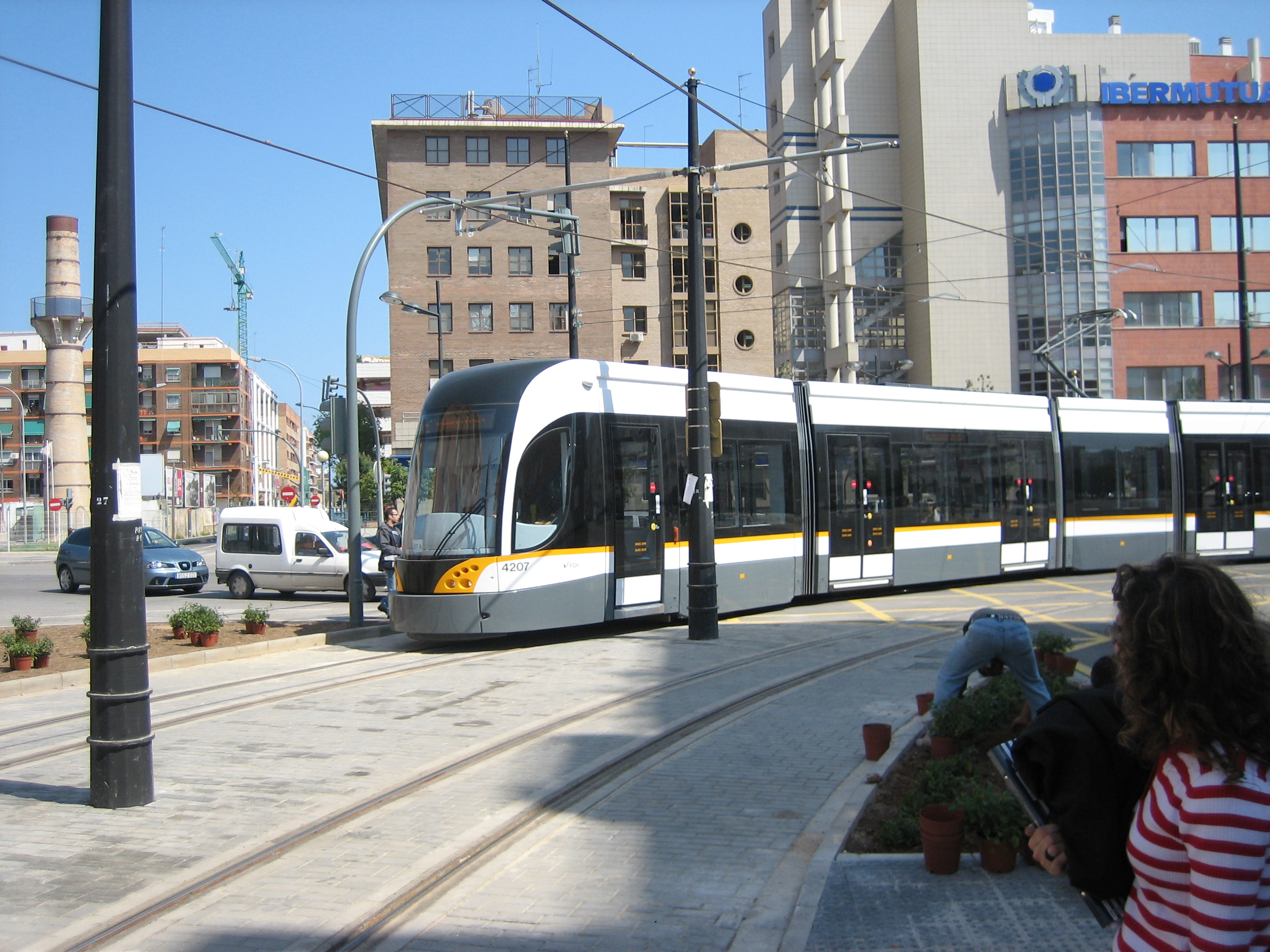
Unidad múltiple del tranvía de la línea 6 de Metrovalencia en Valencia, España.[a]

## Infraestructura

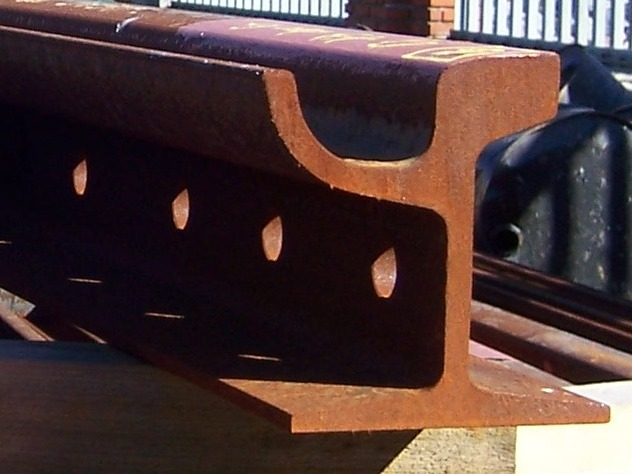
Carril de garganta.
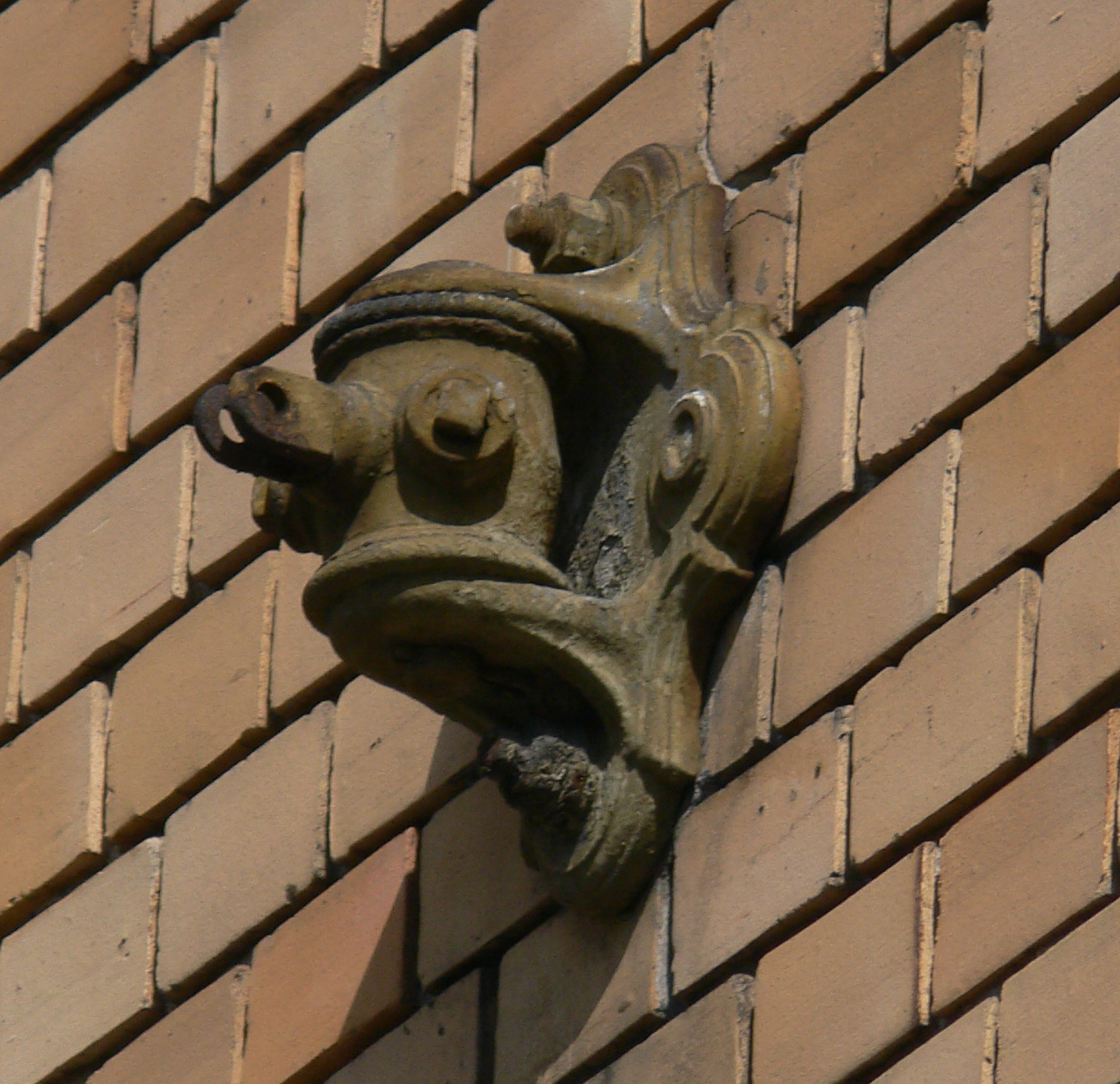
«Roseta» del cable transversal que sustentaba el hilo de la catenaria sujetada entre edificios, en Ravensburg, Alemania.
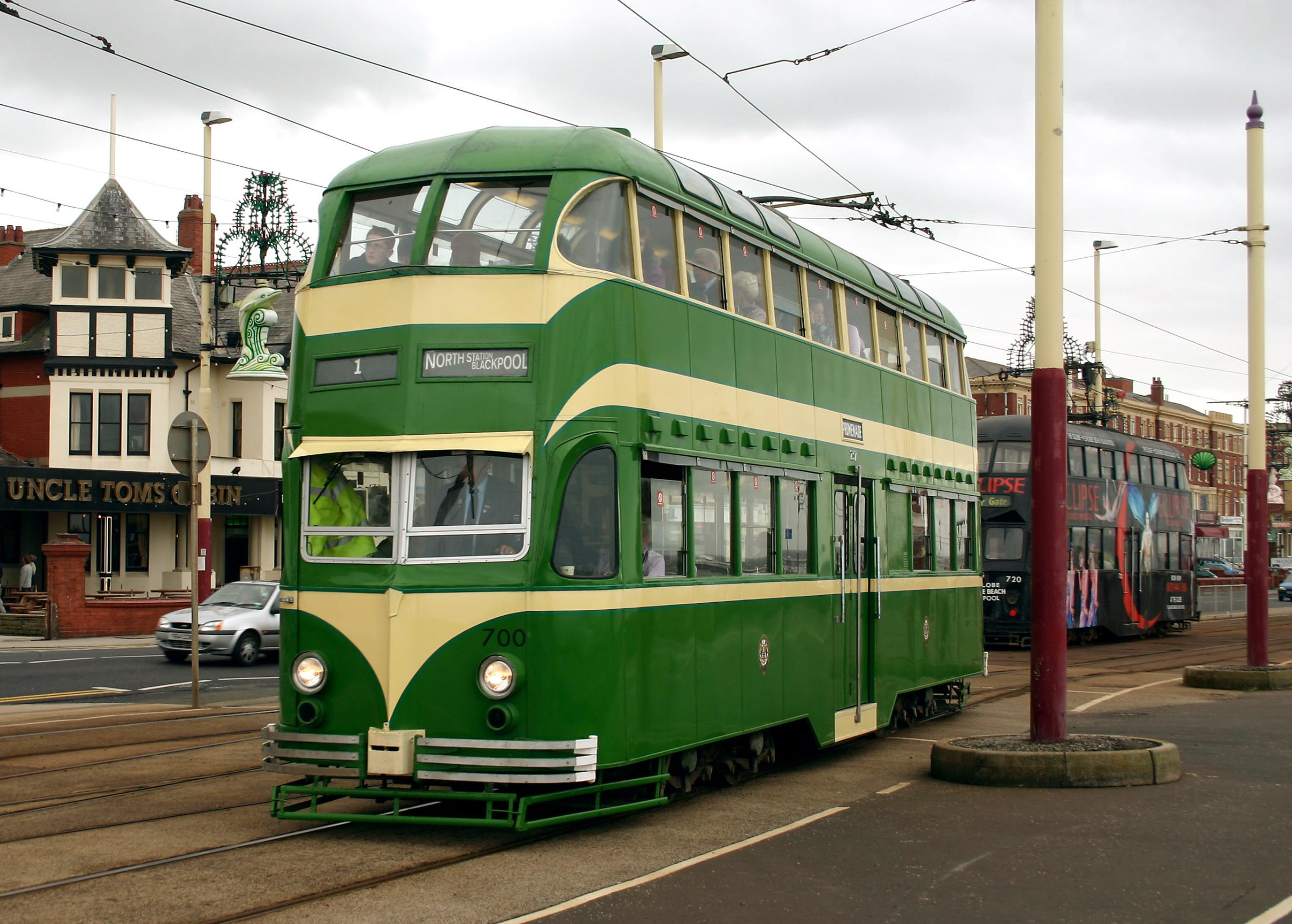
Tranvía de doble piso de Blackpool.

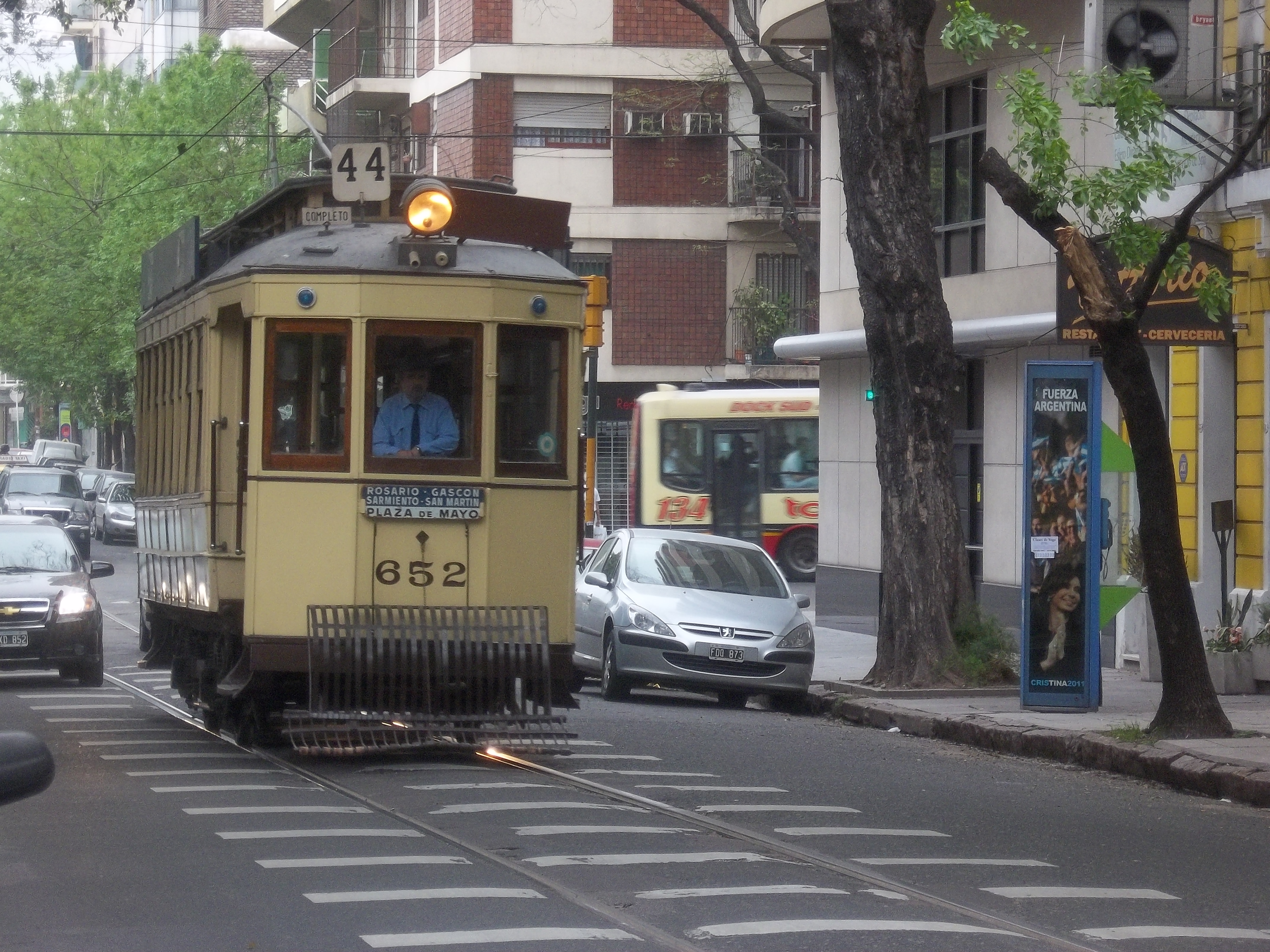
Tranvía histórico de Buenos Aires.

La energía eléctrica la toman de la línea aérea de contacto (la cual puede ser simplemente un alambre de cobre en suspensión simple (“hilo trolley”) o por catenaria) mediante un trole de pértiga, un pantógrafo o un arco raspante. Existieron sistemas con dos troles (como los trolebuses) debido a que las ciudades en las que circulaban no permitían el retorno de la corriente por los carriles (Cincinnati y La Habana fueron las redes más grandes). 
Existen otros sistemas de tracción de los tranvías: a caballo, a vapor, a aire comprimido, a gasolina y a cable, siendo los más famosos los tranvías de cable de San Francisco, de los que hay tres líneas en el centro de la ciudad. No se trata de los habituales tranvías que se mueven por tracción eléctrica con cables tendidos sobre las calles, sino que lo hacen por medio de cables que se encuentran insertos en carriles por la calzada, lo cual los permite circular por las empinadas calles de la ciudad, uno subiendo y otro bajando, sirviéndose de contrapeso. Otros dos restantes antiguos sistemas a cable similares son el Great Orme Tramway en Llandudno (Gales) y el Elevador do Lavra en Lisboa, aunque este último es realmente un funicular. 

### Tranvías sin toma de corriente aérea
En el pasado hubo tranvías que tomaban la corriente mediante un cable conductor soterrado, instalado en una cavidad en el centro de los dos carriles, con una ranura que daba al pavimento. Los coches tenían un sistema especial de zapatas que subían y bajaban cuando terminaba el tramo en el cual se utilizaba el contacto. Esto fue muy común en Londres y en Washington D. C. debido a que estaba prohibido tender cables de alimentación en ciertas zonas de la ciudad.
El sistema moderno de circulación sin cable de contacto empieza a utilizarse de forma generalizada en los tranvías que se encuentran en construcción. Los sistemas más empleados para la sustitución del hilo transviario son los siguientes:
- La sustitución por un tercer rail electrificado utilizable en entornos urbanos
  - El sistema más conocido es el APS de Alstom que se usa en el tranvía de Burdeos y que es el primer sistema contemporáneo de este tipo y el que ha servido como ejemplo para otras ciudades.
- La acumulación de energía a bordo para circular autónomamente
  - Acumulación en baterías normales
    - Permite la circulación sin hilo en pequeños tramos cargando los acumuladores durante la circulación normal bajo hilo transviario. El sistema más actual lo instaló Alstom en el tranvía de Niza para atravesar la plaza Masséna y la plaza Garibaldi.

  - Acumulación en baterías de carga rápida
    - Permiten la circulación sin hilo aéreo en grandes distancias, limitándose la carga de los acumuladores al tiempo que se está en la parada. Uno de estos sistemas es el Acumulador de carga rápida (ACR) desarrollado por la empresa española CAF y que se implantó en Sevilla en torno a la Semana Santa de 2011. También se instaló en Zaragoza, aunque el actual tranvía (que entró en servicio el 19 de abril de 2011), no utilizó el ACR comercialmente hasta octubre de 2012 cuando se amplió la red por tramos hasta la parada de La Chimenea.

  - Acumulación por medios mecánicos
    - Se acumula la energía de frenado en un volante de inercia en lugar de forma eléctrica. Este sistema lo está desarrollando Alstom para el tranvía de Róterdam.

## Ventajas e inconvenientes

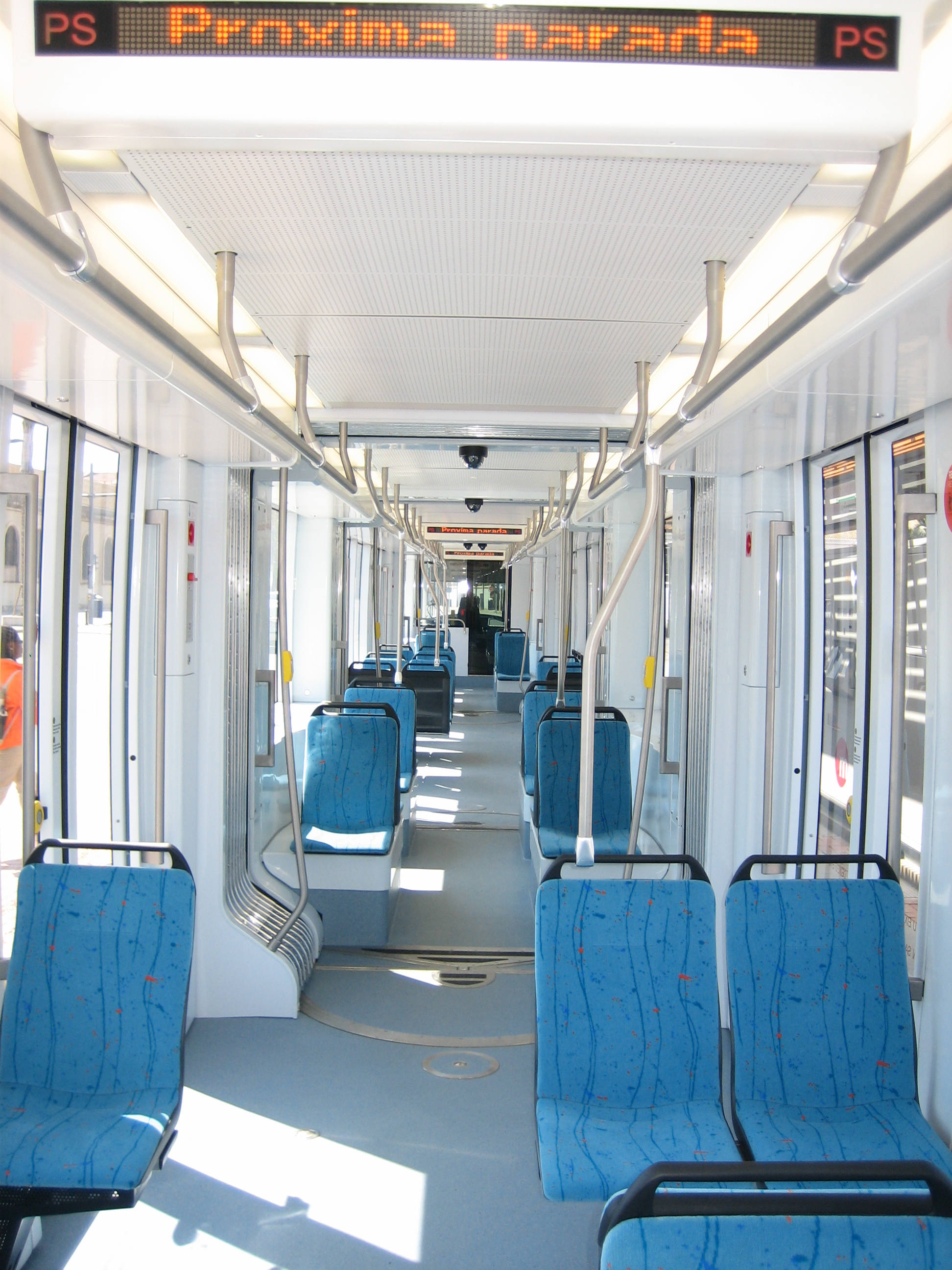
Interior del Bombardier Flexity Cityrunner en Valencia, España, parte del sistema de Metrovalencia.

### Ventajas
- Es menos sonoro y menos contaminante que un autobús. Al no generar directamente emisiones en comparación con otro medios de transporte, se considera más beneficioso que el autobús en zonas que ya sufren contaminación por el vehículo privado. Además, su menor consumo de energía por viajero lo hace más eficiente que otros medios de transporte.
- Consume mucha menos energía eléctrica que el metro (no requiere iluminación de estaciones o de accesos).
- Mejora la balanza energética de las ciudades, evitando la importación de combustibles fósiles con el consiguiente ahorro económico y mejora del balance de emisiones de gases de cambio climático.
- Ocupa un carril de calzada más angosto del que necesita un autobús, debido a que carece de desplazamientos laterales, lo que racionaliza el uso del escaso espacio público urbano. En muchas ocasiones comparte carril con el bus y otros vehículos.
- La construcción de su infraestructura es mucho más económica que la del metro, lo que hace que sea más viable.
- La accesibilidad es más sencilla porque no hay escaleras u otras barreras para acceder a los andenes, y además hay tranvías de piso bajo, lo que permite ahorrar tiempo en las paradas, aumentando la velocidad comercial. Al permitir una accesibilidad prácticamente total, resulta muy atractivo para personas con movilidad reducida, embarazadas o mayores mejorando su independencia.
- Reducción del número de accidentes al eliminar vehículos privados de la carretera con una mayor sensación de seguridad en los centros urbanos.
- Suponiéndole de igual capacidad de transporte respecto a un trolebús articulado, y a pesar del mayor coste inicial de la infraestructura, se compensa con un menor consumo energético, debido a algo inherente a todo sistema ferroviario: el bajo rozamiento entre la rueda y el carril.
- Marcha más suave y cómoda, comparada con la de los autobuses o trolebuses.
- Mejora el atractivo económico de los centros urbanos y de las zonas conectadas con tranvía.
- Impacto visual bajo y en muchas ocasiones con posibilidad de eliminar la catenaria (véanse tranvías de Burdeos, Sevilla y Zaragoza) en zonas de especial valor arquitectónico.
- Capacidad de transporte mayor que su equivalente en autobús. Es ideal para zonas con unas demandas de viajeros superiores que el autobús de hasta unos 30 000-40 000 viajeros al día, y que no justifican la implantación de un sistema de trenes de Cercanías.

### Inconvenientes
- Rigidez de sus recorridos, que no les permite sortear un obstáculo que hubiera sobre la vía.
- Mayor costo tanto de la infraestructura como de los vehículos (en relación con los autobuses y trolebuses, aunque menor costo por kilómetro que el metro). Pese a ello, hay que tener en cuenta la mayor capacidad y vida útil por cada unidad de tranvía respecto a los autobuses. Bien estudiadas, las infraestructuras pueden amortizarse a medio o largo plazo.
- Menor capacidad y velocidad (en relación con otros tipos de ferrocarril).
- Impacto estético en la zona monumental y urbana cuando se utiliza tendido eléctrico aéreo.

## Fabricantes y modelos

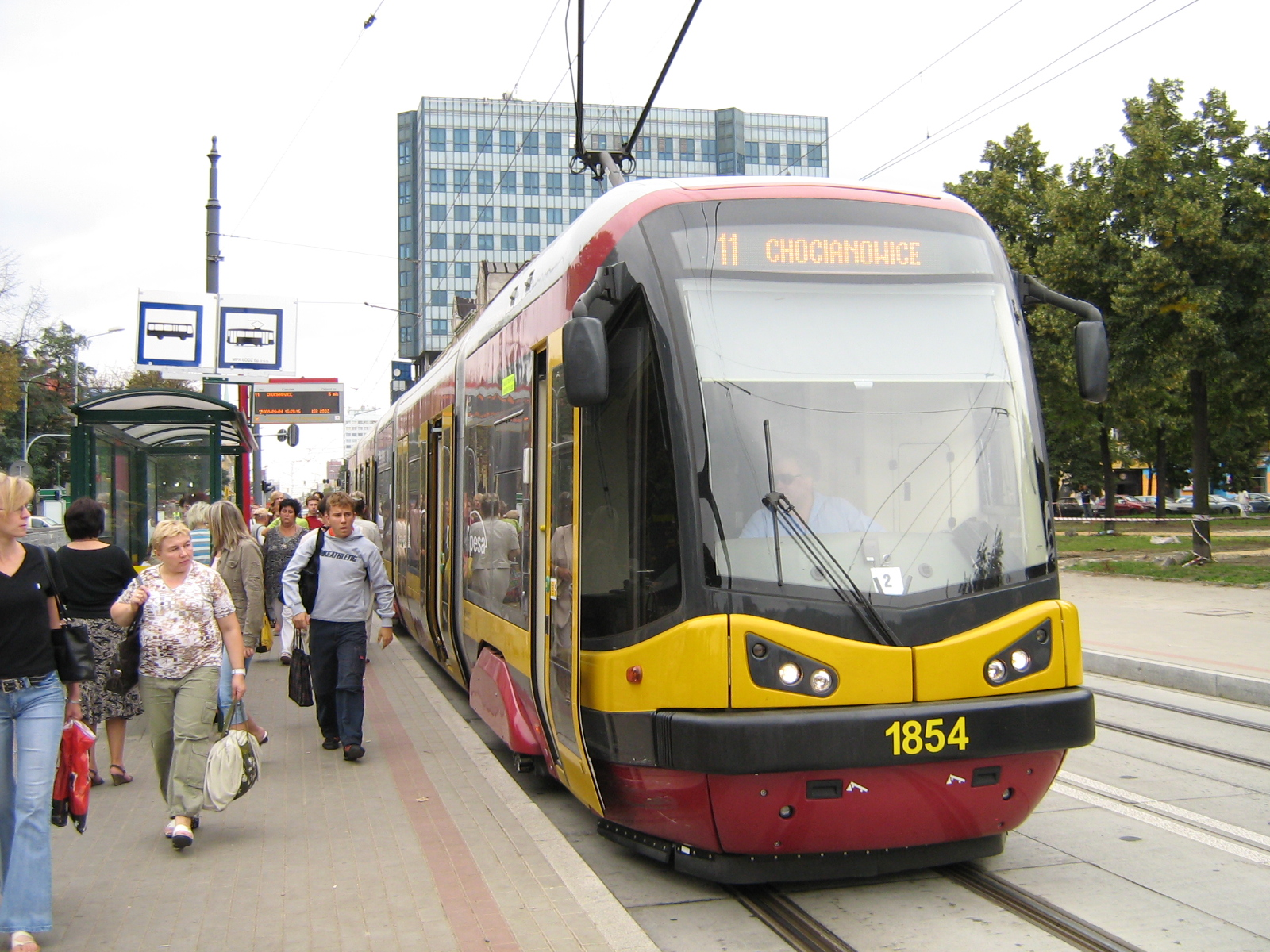
Tranvía en Łódź, modelo 122N, fabricado por PESA.

| - Alstom - Citadis - Dualis - AnsaldoBreda - Sirio - Bombardier - Cobra - Flexity Classic - Flexity Outlook - Incentro - CAF - CAF Urbos | - Crotram - HeiterBlick - Ingeteam - PESA - PESA 120N - PESA 121N - PESA 122N - Pesa Twist - Siemens - Siemens–Duewag U2 - Siemens S70 / Avanto - SiemensCombino | - Škoda - Škoda Astra - Škoda Elektra - Škoda ForCity - Solaris - Tramino - Translohr - Stadler Rail - Citylink - Tramlink - Variobahn - TW Team Alliance |

## Variaciones

### Tren-tram

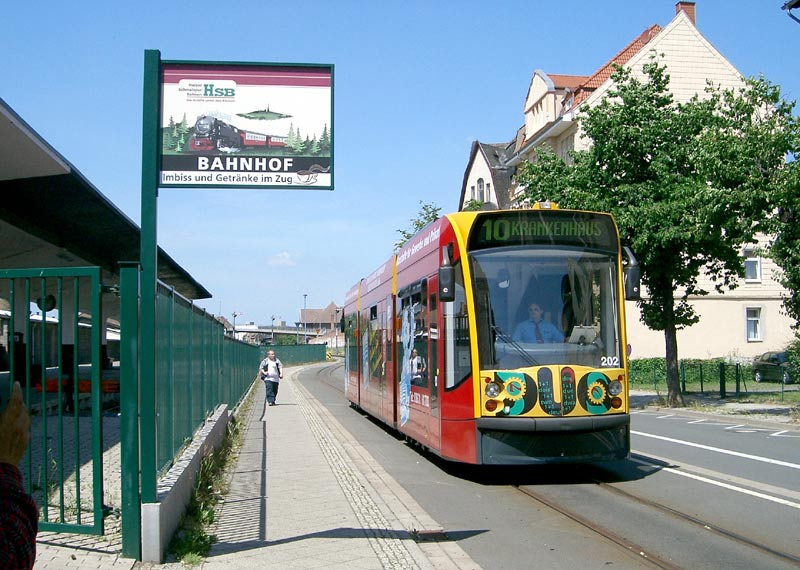
Tren-tram en Nordhausen, Alemania.

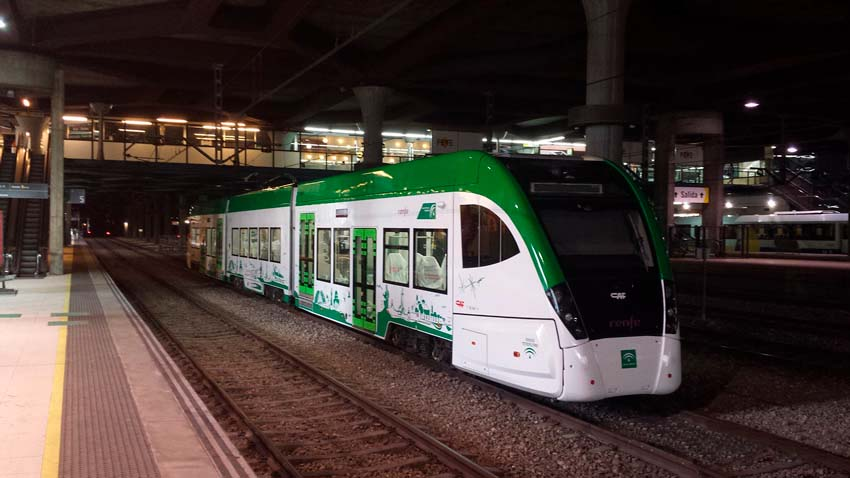
Tren-tram de la T1 del Trambahía de Cádiz, España.

El tren-tram o tren-tranvía (en inglés: Tram-train) es un vehículo derivado del tranvía capaz de ejecutar varias rutas. La doble capacidad de voltaje del tren-tram le permite el acceso a las infraestructuras de ferrocarriles y tranvías, puede funcionar dentro de las normas ferroviarias y pasar a un funcionamiento en modo tranvía al entrar en la ciudad. Todos los sistemas de alimentación y señalización ferroviaria actuales, incluso en configuraciones «híbridas» con motores diésel, pueden ser incorporadas a este sistema, el cual permite al tranvía en el centro de la ciudad discurrir a velocidades menores de 70 km/h y en la red ferroviaria regional a velocidades máximas de unos 100 km/h para conectar sin problemas a estaciones situadas más allá de áreas periurbanas. Alemania es pionera y se encuentra en la vanguardia de este concepto, habiendo desarrollado este sistema de transporte en los años 1980 y 1990 en Karlsruhe, y desde entonces ha sido adoptado en RijnGouweLijn en los Países Bajos, Kassel y Saarbrücken en Alemania y en Alicante, España entre otros.
Sistemas existentes de tren-tram:
- Metrotranvía, Mendoza, Argentina
- Karlsruhe model, Karlsruhe, Alemania
- Tram Metropolitano de Alicante, Alicante, España
- Tren tranvía de la Bahía de Cádiz, Cádiz, España.
- Tranvía de León, León, España
- River Line, Nueva Jersey, Estados Unidos
- Línea T4 (Tranvía de París), París, Francia.
- RijnGouweLijn, Holanda Meridional, Países Bajos
- RandstadRail, Randstad, Países Bajos
- Tyne and Wear Metro, Newcastle upon Tyne, Reino Unido

### Tren ligero
El tren ligero es un sistema tranviario que incluye segmentos parcial o totalmente segregados del tránsito vehicular, con carriles reservados, vías apartadas y en algunos casos por túneles en el centro de la ciudad (metro ligero) construidos para las normas de tránsito rápido.
Entre los trenes ligeros cabe destacar los denominados Stadtbahn de Alemania, que funcionan como una especie de híbridos entre metro y tranvía con recorridos subterráneos por el centro de la ciudad y recorridos superficiales en los suburbios con tramos tanto exclusivos como callejeros. Ejemplos de Stadtbahn son el Metro de Fráncfort del Meno o el Stuttgart Stadtbahn.

## Tranvías en el mundo

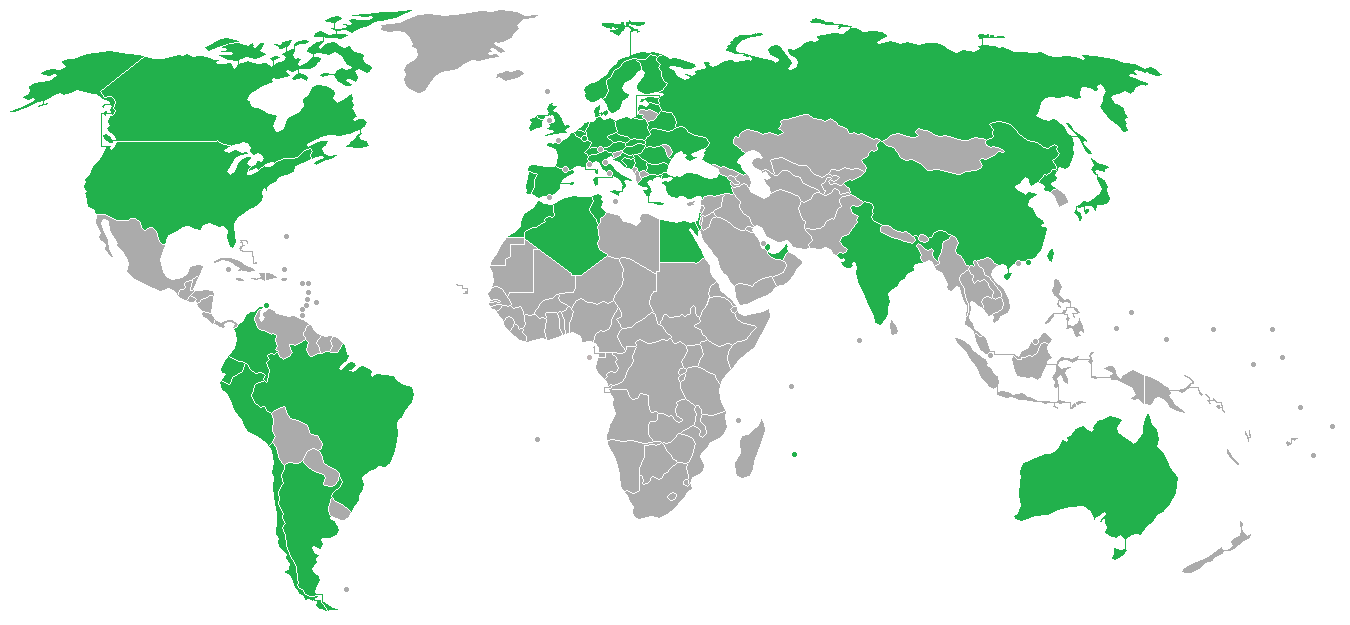
Redes de tranvías en el mundo:
Países con redes de tranvías
Países sin redes de tranvías

### Las redes más grandes de tranvías eléctricos
Los tranvías en la zona industrial de Alta Silesia, en Polonia, y los tranvías en Melbourne, Australia, presumen de ser las mayores redes de tranvía en el mundo. Antes de su caída, el BVG en Berlín operaba una red muy grande con 634 km de recorrido. Probablemente, el mayor sistema de tranvía de todos los tiempos con 857 km existía en Buenos Aires antes de la década de 1960. Durante un período en la década de 1980 el sistema de tranvías más grande del mundo estaba en Leningrado, URSS, y fue incluido en el Libro Guinness de los récords.
La línea más larga de tranvía de vía simple en el mundo es el tranvía costero belga, que se extiende casi a todo lo largo de la costa belga. Otros grandes sistemas incluyen (pero no limitados a) el de Viena, Budapest, Leipzig, Praga, Kiev, Milán, Varsovia, Ámsterdam, Bruselas, Zúrich, Bucarest y Toronto.
Hasta que el sistema empezó a convertirse en trolebús (y posteriormente en autobús) en la década de 1930, la red de la primera generación de Londres fue también una de los más grandes del mundo, con 526 km (327 millas) de líneas en 1934.  Mientras que la mayor red de tranvías en el mundo solía atribuirse a Chicago, con más de 850 kilómetros (530 millas) de vía, todo ello se convirtió en servicio de autobuses en la década de 1950.

### América

#### Argentina

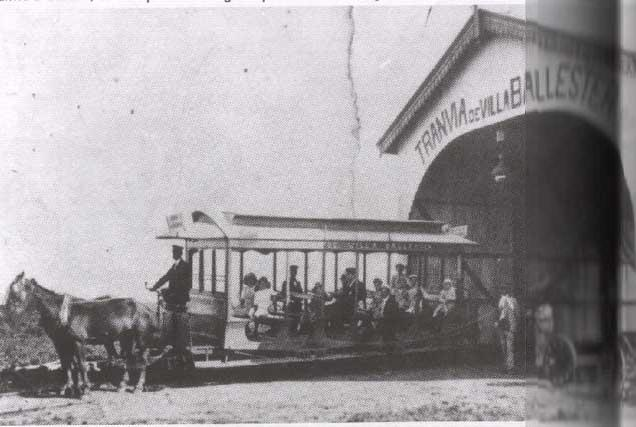
Antigua estación de Tranvías de Villa Ballester, Buenos Aires, 1912. Impulsado por tracción a sangre.

En la Argentina hubo tranvías en muchas ciudades, y con los más variados sistemas de propulsión. La red más importante fue la de Buenos Aires, con casi 900 km de vías. El primer tranvía porteño (de tracción de sangre) circuló en 1863, siendo en ese caso solo una prolongación del Ferrocarril del Norte, desde la Plaza de Mayo a Retiro. En 1865 el Ferrocarril del Sur hizo lo propio e instaló su línea de tranvías de prolongación desde la Estación Constitución hasta el predio de Lima y Av. Belgrano. El 27 de febrero de 1870 comenzaron a rodar tranvías por el casco céntrico de Buenos Aires, con la inauguración simultánea del “Tramway Central” de los hermanos Julio y Federico Lacroze (que unía la Plaza de Mayo con el Once por la calle Gral. J.D. Perón, entonces Cangallo, y del “Tramway de la Calle Cuyo”, empresa de los hermanos Teófilo y Nicanor Méndez (que tenía las mismas cabeceras, pero circulaba a lo largo de la paralela calle Sarmiento, entonces Cuyo, apenas a 100 metros de distancia). El tranvía eléctrico llegó a Buenos Aires en 1897, aunque el primero de su tipo circuló en La Plata en 1892.
En 1888 se inauguró una línea como “Tramway Rural” de los hermanos Lacroze de 47 km (29 millas) tirados por caballos desde Buenos Aires a través del campo hacia el pueblo de Pilar, el cual gracias a la modernización y el aumento de población se convirtió en lo que hoy es el Ferrocarril General Urquiza.
Además de Buenos Aires y La Plata, tuvieron tranvías eléctricos las ciudades argentinas de Bahía Blanca, Concordia, Córdoba, Corrientes, Mar del Plata, Mendoza, Necochea, Paraná, Avellaneda, Quilmes, Rosario, Salta, Santa Fe y Tucumán.

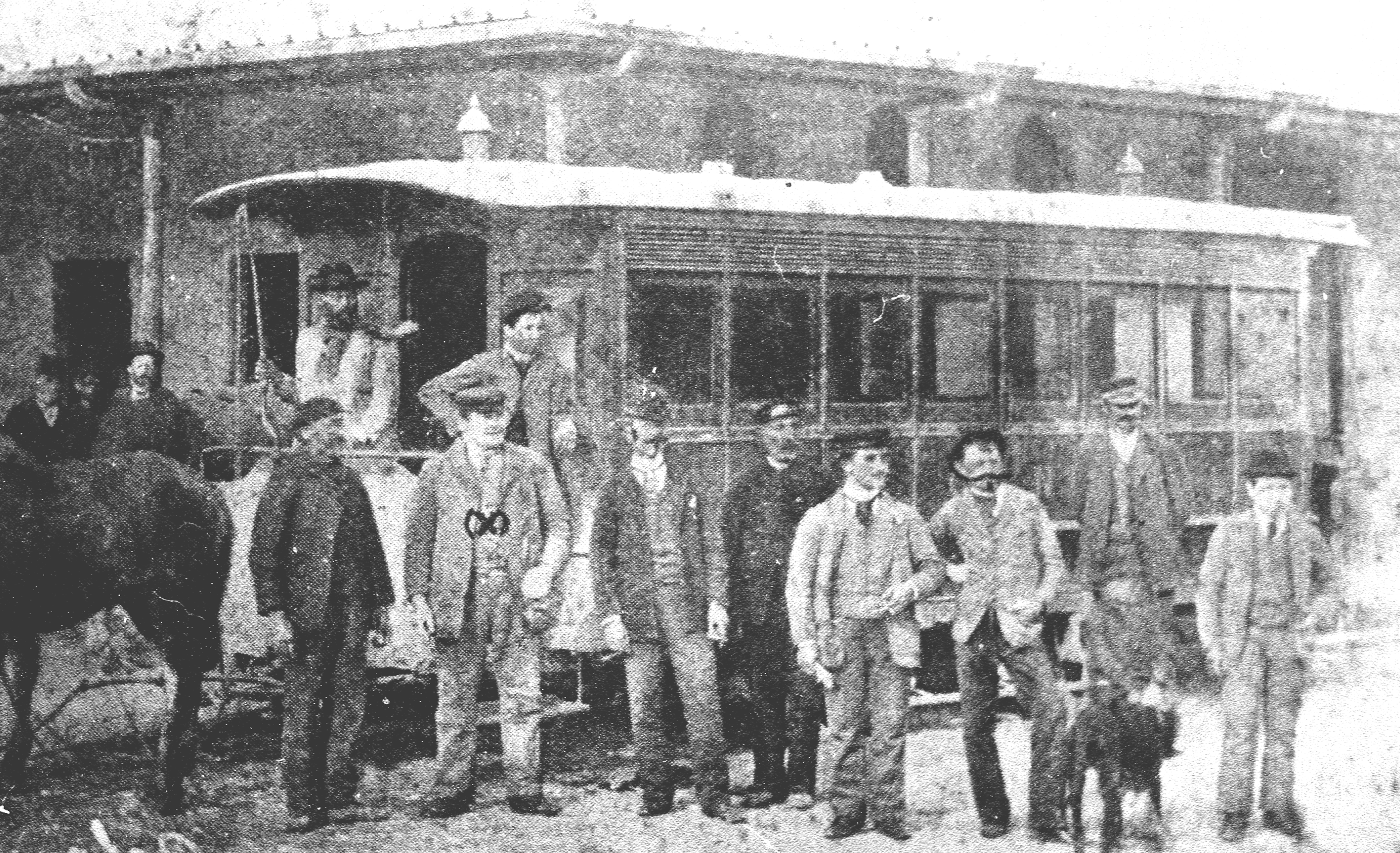
Último tranvía a caballos de Buenos Aires, y los empleados de la línea, en 1925.

En Rosario, los tranvías tuvieron cierto suceso entre principios del siglo XX hasta la década de 1960, donde debido a la competencia con el ómnibus y el trolebús, fueron radiados por completo y gran parte de las vías, sepultadas o levantadas.
Pero, en 2014, una unidad de la década del 30' fue restaurada por una asociación local poco conocida y desde aquel año, se pone en ciertas fechas en uso por unas pocas cuadras del macrocentro rosarino.
Incluso ciudades argentinas menores contaron con tranvías de tracción animal. Por ejemplo en Chivilcoy, provincia de Buenos Aires, se otorgó en 1872 a la sociedad Carlos Villate y Cía. una concesión para establecer una línea de tranvías, que en realidad debió esperar hasta 1895 para formalizarse, a través del consorcio Vega-Castro, entre la estación Norte y la avenida Villarino. Solo circulaban dos unidades. Otra ciudad bonaerense, Florencio Varela, tuvo un tranvía que unía la estación del Ferrocarril Sud con el barrio Villa Vatteone. En este caso, para un recorrido aproximado de 2 km se contaba con un solo coche.
En Concordia, Entre Ríos, operó un servicio de tranvías a caballos de 7 km de longitud entre 1880 y 1915. Desde 1928 a 1963 operaron dos líneas eléctricas de trocha métrica (únicas en el país) con 9 km de vías.
Desde 1960 comenzó la desactivación masiva de líneas en todo el país. En Buenos Aires dejaron de funcionar el 19 de febrero de 1963, siendo la línea 38 la última en cerrar. La última ciudad de la Argentina en la que circularon tranvías fue La Plata, capital de la provincia de Buenos Aires. El viaje final fue cumplido el 25 de diciembre de 1966.
Tras un interregno de casi veinte años, el 15 de noviembre de 1980 la Asociación Amigos del Tranvía, fundada en 1976 y presidida desde entonces por el arquitecto Aquilino González Podestá, pudo inaugurar el “Tramway Histórico de Buenos Aires”, un museo viviente de tranvías históricos restaurados que desde entonces funciona todos los fines de semana y días feriados por el barrio de Caballito.
En 1987 se abrió una línea de tranvías modernos en el sudoeste de la ciudad, llamado Premetro, mientras que en 1995 se inauguró el Tren de la Costa, una línea tipo Metro Ligero que aprovecha el trazado del anteriormente conocido como "Tren del Bajo" entre las estaciones Avenida Maipú y Delta, pero que se equipó con coches de tranvía moderno.
En 2006 se lanzó el proyecto del Tranvía del Este, que fue inaugurado oficialmente el sábado 14 de julio de 2007 y librado al servicio público el 25 de julio siguiente, en su primer tramo a lo largo del barrio porteño de Puerto Madero, como un servicio experimental y de demostración, equipado con modernas unidades Citadis 302 traídas desde Mulhouse, Francia, mediante acuerdo con el gobierno de ese país. Lamentablemente, a poco tiempo de comenzar su operación, en 2012, dejó de prestar servicio. Actualmente se encuentra en estado de abandono.
En 2012 fue inaugurado el Metrotranvía Urbano en la Ciudad de Mendoza. El trazado es de 12,5 km de extensión y va de la Estación Central de la ciudad de Mendoza hasta la Estación Gutiérrez de Maipú. Esta línea y el Premetro porteño son actualmente los únicos dos servicios de tipo tranviario que se encuentran operables en el país

#### Chile

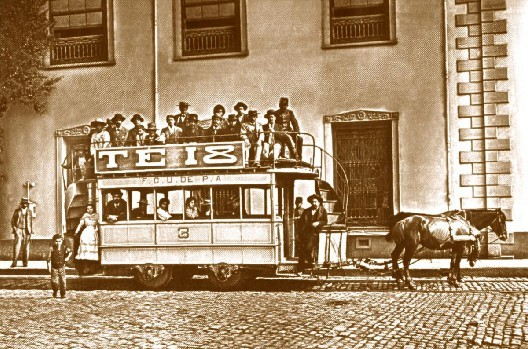
Tranvía tirado a caballo en Valparaíso.

Chile fue uno de los primeros países en contar con tranvía de tracción animal en 1850 aproximadamente, eran los llamados “Carros de sangre”. Hacia fines del siglo XIX comenzó la electrificación del tranvía, tanto de Santiago como Valparaíso y otras ciudades y pueblos (como Villa Alegre). Los tranvías eléctricos fueron explotados por empresas alemanas, inglesas, norteamericanas y finalmente fueron nacionalizados y estatizados, creándose la Empresa Nacional de Transporte Eléctrico, que luego pasó a denominarse Empresa de Transportes Colectivos del Estado (ETC del E, sus siglas) más conocida como la ETC.
A fines de la década de 1940 aparecen los trolebuses que, con los microbuses, se impusieron al tranvía por la velocidad de viaje, agregando a ello el explosivo aumento del parque automotriz chileno, hicieron que los usuarios del tranvía disminuyeran drásticamente, de manera que el tranvía fue retirado de Santiago (ya había desaparecido del resto de Chile), circulando el último carro en 1957.
Existen proyectos en Arica, Copiapó, Quilicura, Maipú, Temuco, Concepción (el Biotrén, ya en funcionamiento), Rancagua-Machalí y el Aeropuerto Internacional Arturo Merino Benítez. En Antofagasta se encuentra en etapa de diseño un tranvía que recorra la ciudad de norte a sur, mientras que las comunas del Valle de Colchagua como Santa Cruz, San Fernando y San Vicente pretenden unir sus atractivos usando el mismo sistema.
- Tranvía de Las Condes
- Tranvía de Coquimbo y La Serena
- Tranvía de Antofagasta

#### Colombia

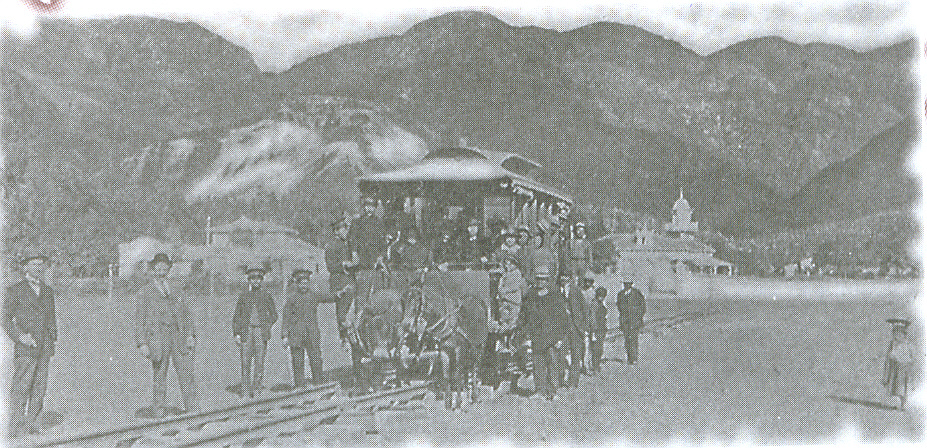
Tranvía de Bogotá en 1884.

En Colombia, específicamente en Medellín, a partir del 31 de marzo de 2016, se cuenta con el más moderno sistema tranviario de América Latina. El Tranvía de Ayacucho (Tranvía de Medellín) que consta de una línea de 4.3 km, desde la estación San Antonio del Metro hasta la estación Oriente, con un total de 9 paradas, 3 de ellas de transferencia, De las Estaciones Miraflores y Oriente aparten sendos cables que suben la montaña oriental de la ciudad integrando al sistema metro los barrios populares en la zona centro oriental de la ciudad, véase Metrocable (Medellín).
El Tranvía de Bogotá se inauguró en Bogotá el 24 de diciembre de 1884, fue el tranvía de tracción de mulas que rodaba sobre railes de madera revestidos con zunchos. Ocho años después se instalaron railes de acero importados de Inglaterra. En 1910 se comenzó a implementar el sistema de tranvía eléctrico. Para modernizar su administración la vieja Railway Company fue clausurada y la administración del tranvía pasó al municipio, se creó entonces la Empresa del Tranvía Municipal de Bogotá. El municipio recibió un sistema compuesto por 4 líneas, 1 planta eléctrica, 180 mulas, 9 bueyes, 6 carros eléctricos, 33 carros de pasajeros de carga, 12 km de red, 2 km electrificados. Después de la electrificación, se fue extendiendo la prestación del servicio hacia los barrios del sur; en 1922 el sistema contaba con veintinueve carros eléctricos, cinco de mulas y dos de carga.
La destrucción de algunos vagones del tranvía durante los sucesos del 9 de abril de 1948 (Bogotazo) fue usada por el gobierno como excusa para terminar con la empresa. El servicio de tranvía funcionó en Bogotá hasta el año 1951 cuando el alcalde Fernando Mazuera Villegas decidió unilateralmente y mediante engaños terminarlo, según consta en un testimonio suyo de la época, pues cubrió en poquísimos días sus railes de asfalto, al tiempo le pedía al Concejo de la ciudad más tiempo para reflexionar sobre la medida.
El Tranvía de Medellín  se inauguró en enero de 1887 y era una serie de coches tirados por mulas. En 1921 se inició la operación del Tranvía eléctrico y se extendió su cobertura hacia otros sitios de la ciudad y de la región, como el barrio La América y el vecino municipio de Rionegro. En 1922, el tranvía tenía al servicio de la ciudad 12 coches que movilizaban 9.150 personas al día; tres años más tarde, el sistema ya contaba con 22 km de rutas, a las que se fueron sumando las que se construyeron en los barrios Manrique, Robledo, Belén y Envigado en el sur del Valle de Aburrá, con lo cual el sistema alcanzó a tener 36 km y atender una población de 120 mil habitantes. Con la masificación de los buses a gasolina en las ciudades Colombianas, y el incremento de los vehículos particulares en Medellín, las operaciones del Tranvía empezaron a disminuir a partir de 1945 y ya para 1951, solo prestaba servicio la ruta de Aranjuez, que cerró ese mismo año.
El tranvía de Barranquilla operó entre 1890 y 1927.

##### Línea T-A de Medellín

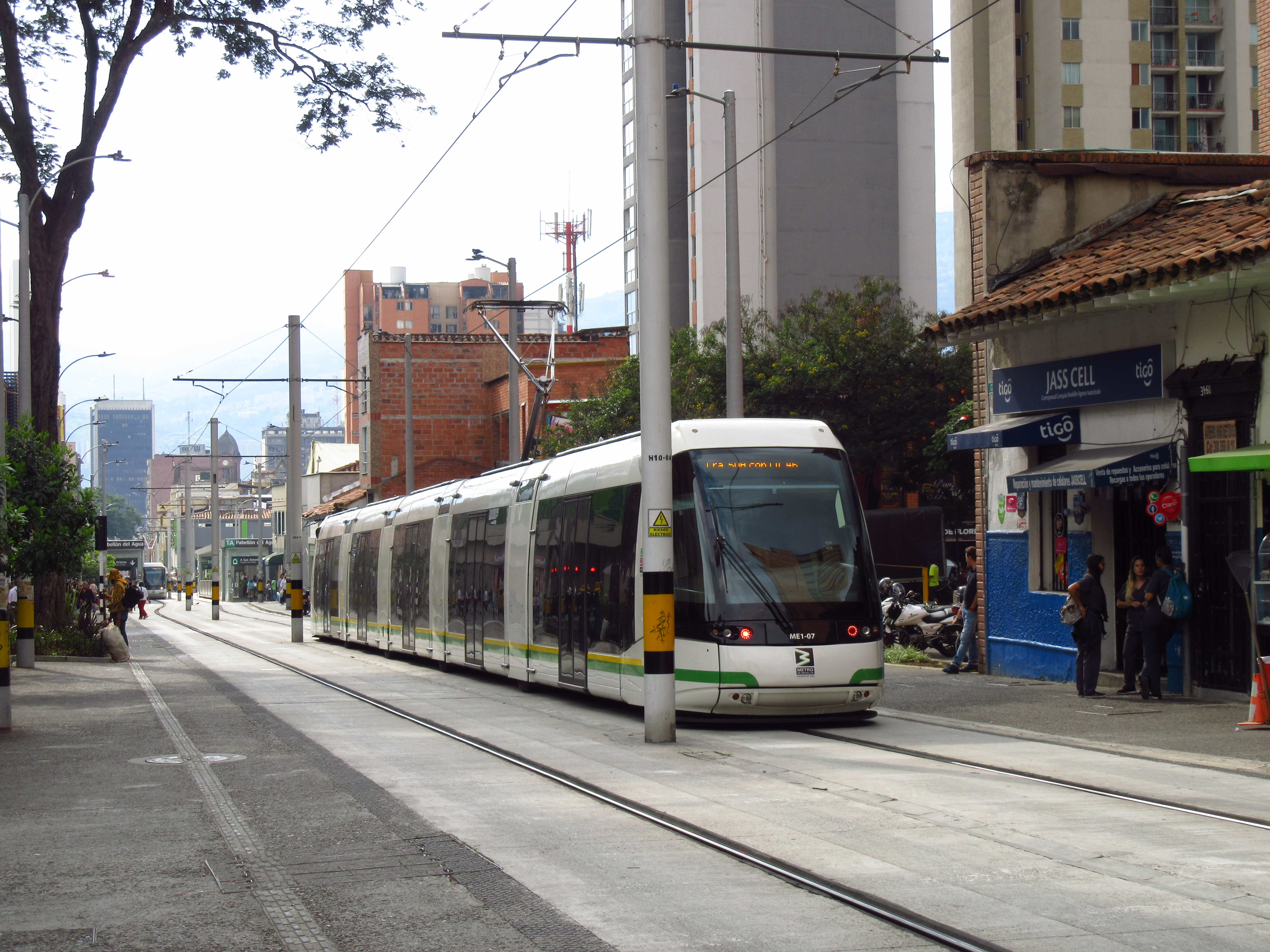
Tranvía de la Línea T-A de Medellín.

Desde 2015 consta de una línea tranviaria de 4,3 kilómetros, desde la estación San Antonio del Metro hasta el barrio Alejandro Echavarría. Cuenta con un total de 9 estaciones, 3 de ellas de transferencia.

#### República Dominicana
El tranvía de pasajeros de Montecristi, República Dominicana. Dicho tranvía era movido por un mulo y caballos, a partir de 1884. Fue destruido por un incendio en 1904.

#### Ecuador
En Ecuador hubo tranvías eléctricos en las ciudades de Quito y Guayaquil hasta los inicios del siglo XX.
En 2020 el Municipio de Cuenca inauguró la primera línea del Tranvía de Cuenca, que tiene una longitud de 20,4 kilómetros de ida y vuelta y cuenta con 27 estaciones.

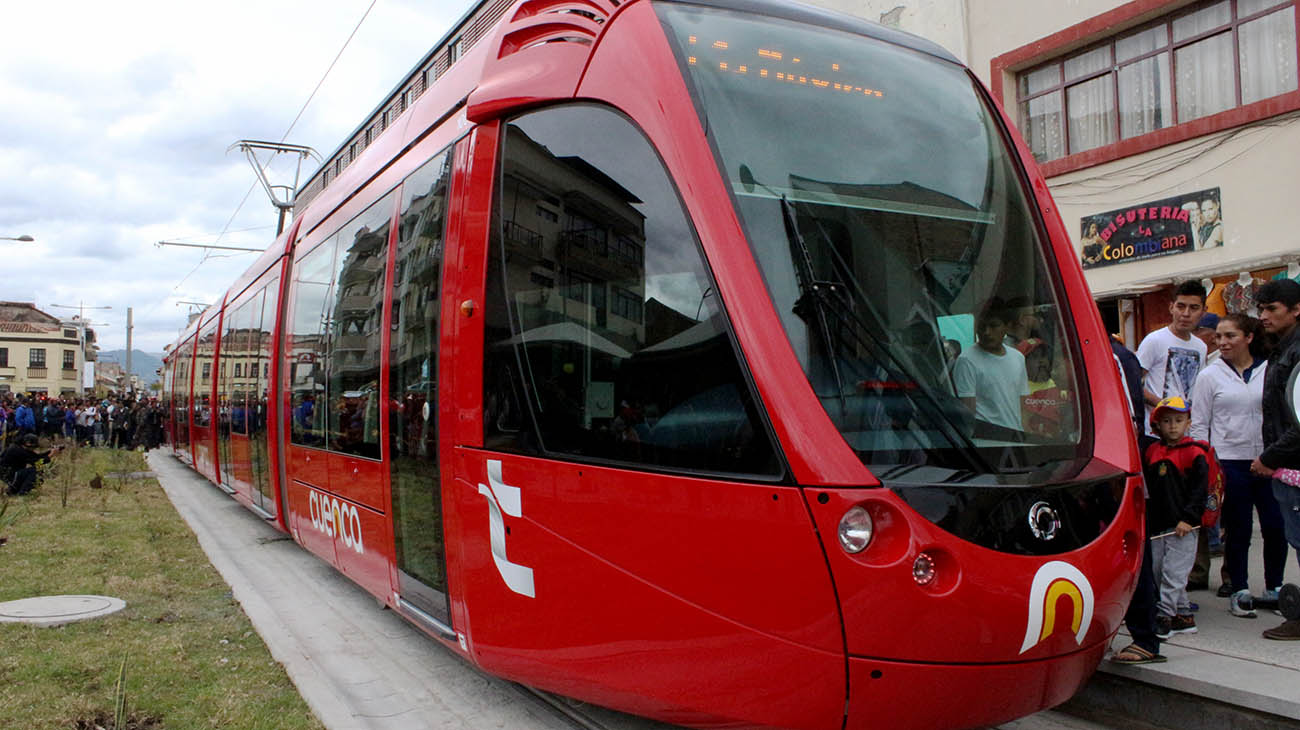
Tranvía de la ciudad de Cuenca. Primer tranvía moderno de Ecuador.

#### Estados Unidos

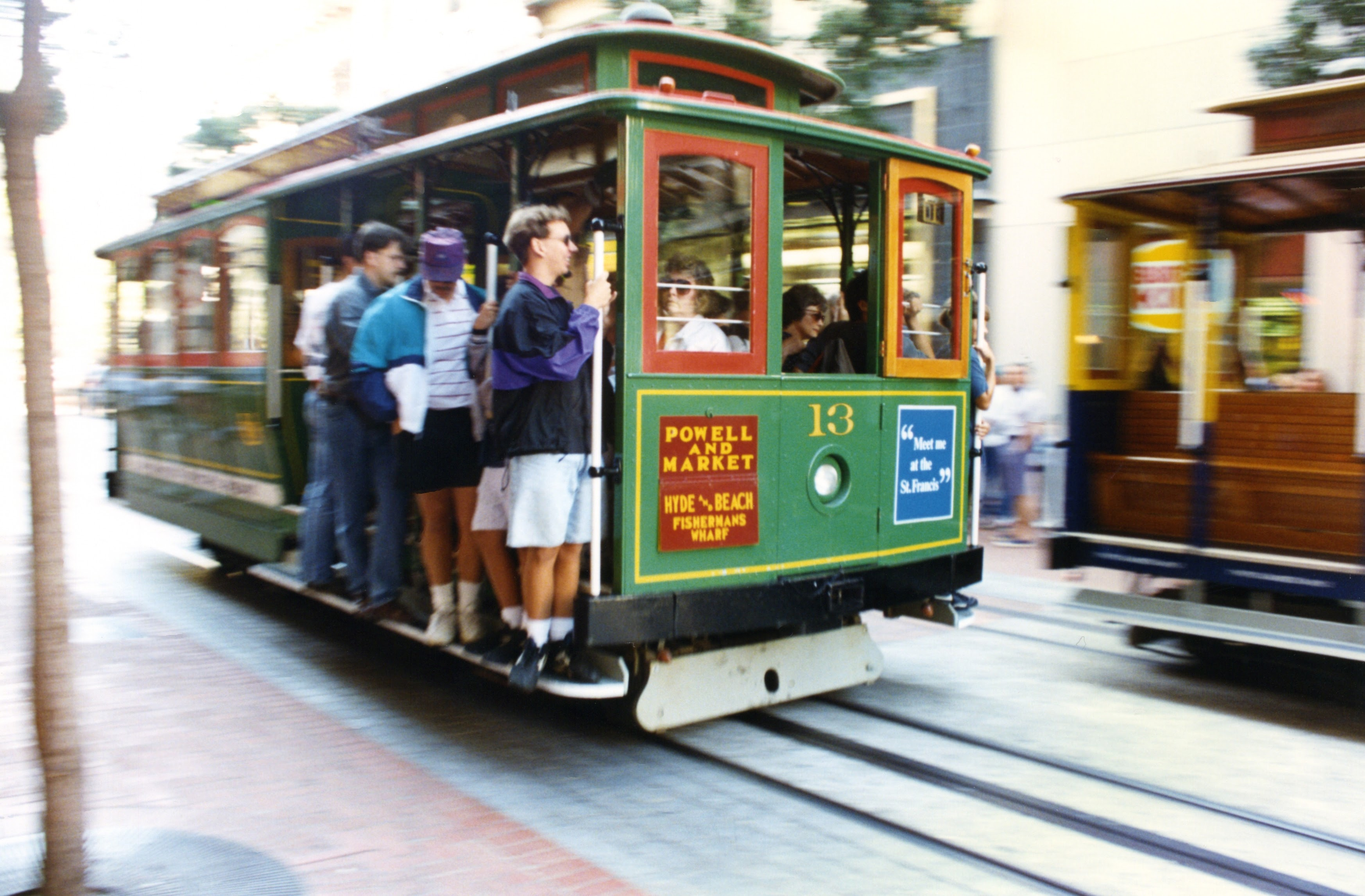
Tranvía de cable, Línea Hyde/Powell en San Francisco.

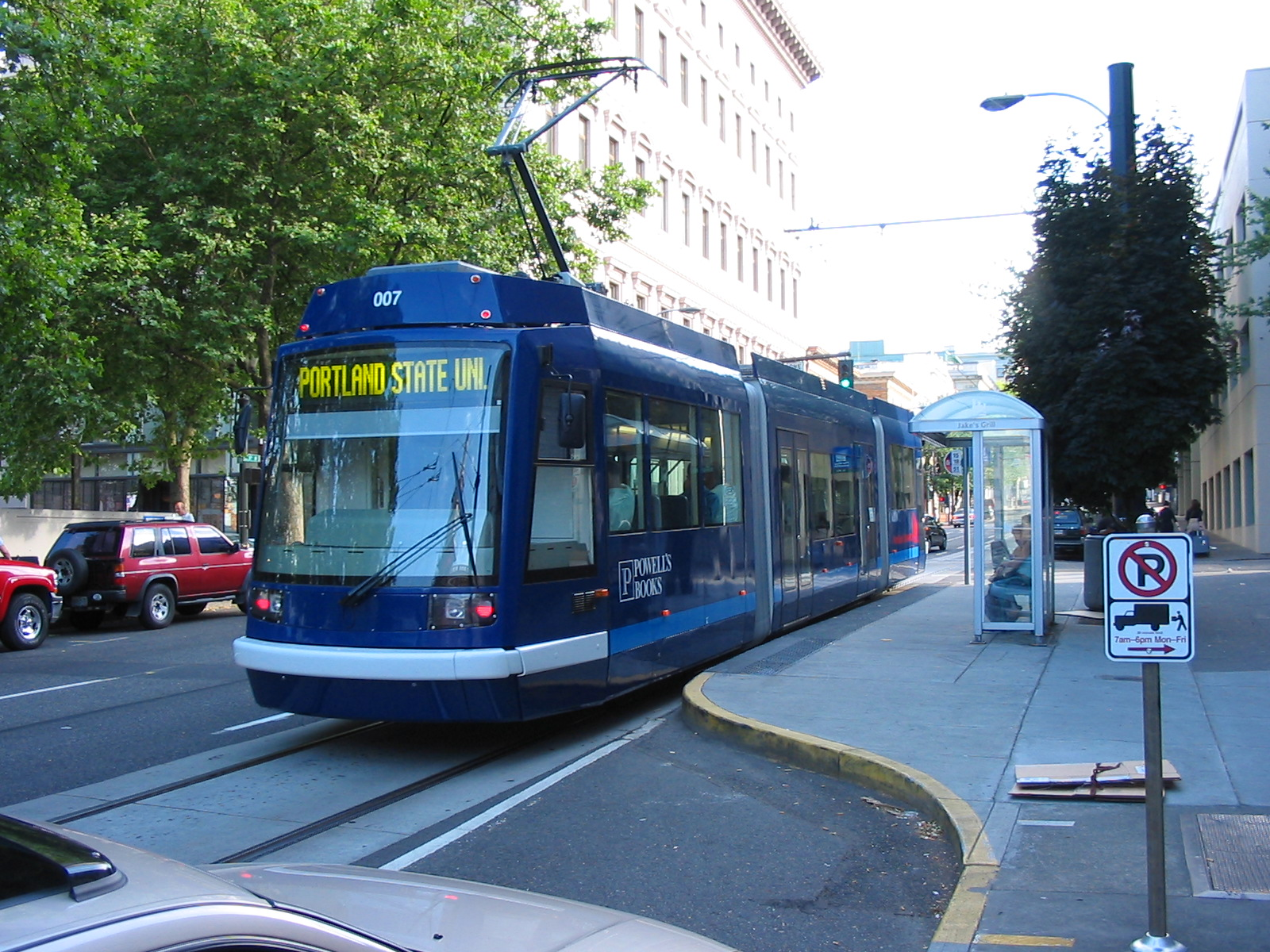
Un Škoda 10T recorre el exitoso sistema de tranvías de Portland.

El tranvía más antiguo que sigue funcionando actualmente en los Estados Unidos es la Línea Verde explotada por la Autoridad de Transporte de Boston Metropolitano (MBTA por sus siglas en inglés) en la ciudad de Boston, Massachusetts. Otro tranvía notorio por su antigüedad es el de Nueva Orleans, más precisamente la línea de St. Charles, devastada en 2005 por el huracán Katrina, pero recientemente reinaugurada (dic. 2007). Otros sistemas antiguos se han mantenido, como los célebres Tranvías de Cable (Cable Cars) de la ciudad de San Francisco, California.
Fueron innumerables las ciudades y los sistemas de tranvías que hubo en Estados Unidos, tanto en su modalidad puramente “urbana”, como en otro tipo de tranvía “suburbano” que cobró especial desarrollo en el país entre 1900 y 1920, llamados los “interurbans”. Estos últimos se caracterizaban por enlazar pueblos y ciudades, corriendo en los tejidos urbanos por las calles, compartiendo los railes con los tranvías urbanos que allí hubiera, y luego saliendo a campo traviesa, con instalaciones generalmente precarias, de bajo costo, que competían seriamente con las grandes empresas ferroviarias con trazados paralelos, y vehículos más ágiles que paraban en todos lados posibilitando el traslado de personas, encomiendas y hasta cargas con mejores rendimientos que los ferrocarriles convencionales.
La irrupción del transporte automotor en los años 30, y las políticas y “lobbies” que los impulsaron vertiginosamente desde el fin de la Segunda Guerra Mundial, afectaron de modo muy importante al tranvía en USA, donde si apenas sobrevivieron en unas pocas ciudades (16), de las numerosas en las que circularon.
Las perspectivas de recursos energéticos futuros y de escasez de petróleo llevaron a que en décadas recientes varias ciudades, particularmente en el occidente del país, se hayan embarcado en proyectos para construir sistemas de transporte basados en tecnología de tren ligero, la evolución moderna del tranvía.
Entre estos proyectos se destacan:
- Las tres líneas de tren ligero que forman parte del Metro de Los Ángeles explotado por la Autoridad de Transporte Metropolitano del Condado de Los Ángeles. Entre estas está la Línea Azul que corre del centro de Los Ángeles a la ciudad de Long Beach y que es la línea de tren ligero con la mayor cifra de pasajeros en el país.
- El sistema UTA TRAX en la ciudad de Salt Lake City, Utah.
- El sistema DART, de Transporte Ferroviario Regional de Dallas/Fort Worth explotado por la Autoridad de Transporte Rápido del Área de Dallas.
- El Tranvía de San Diego (San Diego Trolley) explotado por el Sistema de Tránsito Metropolitano de San Diego, California.
- El MAX Tren Ligero Exprés del Área Metropolitana en la ciudad de Portland, Oregón, que incluye el Portland Streetcar, línea tranviaria circular por el centro de la ciudad.

Hay que mencionar también las ciudades de Sacramento, Saint Louis, Nueva Jersey, Mineápolis-Saint Paul, Baltimore y Búfalo, con sistemas nuevos, y las ciudades de Boston, Pittsburgh, San Francisco (líneas de tranvías J, K, L, M y N del “Muni”), Cleveland, y Nueva Orleans que renovaron y extendieron sus sistemas corrientes.

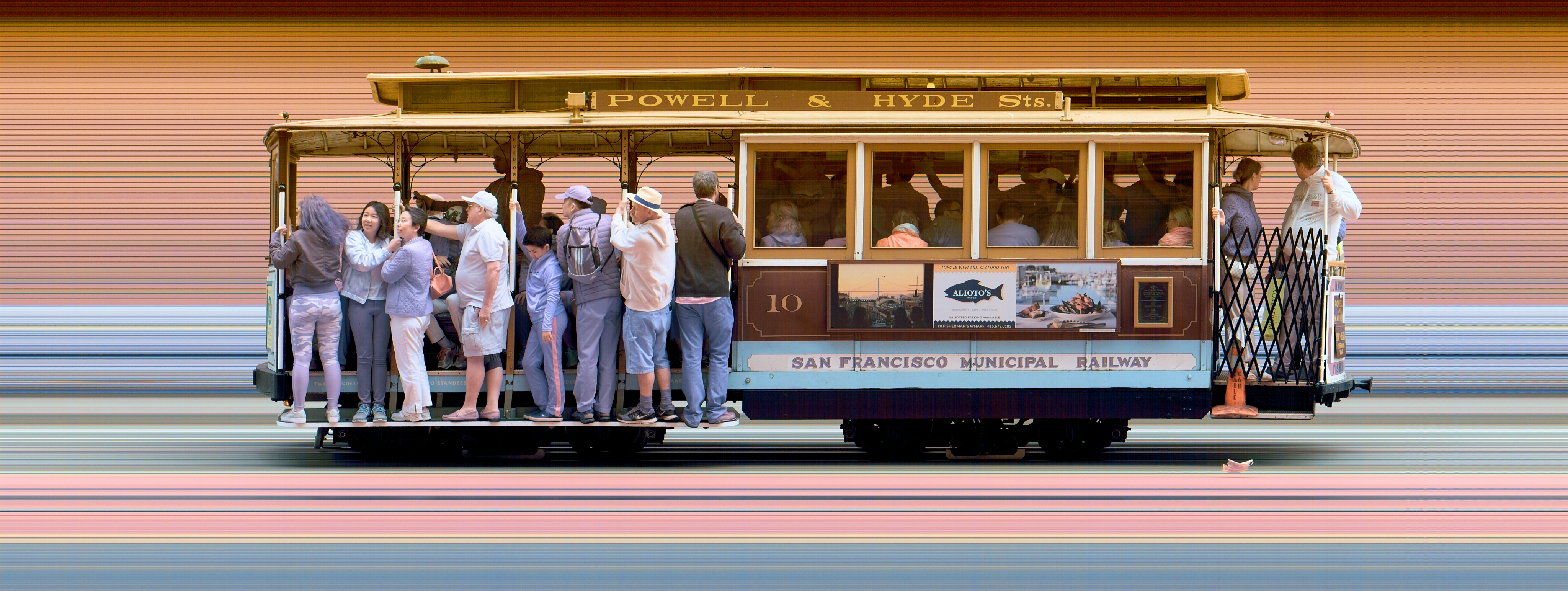
Tranvía N.º 10 del sistema de teleférico de San Francisco fotografiado usando una fotografía de tira, técnica fotográfica de capturar una imagen bidimensional como una secuencia de imágenes unidimensionales a lo largo del tiempo, en lugar de una única bidimensional en un punto en el tiempo (2017).

#### México
Ciudad de México

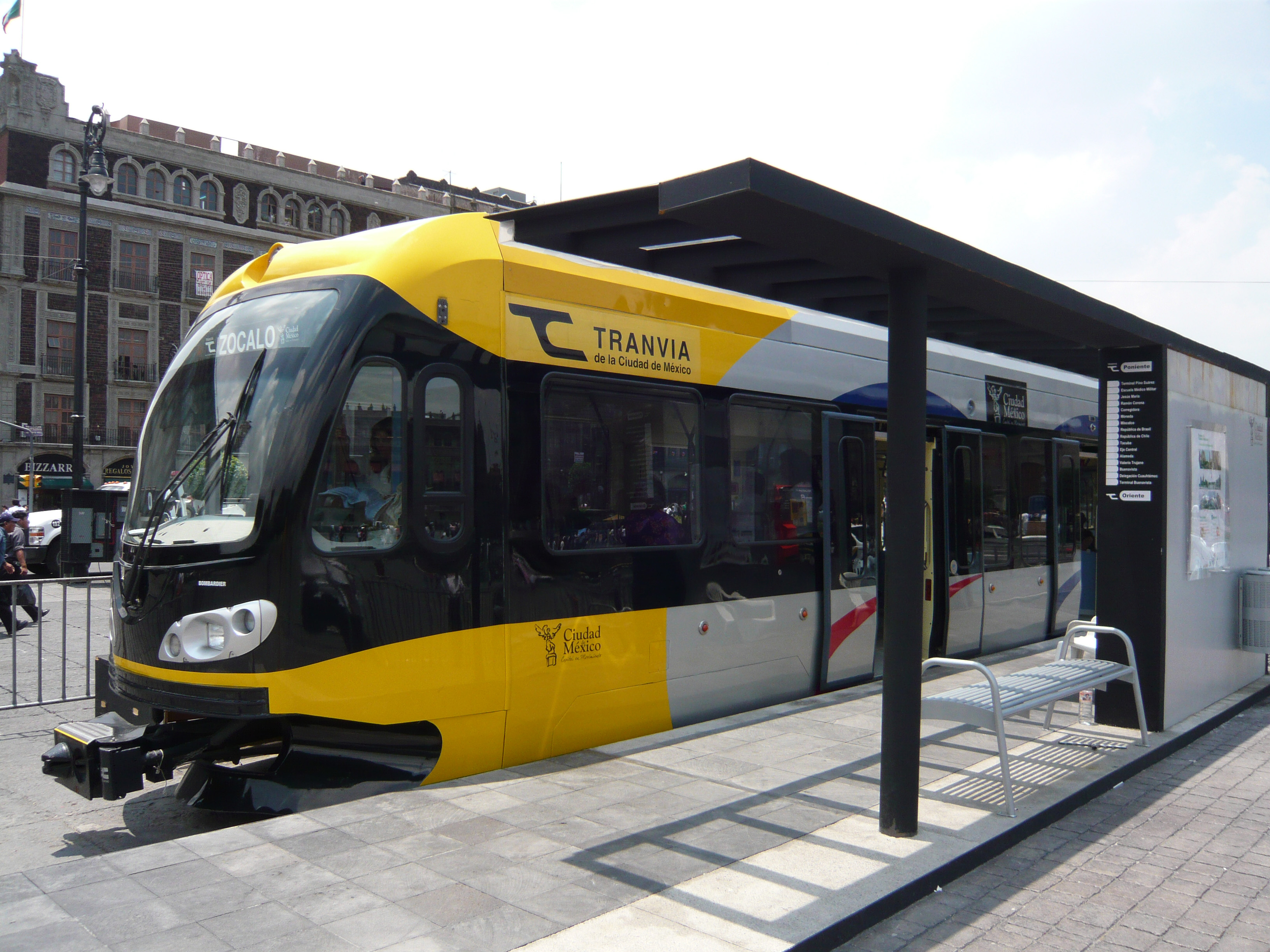
Prototipo de Flexity Swift en México, 2008.

La evolución de los tranvías, primero de tracción animal (mulitas) y después eléctricos (1900), así como la construcción de las primeras líneas de ferrocarril a la villa de Guadalupe y a Tacubaya, aceleraron el surgimiento de nuevos fraccionamientos en la ciudad. La historia de los ferrocarriles y tranvías se inició en forma paralela: estos prestando un servicio intraurbano, y aquellos uniendo pueblos, villas vecinas y otras ciudades de la República Mexicana.
La invención de tranvía así como otros inventos, no necesariamente es exclusiva de una sola persona, ya que la necesidad de mejorar cualquier cosa va de la mano con la imaginación e inteligencia, que a su vez se convierte en creatividad y al disponer de los materiales adecuados, se puede crear o inventar la solución. Esto sucedió con un mexicano de apellido De Anda que en esa época de railes y ruedas, diseñó un concepto de carro para transporte de pasajeros sobre las vías existentes, pero que fuera accionado por motores eléctricos y un reóstato, que al alimentar energía a los motores, por medio de engranes reductores, hacía desplazarse al carro.
Su idea no fue aceptada entre sus patrocinadores que buscaba cuando un estadounidense de Chicago, que trabajaba en la incipiente industria petrolera en México lo escuchó y lo convenció de viajar con él a Estados Unidos, donde le compraron la idea y ellos desarrollaron sus ideas, aplicándolas a este nuevo sistema de transporte.
En 1890 había 175 km de vías, 55 locomotoras, 600 coches de pasajeros, 800 carros, 3000 mulas y caballos, 300 conductores, 800 cocheros, 100 inspectores, 7000 trabajadores y un veterinario con varios ayudantes.
Durante varios años, la Ciudad de México contó con rutas de tranvía distribuidas por buena parte de la antigua zona urbana, pero debido a la explosión demográfica, el aumento de la mancha urbana y la multiplicación de los transportes de uso personal, terminaron desapareciendo a finales de la segunda mitad del siglo XX, aun en algunas colonias céntricas se pueden ver restos de las antiguas vías que quedaron. Así mismo hubo líneas de tranvías en diversas ciudades del país.
En el año 2007 se dio a conocer la posibilidad de reincorporar nuevamente a los tranvías a la red de transporte público, con el objetivo de reducir la importante contaminación ambiental que padece la Ciudad de México.
El 1 de julio de 2008, se presentó de manera oficial a la ciudadanía la construcción del tranvía con un recorrido del centro histórico hacia la estación Buenavista del tren suburbano, donde además confluyen la Línea B del Metro y la Línea 1 del Metrobús Insurgentes en la Ciudad de México, incluso se había mostrado un tranvía Bombardier Flexity Swift así como un modelo de como serían las estaciones del mismo. No obstante, a principios de 2009 la crisis económica obligó al gobierno del Distrito Federal a posponer de manera indefinida el proyecto, declarando desierta la licitación que estaba en curso.
El proyecto de la línea de tranvía fue sustituido por la Línea 4 del metrobús con recorrido desde Buenavista hacia San Lázaro. dejando nulas o pocas posibilidades de poder ejecutar el proyecto del tranvía, esto también se debe en el supuesto de los intereses de varias empresas camioneras que no querían ser desplazadas. 
Veracruz
Tranvías de Veracruz
Durante los años 1920s existió La Cooperativa de Tranvías del Puerto de Veracruz, que estaba formada por las siguientes líneas: "Villa del Mar", "Villa Bravo", "Reforma Zaragoza", "Bravo Laguna", "Panteones", "Cortes Lerdo" las cuales se distribuían de su base en la Avenida Constituyentes Veracruzanos esquina con Morelos, a un costado de la Estación de Ferrocarriles del Puerto de Veracruz y de donde todos pasaban por el Centro de la Ciudad y se distribuían hacia las zonas de las playas (Villa del Mar y Villa Bravo), al norte de la Ciudad, (Cortes Lerdo), hacia las zonas residenciales recientes en zona de ubicación del estadio Luis "Pirata" De la Fuente y el Parque Deportivo Veracruzano de Béisbol (Reforma Zaragoza), confluyendo al terminar su ruta en el centro de la ciudad, a un costado del malecón y su llegada a la estación de tranvías. 
Su apogeo fue a fines de los años 40s, 50s y 60s, pero conforme la ciudad comenzó a crecer, a extenderse a los cuatro puntos cardinales, así como la aparición de rutas urbanas proporcionadas por camiones de pasaje, su pasaje comenzó a disminuir, hasta llegar a los años 70s en que finalmente terminaron su servicio público. Muchos de estos tranvías todavía funcionales, fueron vendidos a diversas ciudades de Estados Unidos, siendo algunas de ellas, piezas de museo.
Las cuales suministraron el servicio hasta el año de 1979 cuando fue insostenible su servicio, tomando en consideración varias eventualidades: El envejecimiento de los tranvías, muchos de ellos de la época de los años 30s y 40s similares a los tranvías de San Francisco, en Estados Unidos, el nulo apoyo del gobierno estatal y posteriormente del gobierno federal encabezado por el presidente Lic. José López Portillo quienes no fueron capaces de detener la bancarrota además de la indiferencia de muchos jarochos para el rescate del mismo, favorecieron su desaparición, sin tomar en consideración que los tranvías eran atracción turística. 
También en 2008, estuvo en proyecto el tranvía que uniría el centro histórico de la ciudad y el puerto de Veracruz en el estado de Veracruz, pero nunca llevado a cabo. Existe una simulación de tranvía consistente en una construcción de madera con un chasis de camión urbano que desarrolla rutas por varios sitios turísticos de la ciudad.
Guadalajara
El 30 de abril de 2008 en Guadalajara fue presentado un proyecto para construir 2 rutas de Tranvía que partirían de la estación Juárez hacia Plaza del Sol y el Estadio Chivas, respectivamente. Sin embargo, el proyecto no logró prosperar.
No fue sino hasta el 30 de noviembre de 2010 cuando se presentó un proyecto para construir una línea de Tranvía que enlace a Guadalajara y Zapopan, la cual se planea salga de la Glorieta de La Normal hasta el poblado de Tesistán en Zapopan. Actualmente este proyecto se encuentra bajo análisis.
Con relación al proyecto de tranvía eléctrico, se informó que tendrá 12 estaciones y transportará diariamente a 75 000 pasajeros en 15 vagones rodantes con motor propio. Esta obra estaría concluida a los 18 meses después de iniciada su construcción.
El 6 de septiembre del 2011, durante el X Congreso Internacional Hacia Ciudades Libres de Autos, se presentó el proyecto de Tranvía de Guadalajara para Zapopan.
Este transporte comprenderá en su primera etapa, que corresponde al proyecto ejecutivo en elaboración, de Carretera a Tesistán, a la altura de Arco de Triunfo, hasta la Glorieta de La Normal. Contaría con una longitud de 9,6 kilómetros y 14 estaciones; tendría conexión con la Línea Uno del Tren Ligero en la Estación Ávila Camacho.
En la segunda fase se pretende que cubra de la Glorieta de La Normal hacia Alcalde-16 de septiembre, hasta El Agua Azul, incluyendo esta etapa se sumarían 4,2 kilómetros con 7 estaciones, para totalizar 13,8 kilómetros de tranvía.
A lo cual la primera línea del Tranvía en Zapopan tenga 21 estaciones.

#### Perú

##### Lima
El primer tranvía que operó en la ciudad de Lima fue el denominado Tranvía de Sangre, en el año 1878. Este tranvía funcionaba a tracción animal, con dos caballos que jalaban el vagón sobre rieles. A fines del siglo XIX funcionaban 3 líneas de tranvía en la ciudad, con coches manufacturados por la empresa John Stephenson Company de Nueva York. A pesar de los destrozos ocasionados en las líneas férreas ocasionados a raíz de la Guerra del Guano y el Salitre, el sistema seguía funcionando. No obstante, el servicio era deficiente y no alcanzaba a cubrir la demanda para una ciudad, que a inicios del siglo XX ya contaba con 250 mil habitantes.
En el año 1904 empieza la conversión del sistema de tranvía a la versión eléctrica. Hasta 1906 se habían inaugurado dos líneas nuevas de tipo eléctrico:
Lima - Chorrillos.
Lima - Callao.
El tranvía de aquella época era parte del entorno de la ciudad, acompasando la belleza arquitectónica de la Lima Republicana. En el año 1918, la extensión de la red de tranvías era de 39 kilómetros. Hasta la década de 1920, la red estaba compuesta por 240 tranvías a tracción eléctrica, desplazándose a una velocidad de hasta 40 kilómetros por hora.
Debido a las deudas que aquejaban a la Compañía Nacional de Tranvías (CNT), en 1965 se promulgó la Ley N.º 15876, durante el gobierno del Presidente Fernando Belaúnde Terry, el cual dispuso la liquidación del sistema y culminación de operaciones.

##### Arequipa
Al ferrocarril urbano de tracción animal le sucedió el tranvía eléctrico en 1913. En primer lugar, 14 de marzo de 1875 fue implementado el servicio de transporte de personas, por medio de vehículos de tracción animal, llamado ferrocarril urbano de sangre, 11 años después que se implantara el mismo sistema en el Callao y tres años antes que el de Lima. No se sabe mucho acerca del servicio prestado en las siguientes tres décadas.
Conforme a los anales de la historia de Arequipa, el 25 de octubre de 1905, Carlos Espejo y Ureta presentó al Concejo Provincial, siendo alcalde Juan Aragón,  una propuesta para la implementación del tranvía eléctrico en la ciudad. En ese mismo año, se regularizó la matrícula de los vehículos que se ocupaban del tráfico del transporte de personas y carga. Después de un largo servicio en las primeras décadas del siglo XX el Tranvía Eléctrico de Arequipa no ordenó más vehículos después de 1930, hasta 1939, en que compró dos carros usados de una ruta de tranvías abandonada en la ciudad de Elmira, ubicada en el norte del estado de Nueva York. Dichos vagones, fueron numerados como 701 y 702. Los tranvías de Nuevo York, tenían originalmente 12 ventanillas en cada lado. Eran muy largos para las angostas calles de Arequipa, de tal forma que fueron rediseñados, transformando la primera y la última ventanilla en puertas y los terminales, remodelados. Su sistema de vía fue cambiado de 1435 mm. a 1067 mm.
En los últimos años del tranvía de Arequipa donde hubo controversias de su servicio y funcionamiento, el 18 de septiembre de 1962, se emitió un comunicado donde se pretendía reemplazar el sistema antiguo de tranvías por uno moderno, cosa que al final no se llegó a concretar, (Diario El Deber el día 26 de ese mismo año). En enero de 1966, los tranvías fueron retirados del servicio público como consecuencia de la liquidación de la empresa. Los tranvías de Arequipa fueron los últimos en prestar servicios en el Perú. El de Lima fue cerrado en septiembre del año anterior.

##### Trujillo
En el año 2015 fueron admitidas a trámite en la Agencia para la Promoción de Inversión Privada PROINVERSIÓN, la Iniciativa Privada Cofinanciada (IPC) para la construcción de dos líneas de tranvía en la ciudad de Trujillo por un monto de inversión de EUR 447 millones.

#### Uruguay

Tranvía de la Sociedad Comercial de Montevideo

El servicio de tranvías de caballos en Uruguay se inauguró en Montevideo en 1868 a 
A comienzos del siglo veinte se crearon nuevas compañías de capitales extranjeros que comenzaron a adquirir las existentes compañías de Tranvías a caballos con el fin de electrificarlas y mejorar el servicio. El 17 de noviembre de 1906 la entonces Sociedad Comercial de Montevideo inaugura el recorrido entre la Aduana y Pocitos. El 31 de diciembre de 1925 el último convoy de caballos, de la empresa Tranvía del Norte, salió del centro y terminó su recorrido en Agraciada y Zufriateguy, cerrando un ciclo que duró 56 años.
En 1947, es creada  la Administración Municipal de Transportes Colectivos de Montevideo, quien tomó a su cargo los tranvías como parte de pago de la deuda que el Gran Bretaña había contraído con Uruguay por abastecimientos realizados durante la Segunda Guerra Mundial. El nuevo ente sustituyó progresivamente las 61 líneas de tranvías por trolebuses y en abril de 1957, cesaron los servicios de los tranvías eléctricos en Montevideo. A su vez, las ciudades de Salto y Paysandú, contaron con Tranvías, pero no eléctricos. 
En los años sesenta, mientras muchas ciudades optaban por retirar el tranvía de las calles, la ciudad de Montevideo estaba planificando contar con un circuito histórico de tranvías. En 1967 habiendo pasado algunos años de la supresión de los tranvías en Montevideo, la Asociación Uruguaya de Amigos del Riel, le propone al Gobierno de Montevideo, la creación de un circuito histórico  en la ciudad. El cual finalmente se concreto para ese año, siendo de alguna forma el primer circuito histórico de Tranvías en el mundo.

### Europa

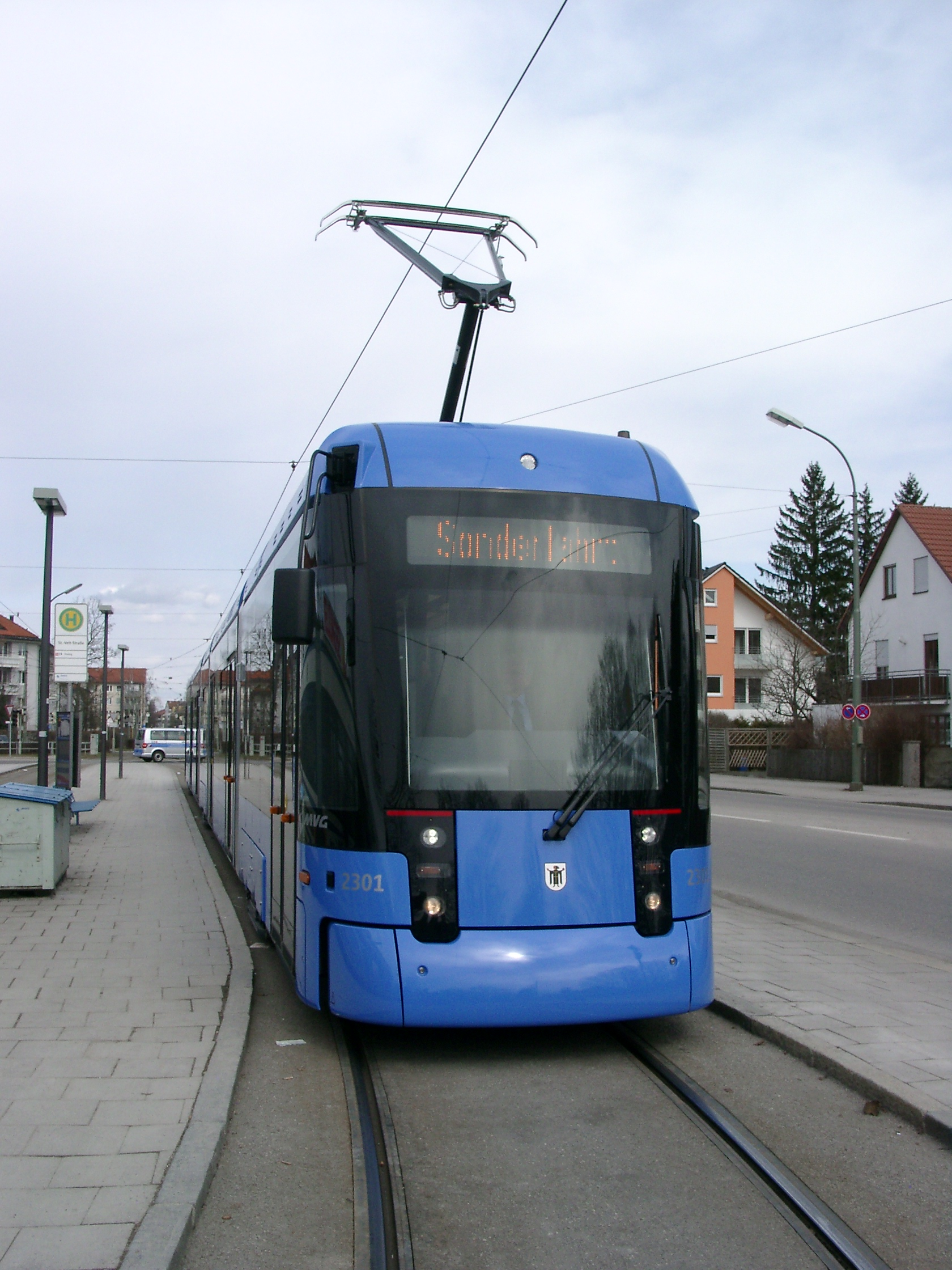
Tranvía en Múnich, Alemania.

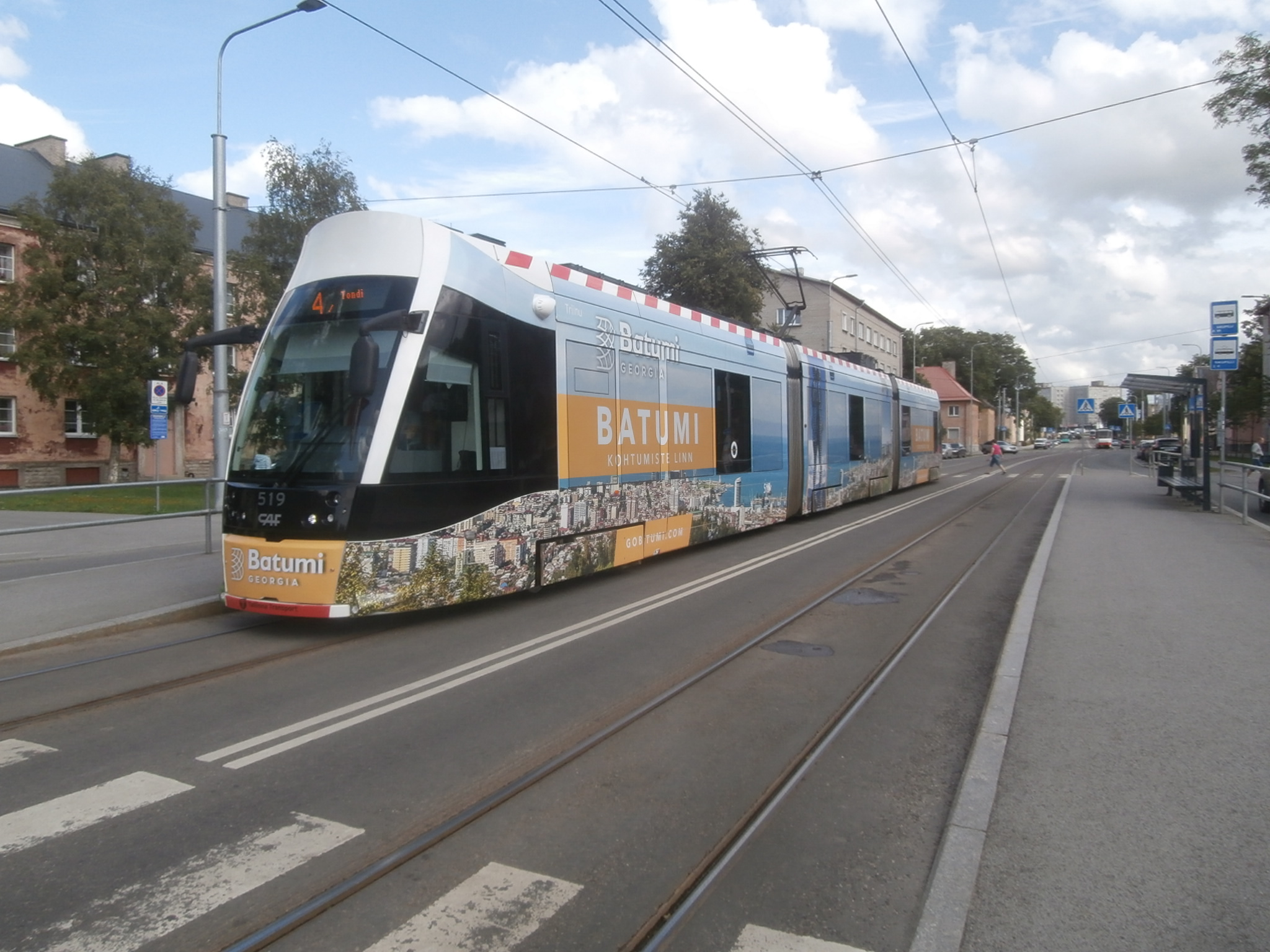
Tranvía en la calle Majaka tänav en Tallin, Estonia.

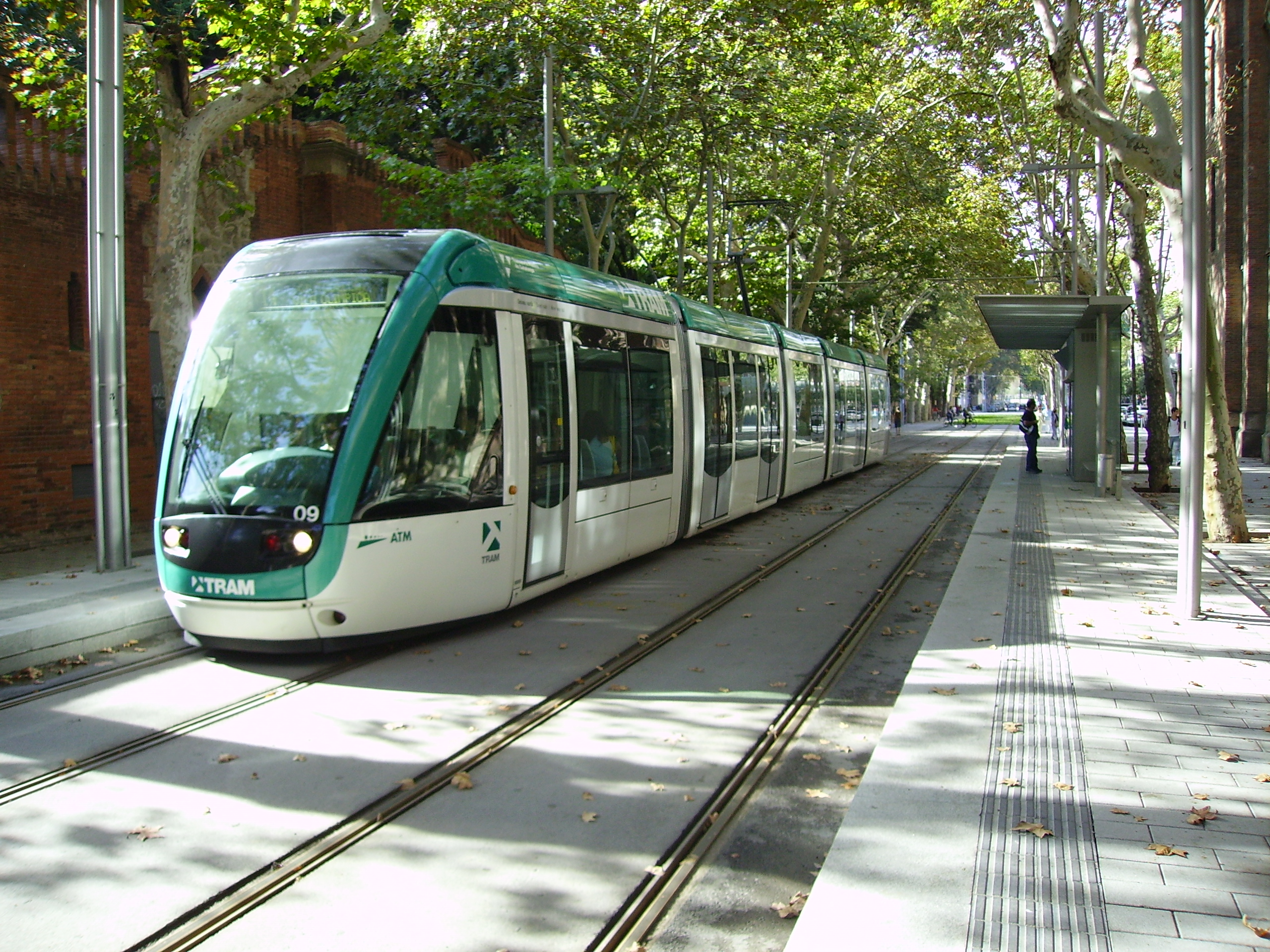
Trambesòs de Barcelona.

En la mayor parte de los países de Europa Central y de Europa del Este han sido y son un medio de transporte muy extendido. En el resto de Europa fueron suprimiéndose la mayoría de las líneas pretextando que entorpecían un tráfico automovilístico cada vez más importante y que los cables eran poco estéticos.
No obstante, y tras desaparecer de muchas ciudades, a partir de 1980 comenzaron a reimplantarse en varios lugares, dada su evolución tecnológica, con los nuevos tranvías articulados y luego de “piso bajo”. En casi todas las ciudades de Austria, Hungría y Países Bajos existen numerosas líneas de tranvía, que son utilizadas a diario por miles de personas como solución eficiente a los atascos, y como método alternativo al transporte privado, muy contaminante en una sociedad saturada de coches y camiones.

#### Alemania
En Alemania, existen las redes de Leipzig (Leipziger Verkehrsbetriebe), Berlín (Straßenbahn Berlin), Bremen (Bremer Straßenbahn), Múnich (Straßenbahn München) y en Fráncfort (Straßenbahn Frankfurt am Main) entre otros.
El tranvía es uno de los medios de transporte públicos más extendidos en Alemania, y la mayoría de núcleos urbanos cuentan con él. En muchas ocasiones la distinción entre el tranvía y el tren ligero no está tan clara, ya que a menudo se pueden encontrar redes tranviarias con estaciones subterráneas (como la estación Dalbergstrasse del tranvía de Mannheim), o incluso compartidas con el servicio de metro (como es el caso de muchas estaciones de la ciudad de Colonia (Alemania)).

#### España
En el caso de España, Madrid (1871), Barcelona, Bilbao (1872), Málaga (1884) y Cádiz (1880) tuvieron tranvías de tracción animal desde el siglo XIX. En 1879 la línea de tranvía Madrid-Leganés, empieza a funcionar con tracción de vapor y en 1897 funciona la primera línea electrificada. En Barcelona se introduce la tracción por vapor en 1877 (a Sant Andreu), y la primera línea electrificada es de 1899. La primera ciudad en introducir el servicio de tranvía eléctrico fue Bilbao, con la línea Bilbao-Santurce, electrificada en 1896 y gestionada por una antecesora de la actual Transportes Colectivos. Tras Bilbao, en 1898 Cartagena también electrifica su tranvía, explotado por una compañía belga, y que llevaba en funcionamiento desde 1882. Y Málaga lo haría en 1905.
Desde la década de 1960, pero sobre todo desde la de 1970, las líneas existentes de tranvía se fueron desmantelando (entre ellas las de Madrid, Sevilla, Barcelona, Valencia, Zaragoza o Granada), ante un aumento del tráfico rodado privado mientras iban siendo sustituidas por líneas de autobuses, cubriendo algunos de ellos la misma ruta. La opinión pública consideraba estos tranvías desfasados, además de ruidosos e incómodos. Este paso se dio también para incentivar la automovilización.

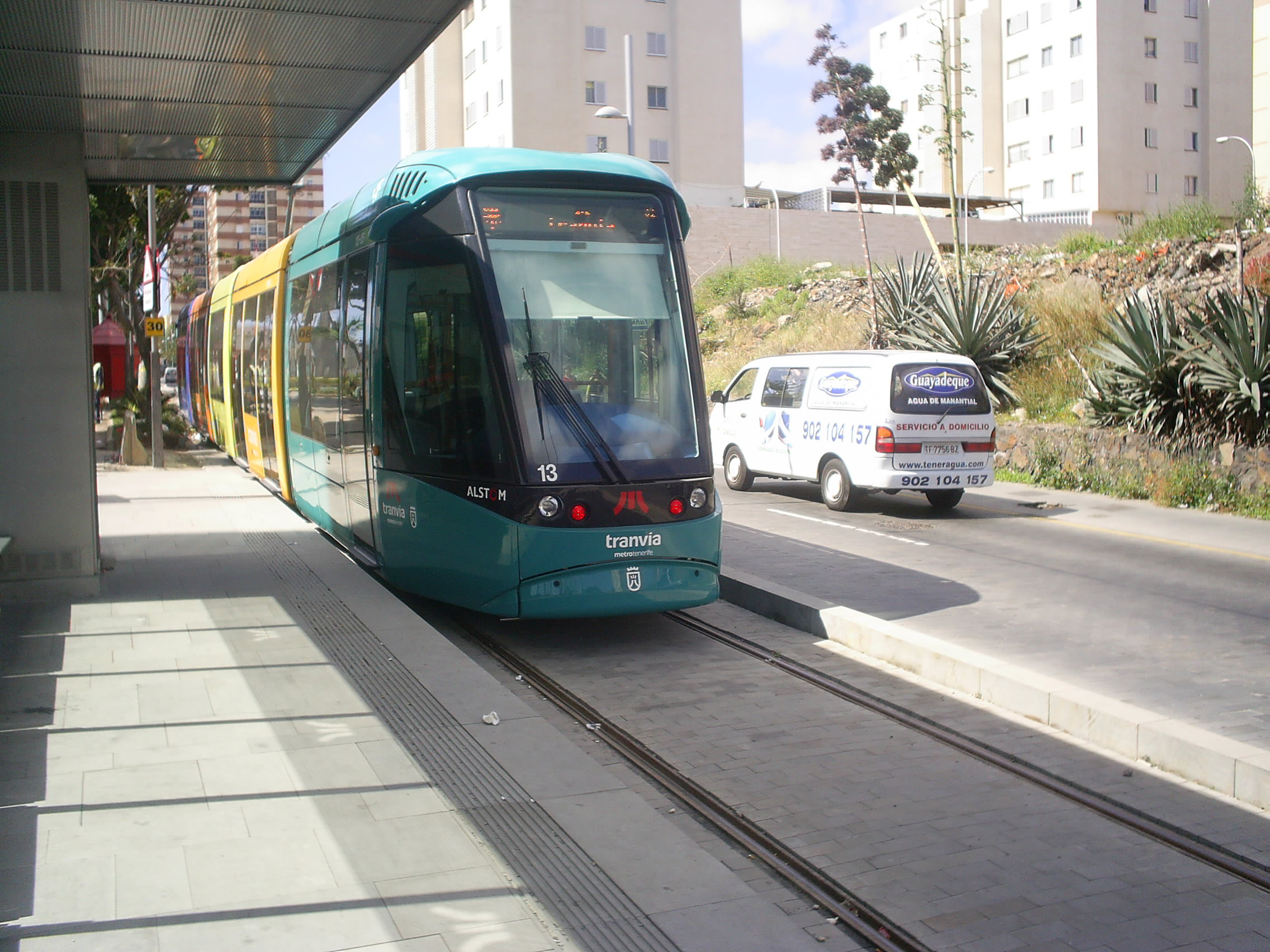
Tranvía de Tenerife.

A partir de entonces el transporte por carretera aumentó significativamente, saturando las vías públicas e incrementando la contaminación del aire. Por esta razón algunas ciudades españolas decidieron reimplantar el tranvía para paliar dicha situación y optar por un transporte más limpio. La primera ciudad en reintroducir el tranvía fue Valencia en 1994. Actualmente algunas de las ciudades que ofrecen este modo de transporte son Alicante, Barcelona, Bilbao, Granada, Madrid, Málaga, Murcia, Parla, Sevilla, Santa Cruz de Tenerife, Valencia, Vitoria y Zaragoza. Existen también proyectos para muchas otras ciudades, como en las áreas de Cádiz, Alcalá de Guadaíra, Aljarafe, Dos Hermanas, León, Toledo, Baracaldo, Mallorca o Pamplona. Cautro se encuentran acabados, pero sin funcionamiento debido a cuestiones económicas o administrativas: Jaén, Vélez-Málaga, León y La Coruña. En España este medio de transporte se conoce tanto por el nombre más adecuado de tranvía como por el de metro o metro ligero, según intereses puntuales.

#### Francia
La primera línea de tranvía francesa se construyó entre Montrond les Bains y Montbrison, en el departamento del Loira, con una longitud de 15 km y entró en servicio en 1837. En 1853 se hizo en París una línea experimental con ocasión de la Exposición Universal de ese año. Para la Exposición Universal de 1867 se hizo otra línea, todas ellas con tracción de sangre.
El primer tranvía eléctrico francés circuló en Clermont-Ferrand en 1890. Nantes fue la primera ciudad francesa en tener un tranvía moderno, en 1985.
Desde los últimos años del siglo XX, el tranvía se extiende de nuevo por muchas ciudades francesas.

#### Países Bajos
En Ámsterdam se ha demostrado, al igual que en otras ciudades con grandes redes de tranvía, que las bicicletas y el tranvía son aliados.

#### Irlanda
En Dublín funciona actualmente el Luas, interconectado con las estaciones del Dart.

#### Portugal
Los tranvías eléctricos llegaron a Portugal en: Oporto (1895), Lisboa (1901), Sintra (1904), Coímbra (1911) y Braga (1914). Continúan existiendo las redes de Lisboa, Oporto y Sintra. Las de Braga y Coímbra se suprimieron.
También hubo líneas de tranvía con tracción animal en Figueira da Foz, Funchal y Póvoa de Varzim/Vila do Conde, que no llegaron a ser electrificadas.

## Tranvías históricos

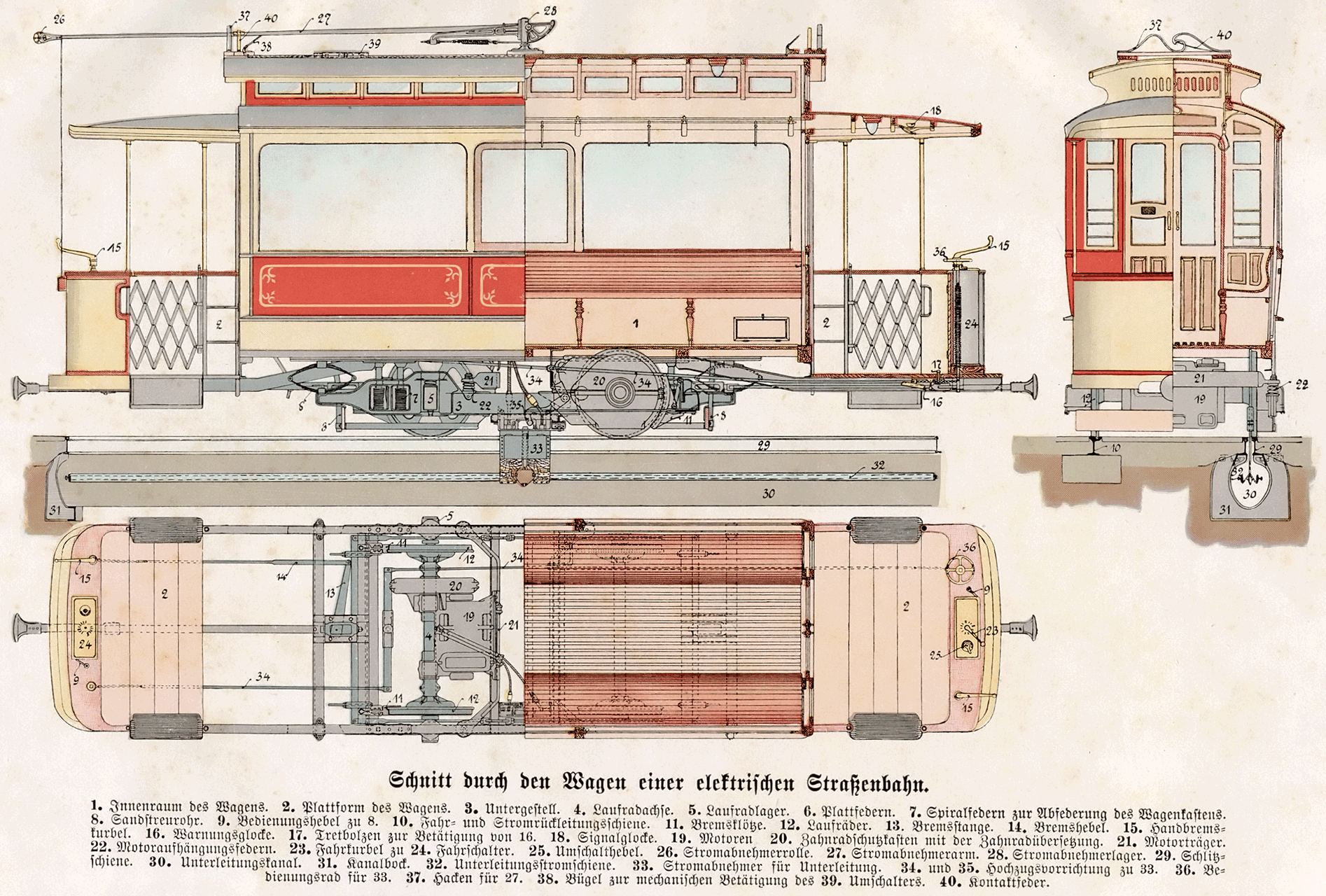
Planos de un tranvía antiguo.

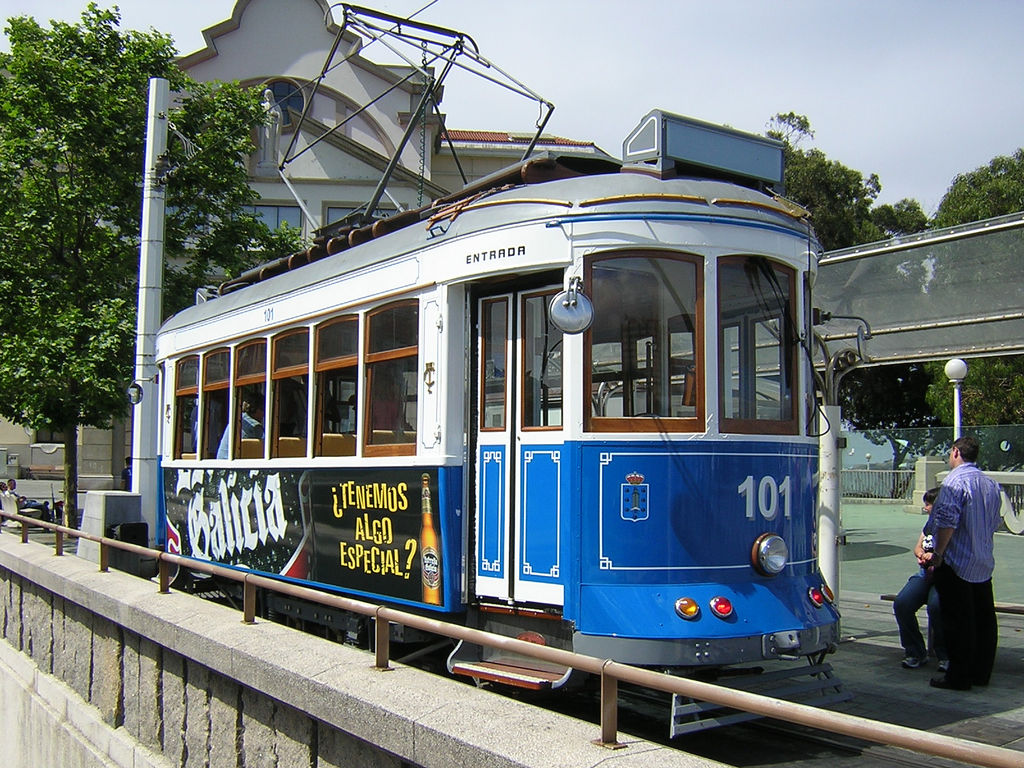
Tranvía Carris de La Coruña comprado a Lisboa y restaurado, que funcionó como atractivo turístico.

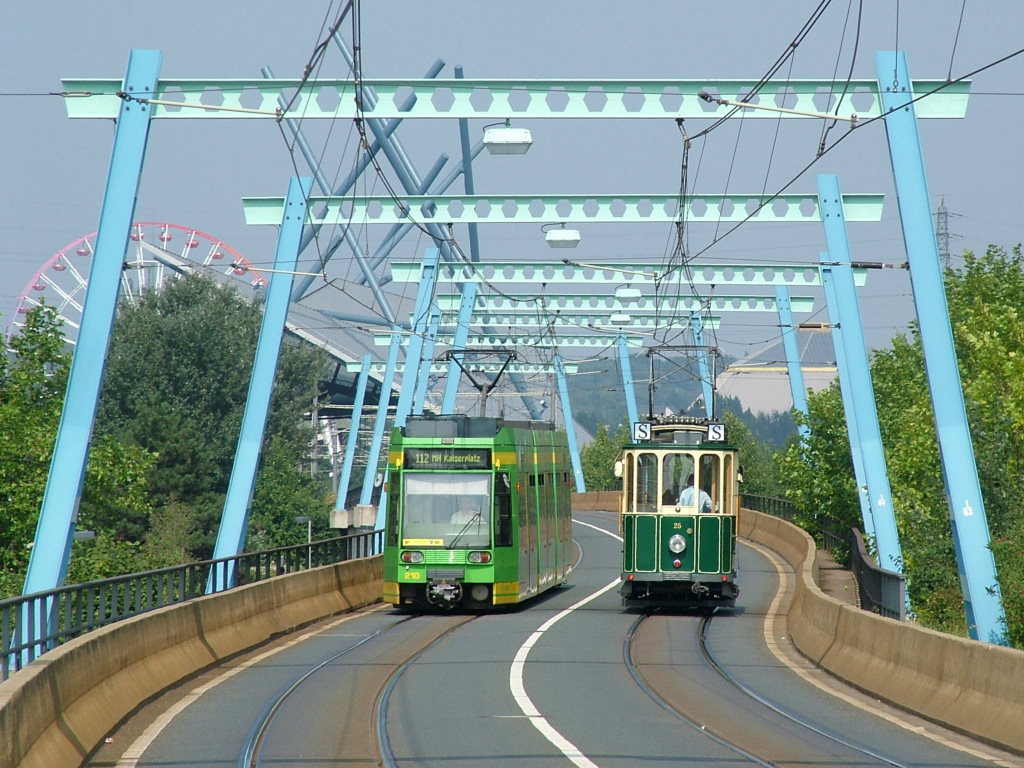
Una reunión de dos generaciones de tranvías en Oberhausen, Alemania: a la derecha (alejándose) el 25, construido en 1899, restaurado y en funcionamiento a finales del decenio de 1990; a la izquierda (acercándose) el 210, unidad de piso bajo de 1996.

Las anécdotas y los recuerdos dejados en el público por los tranvías antiguos, así como la fascinación que causan los vehículos de otras épocas por el refinamiento y detalles constructivos, han iniciado en el mundo una corriente de revalorización de su imagen y presencia.
La vigencia de los tranvías históricos se viene dando en dos planos: los museos tranviarios y los recorridos corrientes servidos por tranvías antiguos («vintage trams»).
Mientras que los museos se encuentran abocados a una tarea de restauración y preservación de material antiguo, los servicios tranviarios «a la antigua» se prestan tanto con viejos tranvías restaurados, como con modelos reminiscentes de antaño fabricados actualmente siguiendo los planos originales de carrocerías, y con equipamiento de alimentación, tracción y rodamiento que a veces es copia fiel de los primitivos, o bien incorpora elementos de tecnología actual, incluso hasta aire acondicionado, accesibilidad para los impedidos y espacios interiores para sillas de ruedas.
Los servicios regulares con tranvías históricos se enfocan en transportar igualmente a residentes y visitantes/turistas, conectando centros principales de actividad con capacidades de aproximadamente desde 20 a 40 pasajeros sentados.
Ciudades como San Francisco (California) (no solo con sus célebres «Cable Car», sino con su Línea F), en Nueva Orleans (Luisiana) la «St. Charles Streetcar Line» ya cuenta con más de 95 años de funcionamiento continuo, y los tradicionales tranvías «Perley Thomas» son un atractivo turístico y fueron reconstruidos tras el desastre natural de Katrina. Hay dos líneas más (Cananl St. y Waterfront lines) suplidas con réplicas de las PT metálicas, fabricadas hoy en día con sistemas de modernos motores eléctricos, otros sistemas se encuentran en La Coruña en España, Dallas (Línea McKinney Ave.), Oporto (Línea Masarellos), Tampa, Sóller, Kenosha, Lisboa, Río de Janeiro (con su «Bondinho de Santa Teresa»), Melbourne, Charlotte, Barcelona (con su línea al Tibidabo), Christchurch, Seattle (con su Waterfront Line), Sintra, Little Rock, Estambul, Memphis y Santos, por citar algunas, poseen este tipo de servicios, ya sea habiendo mantenido algunos recorridos donde aún funcionan tranvías de antigua data, o bien instalando nuevas líneas por sectores pintorescos, históricos, comerciales o recreativos, dotándolas de estos atractivos vehículos.
Los tradicionales tranvías son óptimos en las calles estrechas de los cascos antiguos, ya que por tener una vía que actúa como guía se facilita la maniobrabilidad, y en algunos casos también permite instalar la catenaria al estar sujetada entre edificios. También bajan considerablemente las vibraciones producidas por los motores de combustión interna de otros medios de transporte masivo y las vibraciones producidas por el tráfico vehicular a que remplaza. Por último, al ser eléctricos no contaminan ni deterioran las estrechas calles y las construcciones centenarias de los monumentos y centros históricos.
También son destacables los innumerables museos tranviarios que preservan celosamente material rodante original, haciéndolos circular limitadamente para que los visitantes puedan verlos en funcionamiento.
Hay museos tranviarios montados en predios privados cerrados, como ocurre en la mayoría de los museos de Estados Unidos, por ejemplo, el Seashore Trolley Museum de Kennebunkport, Maine; el Shore Line Trolley Museum de East Heaven, Connecticut; o el Western Railway Museum situado entre Río Vista y Suisun en el condado de Solano, California. También el National Tramway Museum (Museo Nacional de Tranvías) de Inglaterra, ubicado en la localidad de Crich.
Otros, en cambio, tienen la posibilidad de hacer circular su material en el real ambiente tranviario, vale decir recorriendo calles y avenidas, como el Tramway Histórico de Buenos Aires, que opera la Asociación Amigos del Tranvía de la Argentina; el Museu do Carro Eléctrico de Oporto, Portugal; y el Museum of the Brussels' Urban Transportation en Woluwe-Saint-Pierre en Bruselas, entre otros.

Tranvías históricos en servicio
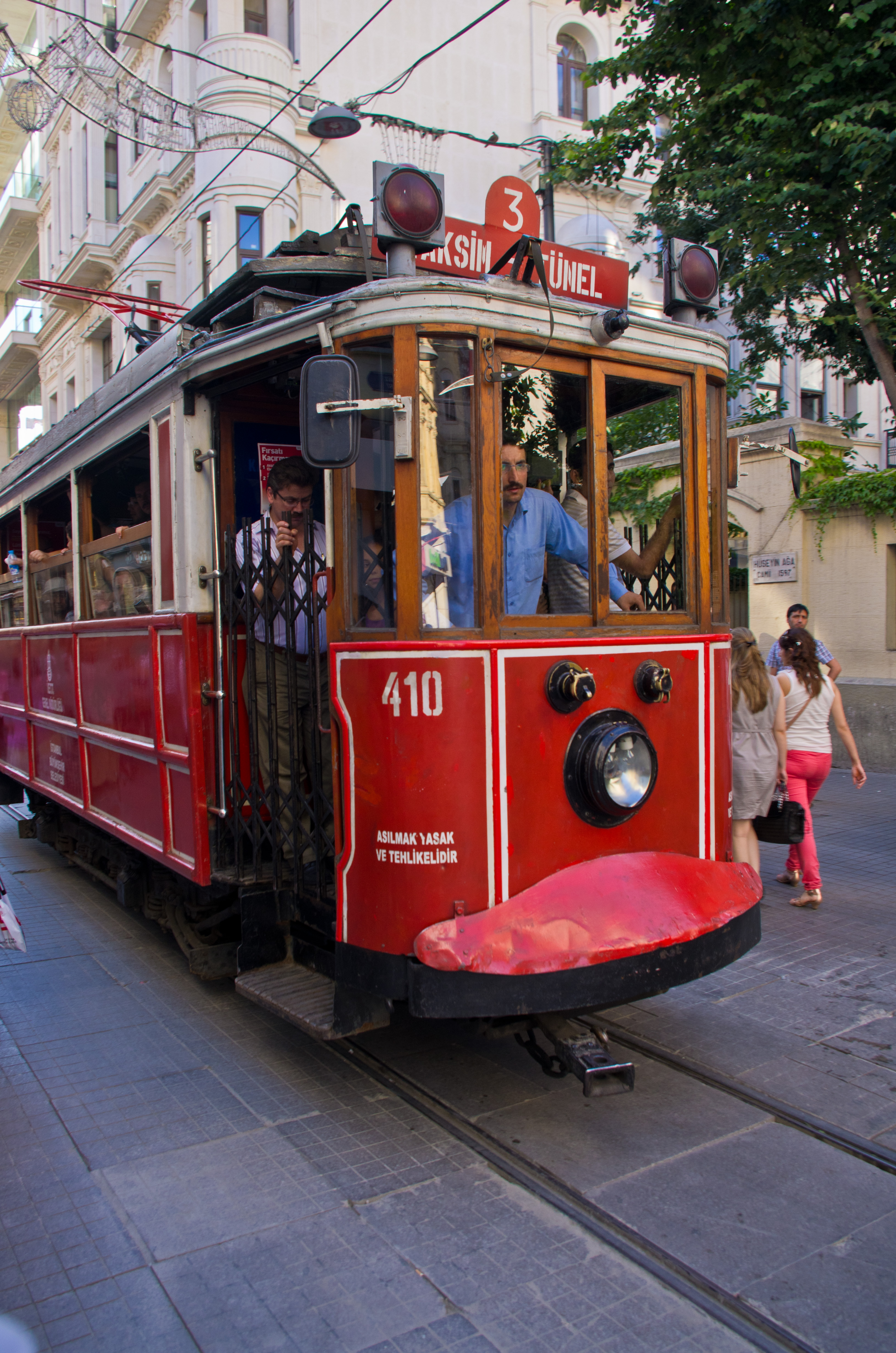
Viejo tranvía de Estambul (Turquía), que funciona todavía como atractivo turístico en la línea «Túnel-Taksin».
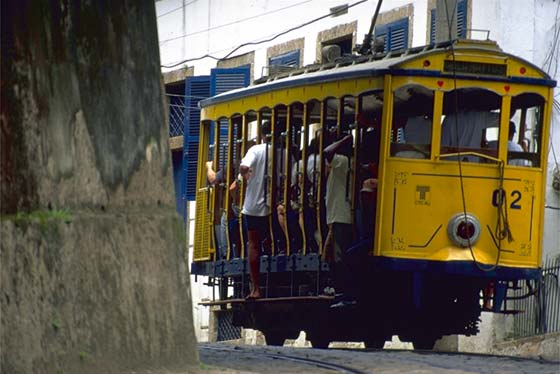
Tranvía en el barrio de Sta. Teresa, Río de Janeiro («Bondinho de Santa Teresa»).
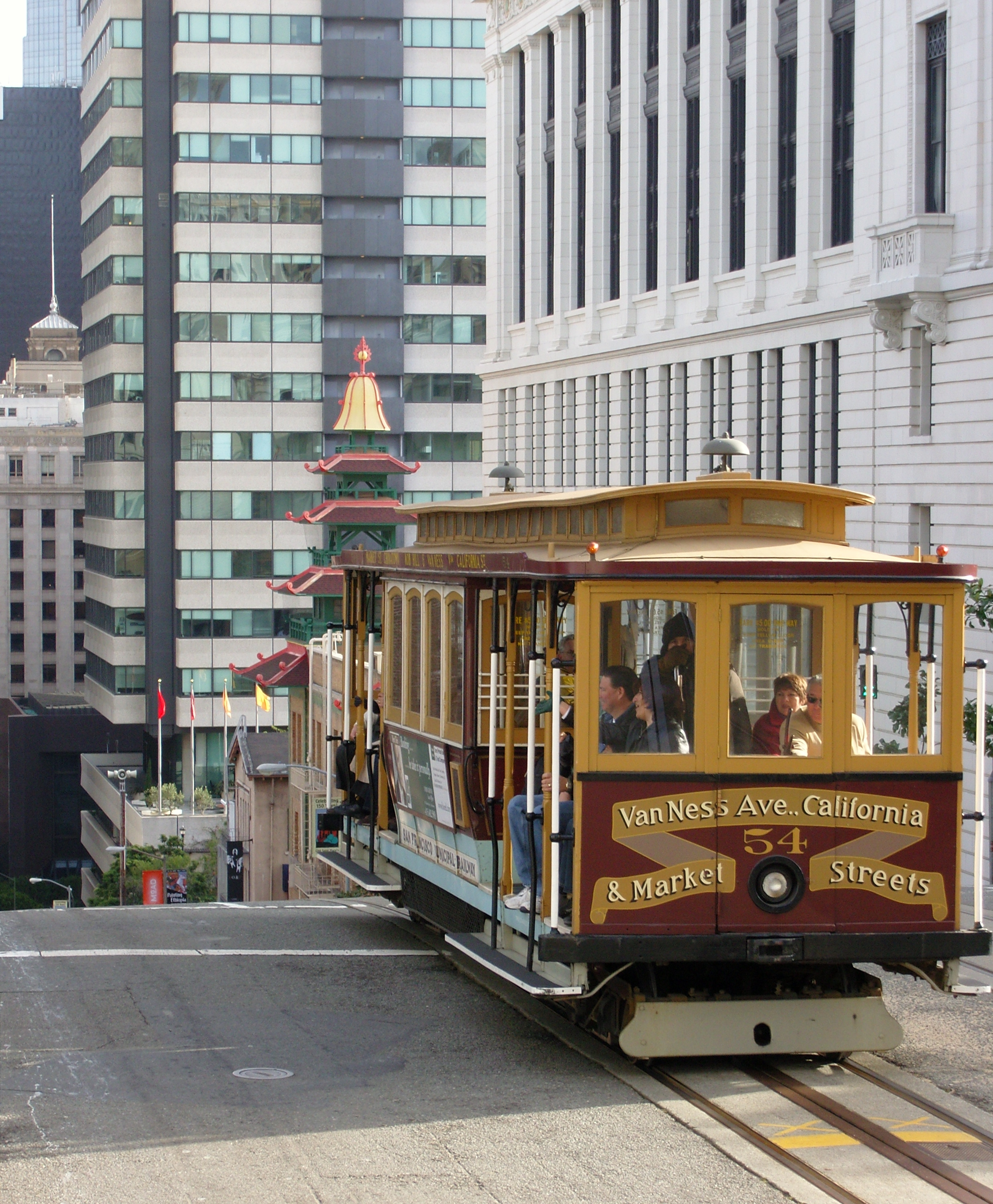
Tranvía de cable de San Francisco (California).
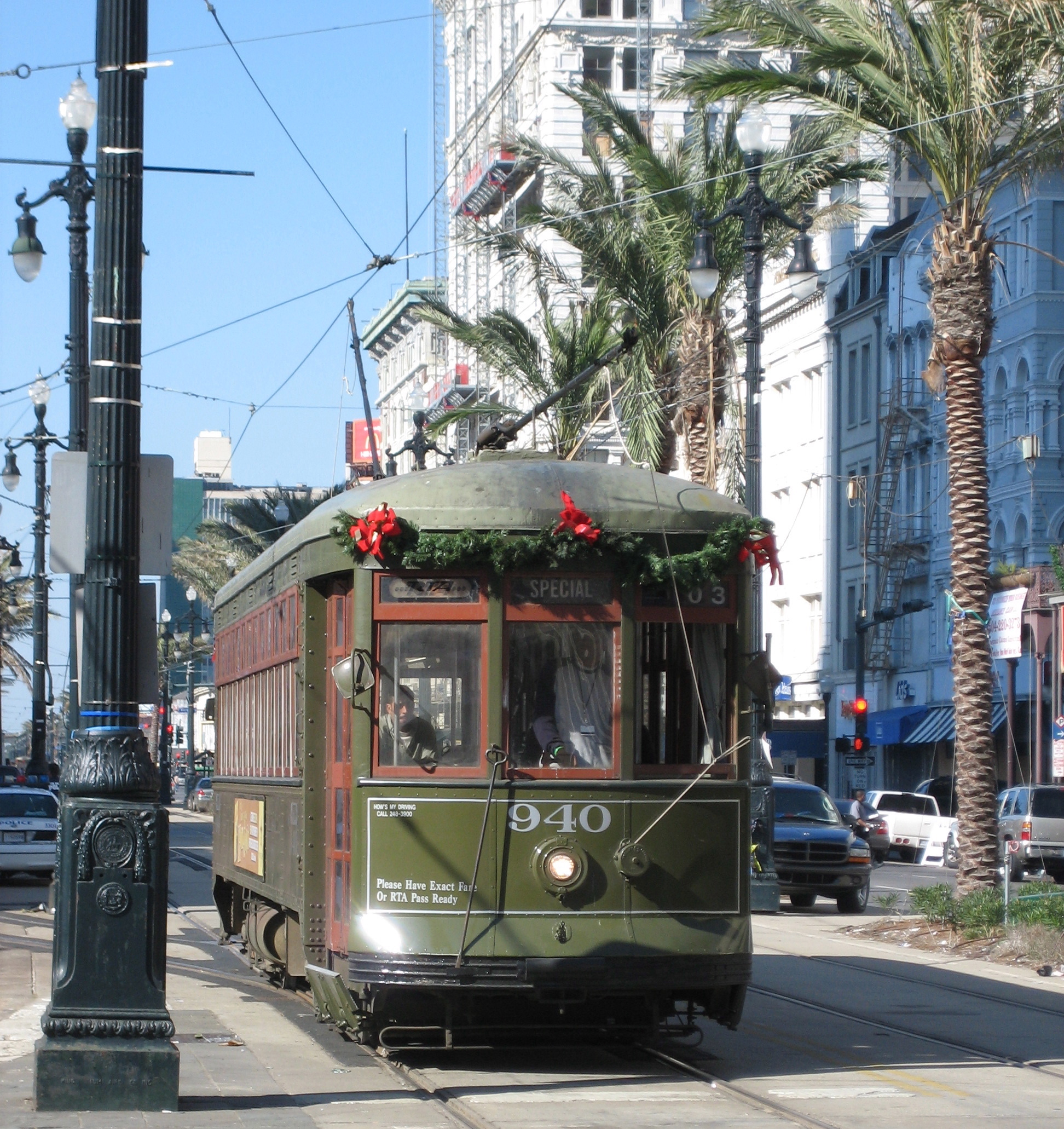
El «St. Charles Streetcar Line» en Nueva Orleans ya cuenta con más de 95 años de funcionamiento continuo.
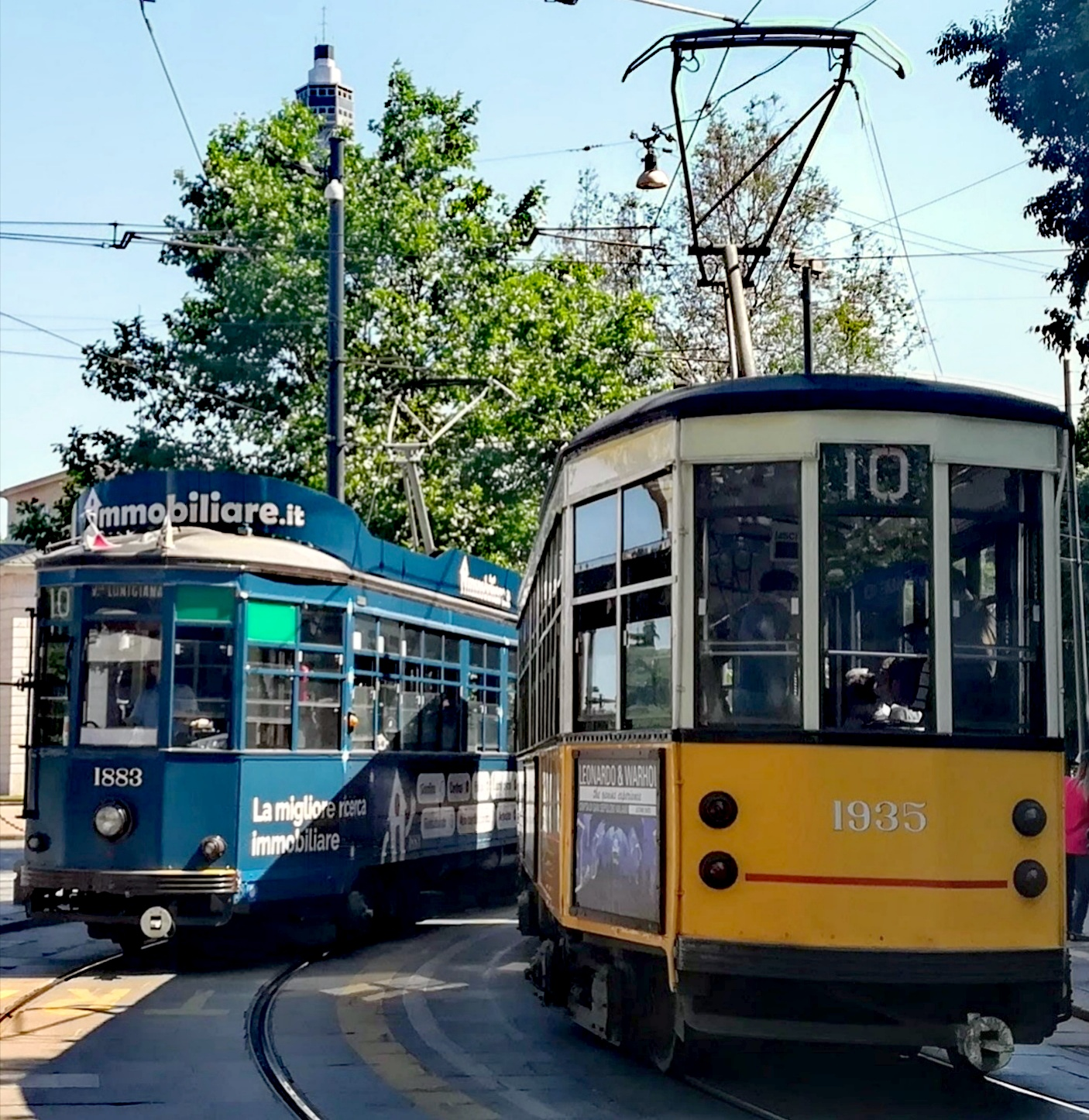
En Milán, Italia, los famosos Peter Witt.

## Miscelánea

### Récords

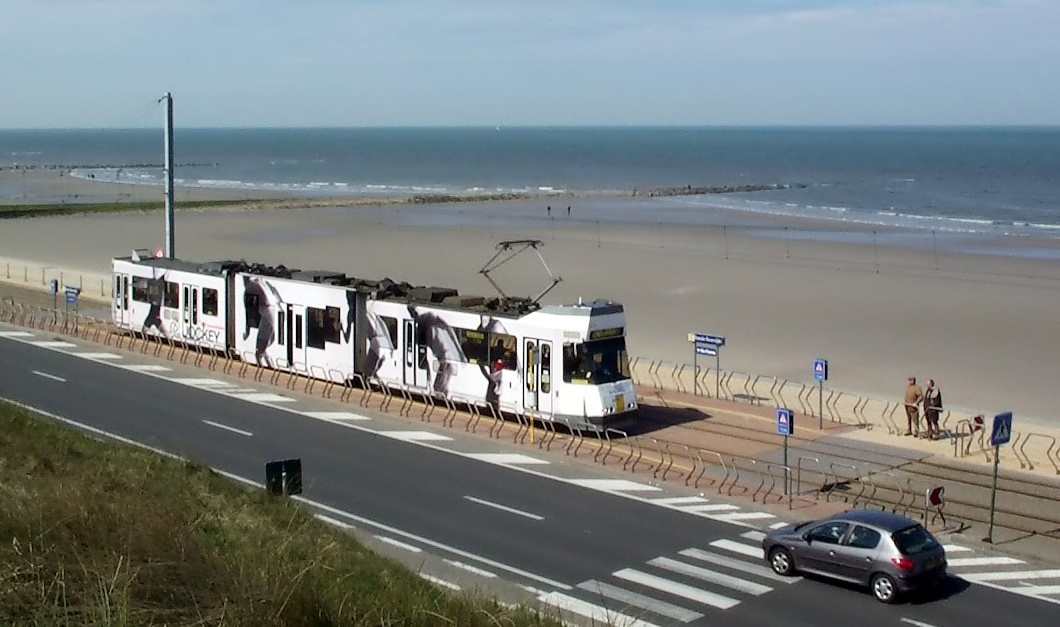
El “Kusttram” cerca de Ostende.

- La red tranviaria más antigua del mundo sin interrupción del servicio es la “Green Line” del Metro de Boston, perteneciente a la MBTA (Estados Unidos), con sus cuatro ramales B, C, D y E. Se inauguró el 26 de marzo de 1856 como tranvía a tracción animal.
- La línea más larga del mundo, de 68 km y 69 paradas, llamada Kusttram, se halla en la costa belga entre De Panne, Ostende y Knokke.
- El tranvía de Riffelalp en las cercanías de Zermatt (Suiza), con vía 800 mm de ancho, bate dos récords: es la línea más corta del mundo (675 m) y la línea a mayor altura de Europa (2222 m s. n. m.).
- La compañía tranviaria VBZ de Zúrich (Suiza) transporta 202,5 millones de pasajeros al año y es, por tanto, la más frecuentada del mundo.
- Melbourne (Australia) posee una red tranviaria de 245 km de longitud. Anteriormente Buenos Aires, la capital de Argentina, tenía la mayor red de tranvías del mundo, que en los 1920s alcanzó los 875 kilómetros de vías, más de 3000 vehículos y 12 000 empleados para circular por 99 recorridos y llegar a transportar 650 000 000 de viajeros anuales, sin contar las líneas suburbanas.[39] La red tranviaria de Berlín cuenta hoy con 192 km y es la mayor de Alemania, si bien llegó a tener más de 630 km en 1930.
- El tramo más empinado de Alemania está en servicio desde 1923 en Maguncia, con una pendiente máxima de 9,549 %. El equivalente en Austria se halla en Linz, con una pendiente de 10,5 %.
- Los vehículos clásicos de piso alto más largos son los Düwag articulados, de 38,5 m de longitud, que circulan en Ludwigshafen.
- Budapest (Hungría) tiene los más largos de piso bajo, de 54 m de longitud, del tipo Siemens Combino Plus.
- El ancho de vía del tranvía de Leipzig (LVB) es de 1458 mm, el mayor de Alemania.
- En Viena (WL) y Oradea (Rumania) circulan tranvías con el piso continuo más bajo del mundo: 180 mm sobre la cara superior del carril.

### Tranvías que no transportan viajeros

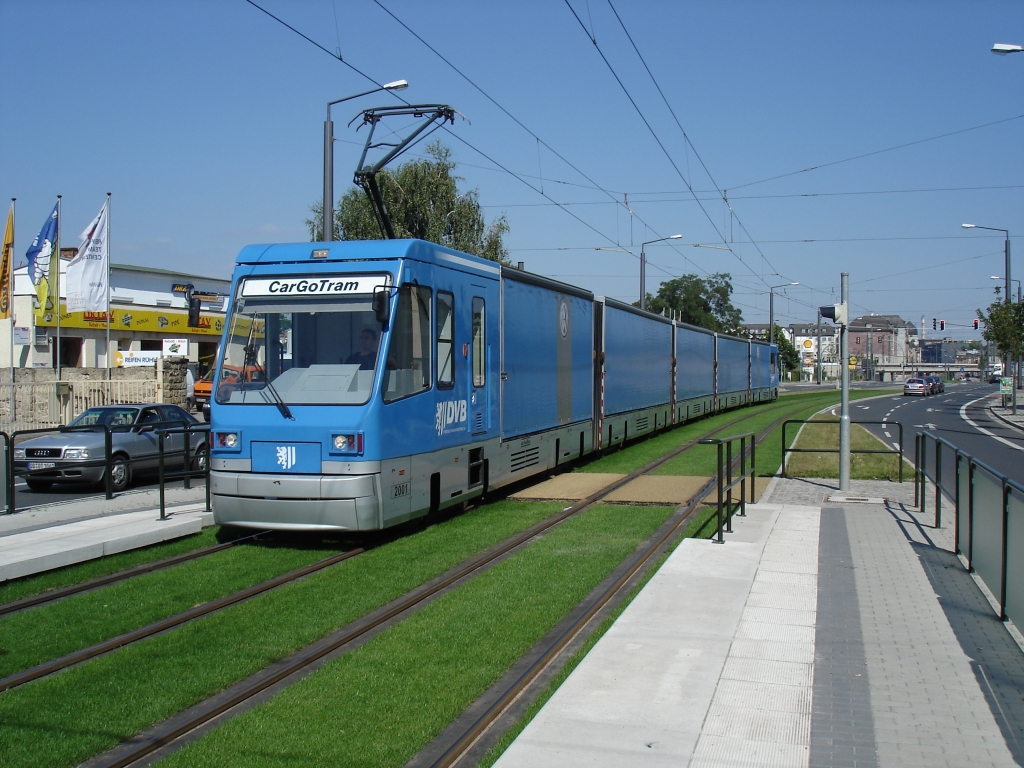
Volkswagen usa el tranvía para el transporte de mercancías en Dresde a su “fábrica transparente”.

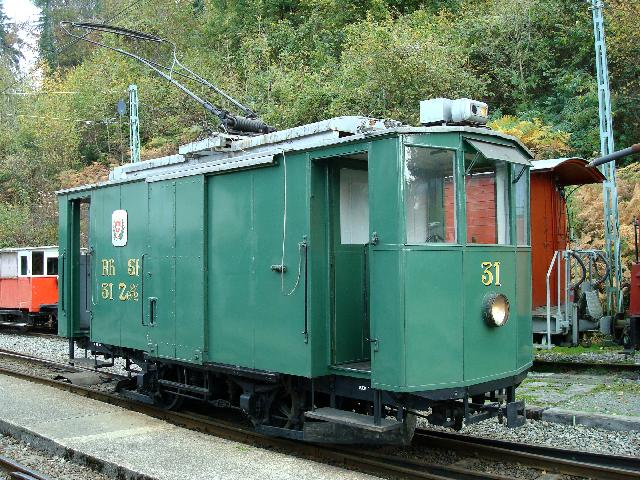
Coche tractor para el servicio postal del “Tranvía del valle del Rin” (Suiza), ahora en el museo ferroviario de Blonay-Chamby, 2008.

- En 1878 se inauguró en Madrid la línea Estaciones y mercados, que por las noches llevaba carga a los mercados.
- En 1895 circuló el primer tranvía postal en Altenburg (Alemania). Después también los hubo en Hamburgo y Fráncfort del Meno, así como en St. Pölten (Austria).
- La compañía tranviaria de Viena tuvo durante cierto tiempo vehículos apropiados para el servicio de pompas fúnebres al cementerio central.
- En Uruguay se utilizó el tranvía para la distribución de carne en las ciudades, desde los corrales abastos (mataderos de ganado) hasta las zonas pobladas. En el caso de Montevideo se opero un servicio exclusivo para los traslados fúnebres mediante tranvías.
- En Dresde (Alemania) hay un tranvía especial “CargoTram” para el transporte de mercancías a la fábrica de Volkswagen en dicha ciudad.
- Desde 2003 circula en Zúrich un “Cargotram” para facilitar la recogida de desechos voluminosos y chatarra de productos electrónicos para los habitantes no motorizados que tengan dificultades para llevarlos a los centros de reciclaje.

### Líneas que cruzan fronteras
- En Basilea (Suiza) la línea 10 de la compañía BLT (Baselland Transport), propiedad del cantón Basilea-Campiña, va de Dornach a Basilea y llega hasta la localidad suiza de Rodesdorf pasando por el pueblo de Leymen, en territorio francés. Hace años la compañía municipal basiliense BVB (Basler Verkehrsbetriebe) tenía líneas que iban hasta Lörrach (Alemania) y Saint-Louis (Francia), las cuales dejaron de cruzar la frontera en la posguerra. En 2008 empezó a construirse la prolongación de la línea 8 de Basilea hasta Weil am Rhein, también en Alemania, que se inauguró en diciembre de 2014.
- En febrero de 2014 comenzaron las obras para prolongar la red tranviaria de Estrasburgo hasta Kehl (Baden-Wurtemberg, Alemania), que cruzará la frontera en el Rin por un puente.
- El tranvía interurbano del Sarre va de Saarbrücken (Alemania) a Sarreguemines (Francia).
- La línea de tranvía de Aquisgrán (Alemania) a Vaals (Holanda) fue la primera de los Países Bajos.
- El tranvía de Cieszyn en Silesia se dividió en 1918 a consecuencia del nuevo trazado de la frontera, que partía en dos la ciudad, y circuló entre los barrios polaco y checoslovaco cruzando la frontera.

### Tranvías con servicio gastronómico y atracciones
- Los tranvías interurbanos entre Düsseldorf y Duisburgo y Krefeld han tenido un coche restaurante.
- Los tranvías de Melbourne, Australia, tienen en operación un servicio de tranvías restaurantes, realizados en los legendarios coches del tipo W6, reformados para este fin.
- En muchas ciudades alemanas circulan tranvías especiales que prestan servicio gastronómico, como en Fráncfort del Meno el “exprés de la sidra”; hay coches convertidos en bares en Wurzburgo, Gera, Erfurt y Karlsruhe.
- En Zúrich (Suiza) hay un tranvía donde sirven fondue, una especialidad suiza de queso.
- También en Zúrich circula para los niños el “tranvía de los cuentos” durante el mes de diciembre y en Múnich el “tranvía del Niño Jesús” durante el Adviento.
- Se puede contraer matrimonio en los tranvías de Bochum, Bonn, Chemnitz, Cottbus, Gera, Kassel, Plauen y Woltersdorf (Berlín), todos en Alemania.

### Museos del tranvía
- En Argentina: Asociación Amigos del Tranvía
- En Bélgica: Tramway Lobbes Thuin
- En Uruguay: Museo Fernando García
- En Portugal: Museo de Carris en Lisboa